# Baroc
Barocul este un stil în arhitectură, muzică, dans, pictură, sculptură și alte arte care au înflorit în Europa de la începutul secolului al XVII-lea până în anii 1740, „stingându-se” în deceniul următor. Pe teritoriile imperiilor spaniol și portughez, inclusiv în Peninsula Iberică, a continuat, împreună cu noi stiluri, până în primul deceniu al anilor 1800
A succedat arta renascentistă și manierismul, și a precedat rococoul și neoclasicismul. A fost susținut de Biserica Catolică, ca un mijloc de a combate simplitatea și austeritatea arhitecturii, artei și muzicii protestante, chiar dacă arta barocă de tip luteran s-a dezvoltat și în anumite părți ale Europei.
Stilul baroc folosea contrastul, mișcarea, detaliile exuberante, culoarea profundă, măreția și surpriza pentru producerea unui sentiment de uimire. Stilul a apărut la începutul secolului al XVII-lea, în Roma, apoi răspândindu-se rapid în Franța, Italia de nord, Spania și Portugalia, iar mai târziu în Austria, sudul Germaniei și Rusia. Până în anii 1730, evoluase într-un stil și mai flamboiant, numit rocaille sau rococo, care a apărut în Franța și Europa Centrală până la mijlocul secolului al XVIII-lea.
În artele decorativă se produce un exces de ornamentație. Îndepărtarea de la clasicismul renascentist are căi proprii în fiecare țară. Dar o caracteristică generală e aceea că peste tot punctul de plecare îl constituie elementele ornamentale introduse de Renaștere. Repertoriul clasic e aglomerat, îndesit, suprapus, încărcat, cu scopul de a stârni efecte de șoc. Motive noi introduse de baroc sunt: cartușul, trofeele și armele, coșuri cu fructe sau flori, și altele, realizate în marchetărie, stucaturi, sau sculptate.

## Etimologie

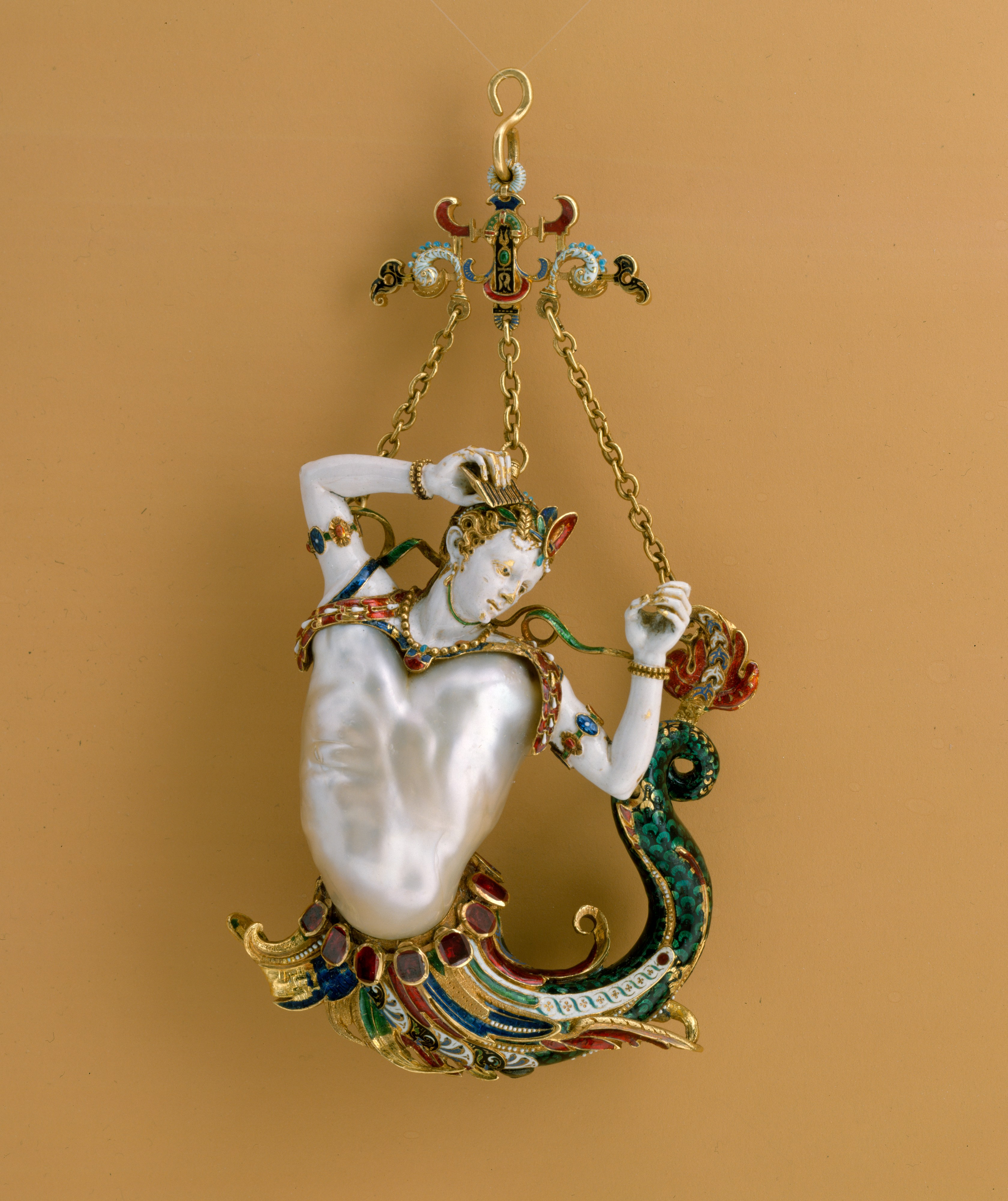
Pandantiv în formă de siren, făcut dintr-o perlă barocă (torsul) cu un set de monturi de aur emailat cu rubine, probabil circa 1860, în Muzeul Metropolitan de Artă (New York City)

Cuvântul românesc „baroc” provine direct din franceză. Unii cercetători afirmă că termenul francez provine de la cuvântul portughez „barroco” (în traducere „o perlă defectuoasă”), care e posibil să derive de la latinescul „verruca”, („verucă”) sau de la un cuvânt cu sufixul „-ǒccu” (comun în Iberia pre-romană). Alte surse sugerează un termen latin medieval folosit în logică, „baroco”, ca fiind cea mai probabilă sursă.
În secolul al XVI-lea, cuvântul latin medieval „baroco” a trecut dincolo de logica scolastică și era folosit pentru a caracteriza orice care părea absurd de complex. Filozoful francez Michel de Montaigne (1533-1592) a asociat termenul „baroco” cu „Bizar și inutil de complicat”. Alte surse timpurii asociază barocul cu magia, complexitatea, confuzia și excesul.
Cuvântul „baroc” a fost asociat și cu perlele neregulate înainte de secolul al XVIII-lea. „Baroque“-ul francez și „barroco”-ul portughez erau termeni asociați adesea cu bijuteriile. Un exemplu din 1531 folosește termenul ca să descrie perlele într-un inventar al comorilor a lui Carol al V-lea al Franței. Mai târziu, cuvântul apare într-o ediție din 1694 a Le Dictionnaire de l’Académie Française, care descrie „broque”-ul ca fiind „folosit doar pentru perlele care sunt imperfect de rotunde.” Un dicționar portughez din 1728 descrie într-un mod asemănător „barroco”-ul ca însemnând „o perla inegală și de proastă calitate”.
O derivare alternativă a cuvântului „baroc” sugerează numele pictorului italian Federico Barocci (1528–1612), ale cărui opere au influențat stilul.
În secolul al XVIII-lea termenul a început să fie folosit ca să descrie muzica, și nu într-un mod lingușitor. Într-o recenzie satirică anonimă a premierei lui Hippolyte et Aricie, de Jean-Philippe Rameau, în octombrie 1733, care a fost tipărită în Mercure de France în mai 1734, criticul a scris că noutatea în această operă este „du barocque”, plângându-se că muzica nu avea o melodie coerentă, nu se confrunta cu disonanțele, schimbă în mod constant cheia și contorul, și trecea rapid prin fiecare dispozitiv compozițional.
În 1762, Le Dictionnaire de l'Académie Française a consemnat că termenul poate să descrie figurat ceva „neregulat, bizar sau inegal”.
Jean-Jacques Rousseau, care erau un muzician și compozitor, precum și filozof, a scris în 1768 în Enciclopédie: „Muzica barocă este aceea în care armonia este confundată și încărcată de modulări și disonanțe. Cântarea este aspră și nefirească, intonația este dificilă și mișcarea limitată. Se pare că termenul provine de la cuvântul „baroco” folosit de logicieni.”.
În 1788, Quatremère de Quincy a definit termenul în Encyclopédie Méthodique ca „un stil arhitectural care e foarte împodobit și chinuit”.
Termenii francezi „style baroque” și „musique baroque” au apărut în Le Dictionnaire de l’Académie Française în 1835. Până la mijlocul secolului al XIX-lea, criticii de artă și istoricii au adoptat termenul „baroc” ca o modalitate de a ridiculiza arta post-renascentistă. Ăsta a fost sensul cuvântului folosit în 1855 de istoricul de artă Jacob Burckhardt, care a scris că artiștii baroci „disprețuiau și abuzau detaliile” pentru că le lipsea „respectul pentru tradiție”.
În 1888, istoricul de artă Heinrich Wölfflin a publicat prima lucrare academică serioasă asupra stilului, Renaissance und Barock, care a descris diferențele dintre pictura, sculptura și arhitectura renascentiste și cele baroce.

## Arhitectura: origini și caracteristici

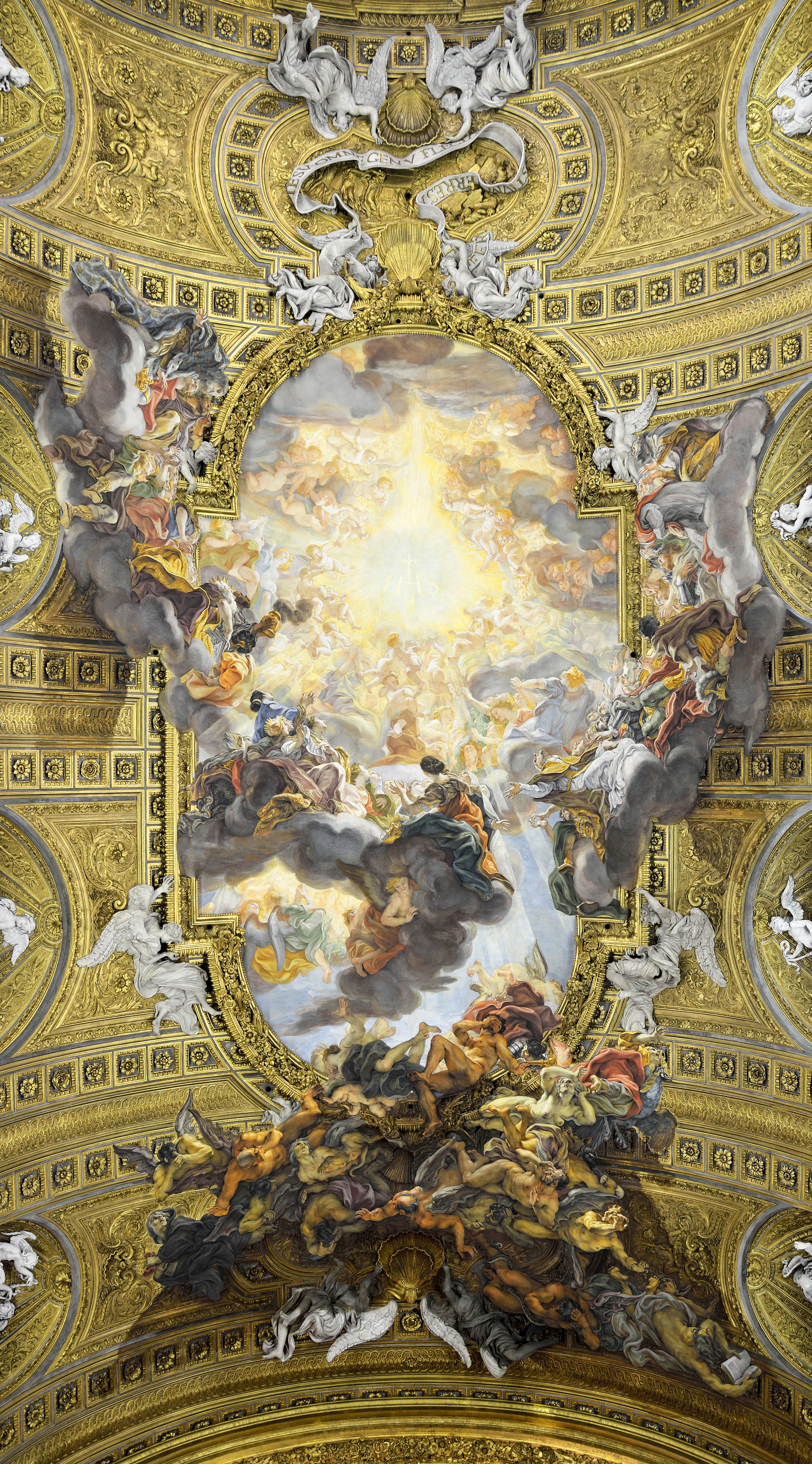
Quadratura sau trompe l'œil pe un tavan al bisericii Il Gesù din Roma, de Giovanni Battista Gaulli, din 1673-1678

Barocul în arhitectură a fost rezultatul doctrinelor adoptate de Biserica Catolică la Conciliul Tridentin în 1545–1563, ca răspuns la Reforma Protestantă. Prima fază a Contrareformei impunea un stil academic sever asupra arhitecturii religioase, care apelase la intelectuali, dar nu la masa credincioșilor. Conciliul Tridentin a decis în schimb să apeleze la un public mai popular și a declarat că artele ar trebui să comunice teme religioase cu implicare directă și emoțională.  Arta barocă luterană s-a dezvoltat ca un semn al identității, ca răspuns la beeldenstorm al calviniștilor.
Bisericile baroce sunt proiectate cu un spațiu central mare, unde credincioșii ar putea să fie aproape de altar, cu o cupolă ridicată, permițând luminii să lumineze biserica de dedesubt. Cupola e una dintre trăsăturile simbolice centrale ale arhitecturii baroce care ilustrează unirea dintre ceruri și pământ, interiorul cupolei fiind decorat generos cu picturi cu îngeri și sfinți și cu statuete de stuc cu îngeri, dând impresia celor de mai jos că se uită spre rai. O altă trăsătură a bisericilor baroce este quadratura; picturi trompe-l'œil pe tavan înconjurate de stucaturi, fie reale, fie pictate, aglomerate cu picturi cu sfinți și îngeri și conectate prin detalii arhitecturale cu balustrade și console. Picturile quadratura cu atlanți sub cornișe par să susțină tavanul bisericii.  Spre deosebire de plafoanele pictate ale lui Michelangelo din Capela Sixtină, care au combinat diferite scene, fiecare cu propria perspectivă, ca să fie privite pe rând, picturile baroce de pe tavane sunt create cu atenție, astfel încât privitorul de pe podeaua bisericii să vadă întregul tavan în perspectivă corectă, ca și cum figurile ar fi reale.
Interioarele bisericilor baroce deveneau din ce în ce mai ornamentate în anumite perioade și se concentrau în jurul altarului, de obicei așezat sub cupolă. Unele dintre cele mai cunoscute opere decorative baroce sunt Scaunul Sfântului Petru (1647–53) și Baldachinul Sfântului Petru (1623–34), ambele de Gian Lorenzo Bernini, în Bazilica Sfântul Petru din Roma. Baldachinul Sfântului Petru este un exemplu al echilibrului contrariilor în arta barocă; proporțiile gigantice ale operei, cu ușurința aparentă a baldachinului; și contrastul dintre coloanele răsucite solide, bronzul, aurul și marmura operei cu draperiile curgătoare ale îngerilor de pe baldachin. Frauenkirche din Dresda servește ca un exemplu important al artei baroce luterane, care a fost finalizată în 1743 după ce a fost comandată de consiliul luteran al orașului Dresda și a fost „comparată de observatorii din secolul al XVIII-lea cu Sfântul Petru din Roma”.
Coloanele răsucite din interiorul bisericilor sunt una dintre principalele trăsăturile ale barocului. Oferă atât un sentiment de mișcare, cât și un mod dramatic de a reflecta lumina. Cartușul e un alt ornament caracteristic ornamentării baroce. Acestea erau plăci mari sculptate din marmură sau piatră, de obicei ovale și cu o suprafață rotunjită, care conținea imagini sau text cu litere aurite și erau așezate ca decorațiuni interioare sau deasupra ușilor clădirilor, transmițând mesaje celor de mai jos. Au avut o mare varietate de versiuni de-a lungul timpului și au fost găsite în toate tipurile de clădiri, de la catedrale și palate până la capele mici.
Arhitecții baroc foloseau uneori perspectiva forțată ca să creeze iluzii. Pentru Palatul Spada din Roma, Borromini a folosit coloane cu dimensiuni în scădere, o podea de îngustare și statuie în miniatură din grădina de dincolo ca să creeze iluzia că un pasaj avea o lungime de 30 de metri, când avea de fapt doar șapte metri lungime. O statuie de la sfârșitul pasajului pare să aibă dimensiuni naturale, chiar dacă are doar 60 de centimetri înălțime. Borromini a proiectat iluzia cu ajutorul unui matematician.

### Arhitectura barocă italiană
Prima clădire din Roma care a avut o fațadă barocă a fost Biserica Il Gesù în 1584; era clar după standardele baroce de mai târziu, dar a marcat o ruptură de fațadele tradiționale renascentiste care au precedat-o. Interiorul acestei biserici  a rămas foarte auster o perioadă, până când a fost ornamentat intens.
La Roma în 1605, Paul al V-lea a devenit primul dintr-o serie de papi care au comandat construirea de bazilici și biserici concepute astfel încât sâ inspire emoția și uimirea printr-o proliferare de forme și o bogăție de culori și efecte dramatice. Printre cele mai influente monumente ale barocului timpuriu au fost fațada Bazilicii Sfântul Petru (1606-1619), precum și noua navă și loggia care au legat fațada cu cupola lui Michelangelo din biserica anterioară. Noul proiect a creat un contrast dramatic între cupola în creștere și fațada disproporționat de lată, și contrastul pe fațada însăși între coloanele dorice și marea masă a porticului.
În mijlocul secolului al XVII-lea, stilul a atins apogeul.  Multe lucrări monumentale au fost comandate de papii Urban al VIII-lea și Alexandru al VII-lea. Sculptorul și arhitectul Gian Lorenzo Bernini a proiectat o nouă colonadă cvadruplă în jurul Pieței Sfântul Petru (1656-1667). Cele trei galerii de coloane dintr-o elipsă uriașă echilibrează cupola supradimensionată și îi dau bisericii și pieței o unitate și o atmosferă de teatru uriaș.
Un alt inovator major al barocului italian a fost Francesco Borromini, a cărui principală lucrare e Biserica San Carlo alle Quattro Fontane (1634–1646). Simțul mișcării este dat nu de decorare, ci de pereții înșiși, care se ondulează și prin elementele concave și convexe, inclusiv un turn și un balcon ovale introduse într-o traversă concavă. Interiorul e la fel de revoluționar, spațiul principal al bisericii fiind oval, sub o cupolă ovală.
Tavanele pictate, aglomerate cu îngeri, sfinți și efecte arhitecturale trompe-l'œil, sunt o trăsătură importantă a barocului italian. Lucrări importante includ Intrarea Sfântului Ignace în Paradis de Andrea Pozzo (1685-1695) din Biserica Sant'Ignazio din Roma și Triumful Numelui lui Iisus de Giovanni Battista Gaulli în Biserica Il Gesù din Roma (1669-1683), care prezintă figuri care se revarsă din cadru, o iluminare dramatică oblică și contraste întunecate de lumină. Stilul s-a răspândit rapid din Roma în alte regiuni din Italia: A apărut în Veneția în Bazilica Santa Maria della Salute (1631–1687) de Baldassare Longhena, o formă octogonală extrem de originală încoronată cu o cupolă enormă. A apărut și în Torino, în special în Capela Sfântului Giulgiu (1668–1694) de Guarino Guarini. Stilul a început să fie folosit și la palate; Guarini a proiectat Palazzo Carignano din Torino, în timp ce Longhena a proiectat Ca' Rezzonico pe Canalul Mare, (1657), finalizat de Giorgio Massari, decorat cu picturi de Giovanni Battista Tiepolo. O serie de cutremure masive din Sicilia a făcut necesară reconstrucția majorității lor și mai multe au fost construite în exuberantul baroc târziu sau în rococo.

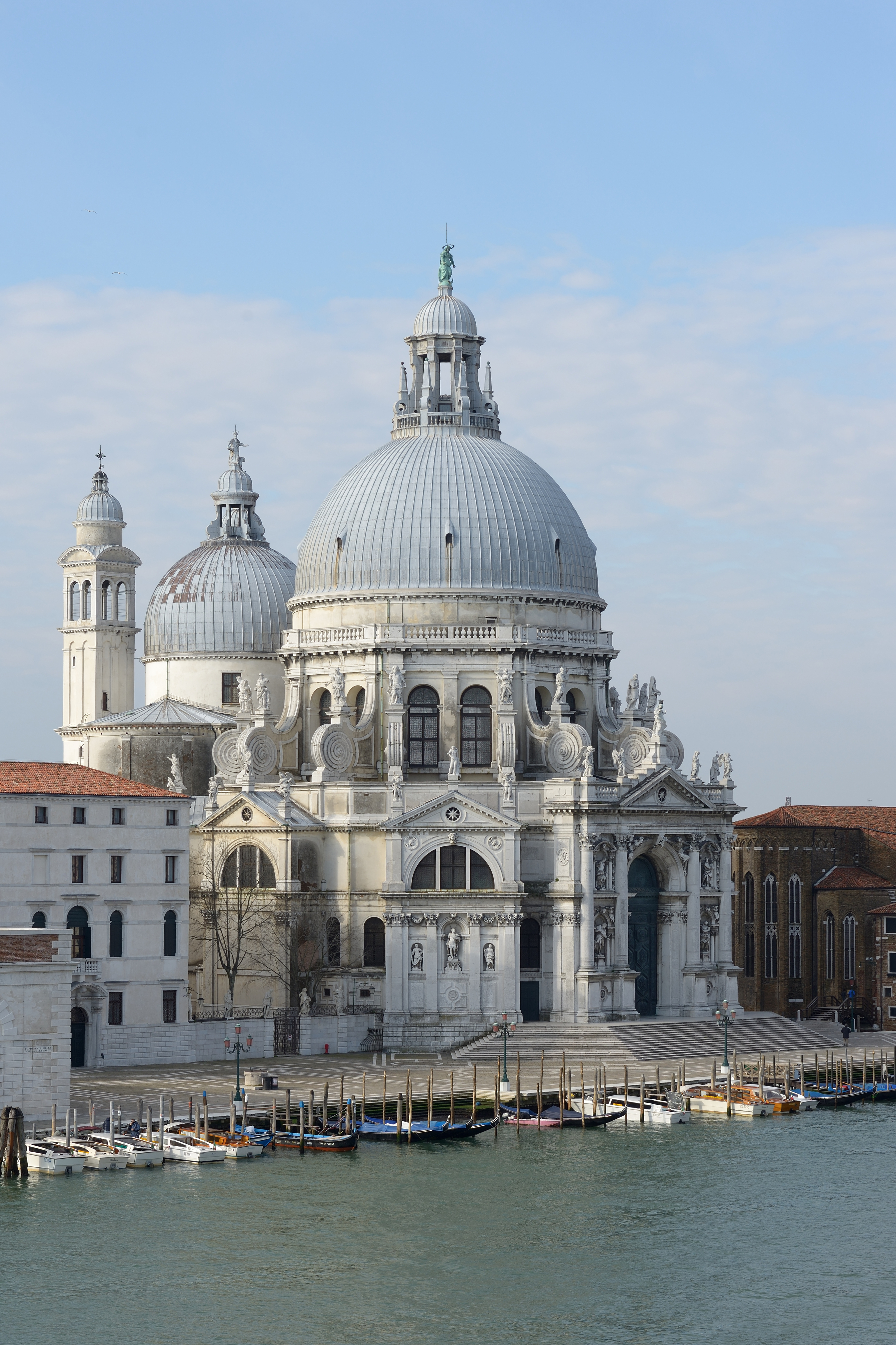
Santa Maria della Salute (Veneția), 1631-1687, de Baldassare Longhena
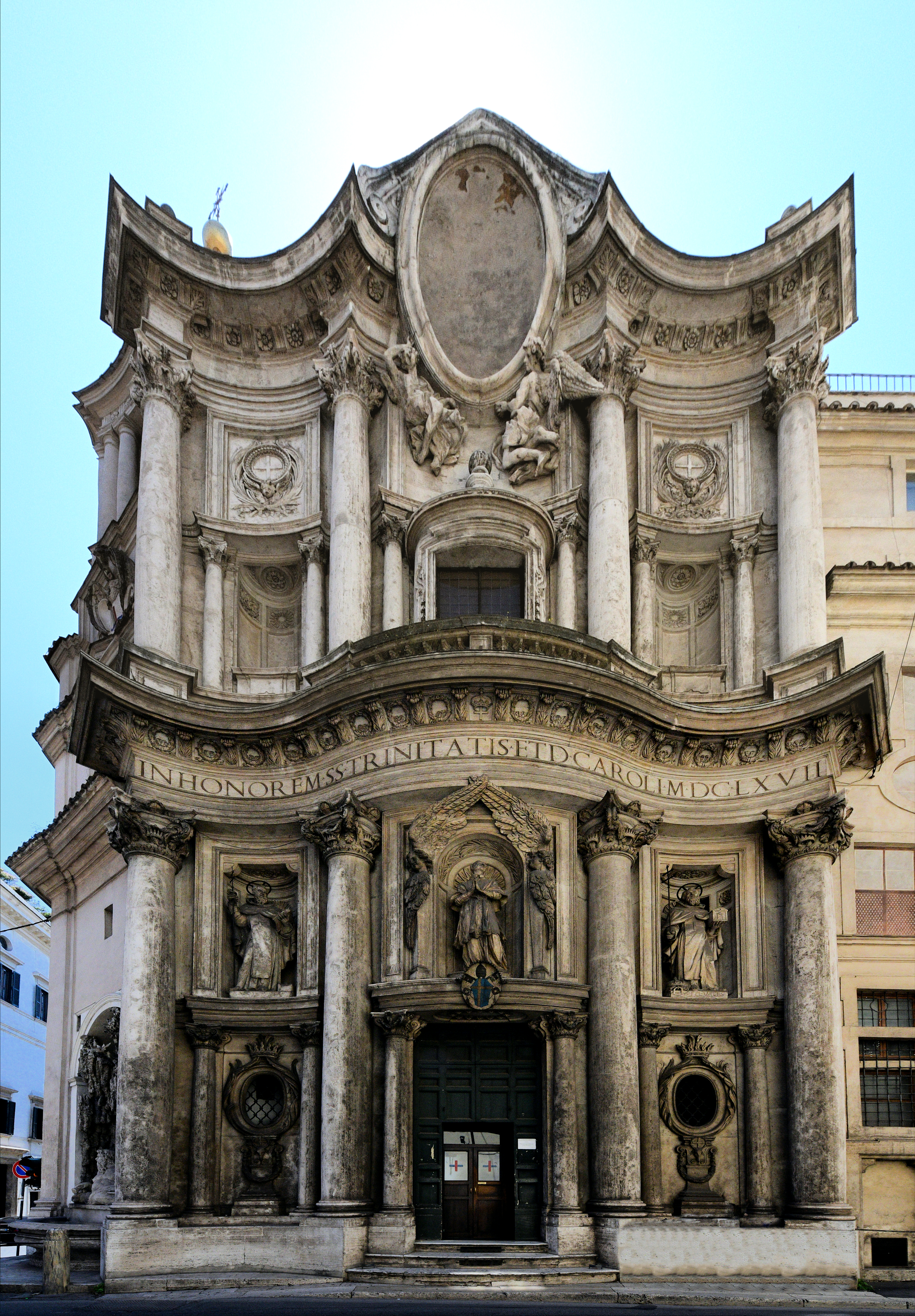
San Carlo alle Quattro Fontane (Roma), 1638-1677, de Francesco Borromini
Fontana dei Quattro Fiumi (Roma), 1648-1651, de Gian Lorenzo Bernini[36]
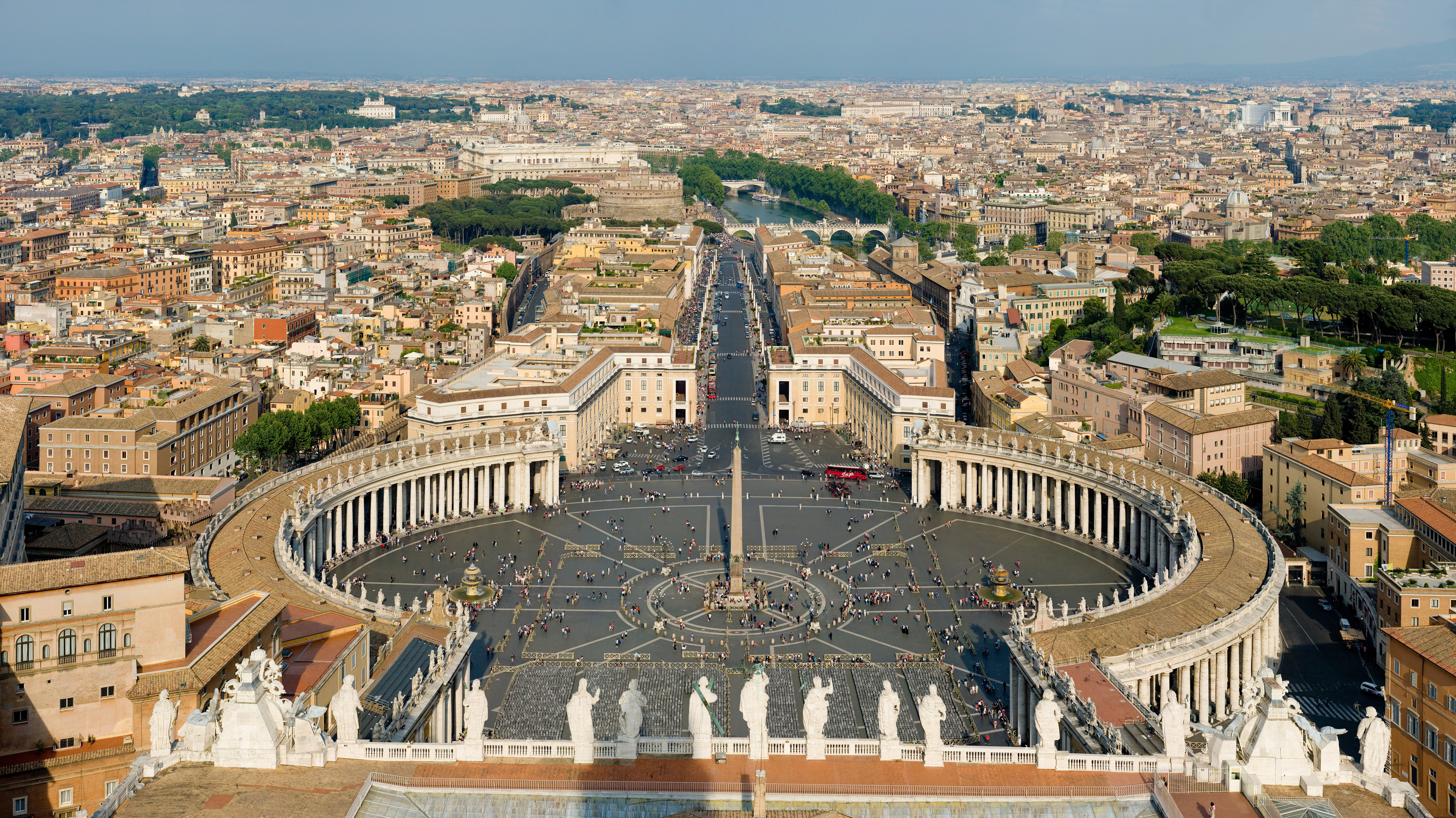
Piața Sf. Petru (Roma), 1656-1667, de Gian Lorenzo Bernini
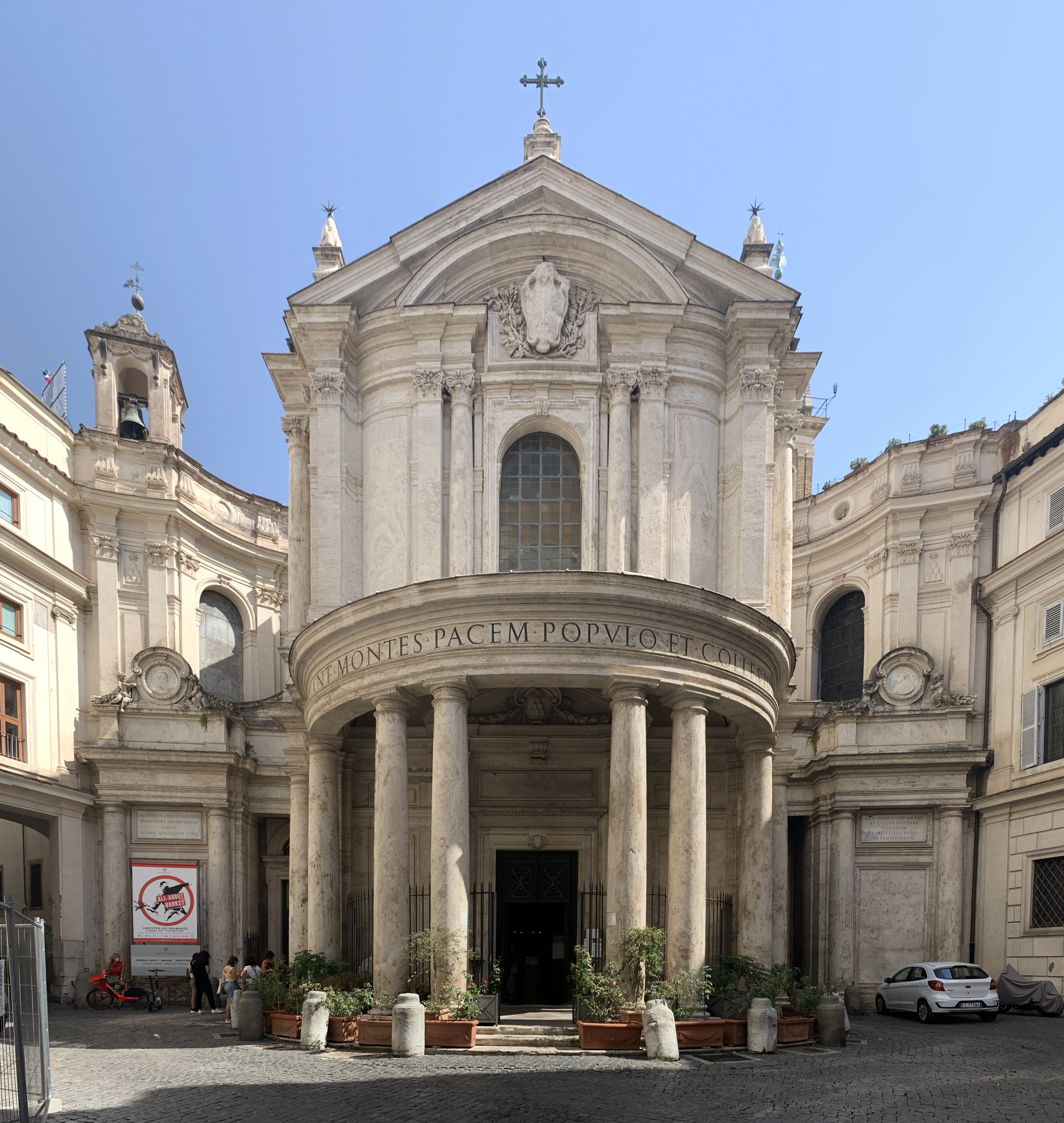
Santa Maria della Pace (Roma), 1656-1667, de Pietro da Cortona

### Arhitectura barocă spaniolă
Biserica catolică din Spania, în special iezuiții, au fost forța arhitecturii baroce spaniole. Prima lucrare importantă în stil a fost Capela San Isidro din Madrid, începută în 1643 de Pedro de la Torre. A contrastat o bogăție extremă de ornamente pe exterior, cu simplitate în interior, împărțită în mai multe spații și folosind efecte de lumină cu scopul de a crea un sentiment de mister. Catedrala din Santiago de Compostela a fost modernizată cu o serie de adăugări baroce începând de la sfârșitul secolului al XVII-lea, începând cu un turn clopotniță extrem de decorat (1680), apoi flancat de două turnuri și mai înalte și mai ornamentate, numite „Obradorio”, adăugate  între 1738 și 1750 de Fernando de Casas Novoa. Un alt reper al barocului spaniol este turnul paraclis al Palatului San Telmo din Sevilla, de Leonardo de Figueroa.
Granada fusese doar eliberată de mauri în secolul al XV-lea și avea propria sa varietate de baroc. Pictorul, sculptorul și arhitectul Alonso Cano a proiectat interiorul baroc al Catedralei din Granada între 1652 și până la moartea sa în 1657. Prezintă contraste dramatice ale coloanelor albe masive și a decorului auriu.
Cea mai puternic ornamentată și fastuoasă formă de arhitectură barocă spaniolă e cunoscută ca stilul Churrigueresque, numit după frații Churriguera, care au lucrat în principal la Salamanca și Madrid. Lucrările lor includ clădirile din piața principală a orașului, Plaza Mayor din Salamanca (1729). Acest stil baroc extrem de ornamentat a fost foarte influent în multe biserici și catedrale construite de spanioli în Americi.
Alți arhitecți spanioli notabili ai barocului târziu sunt Pedro de Ribera, un elev al lui Churriguera, care a proiectat Azilul Regal de la San Fernando din Madrid, și Narciso Tomé, care a proiectat renumitul altar El Transparente, din Catedrala din Toledo (1729–32), care dă iluzia, într-o anumită lumină, de a pluti în sus.
Arhitecții barocului spaniol au avut un efect mult peste Spania; munca lor a fost extrem de influentă asupra bisericilor construite în coloniile spaniole din America Latină și Filipine. Biserica construită de iezuiți pentru un colegiu din Tepotzotlán, cu fațada și turnul ornamentate baroc, este un bun exemplu.

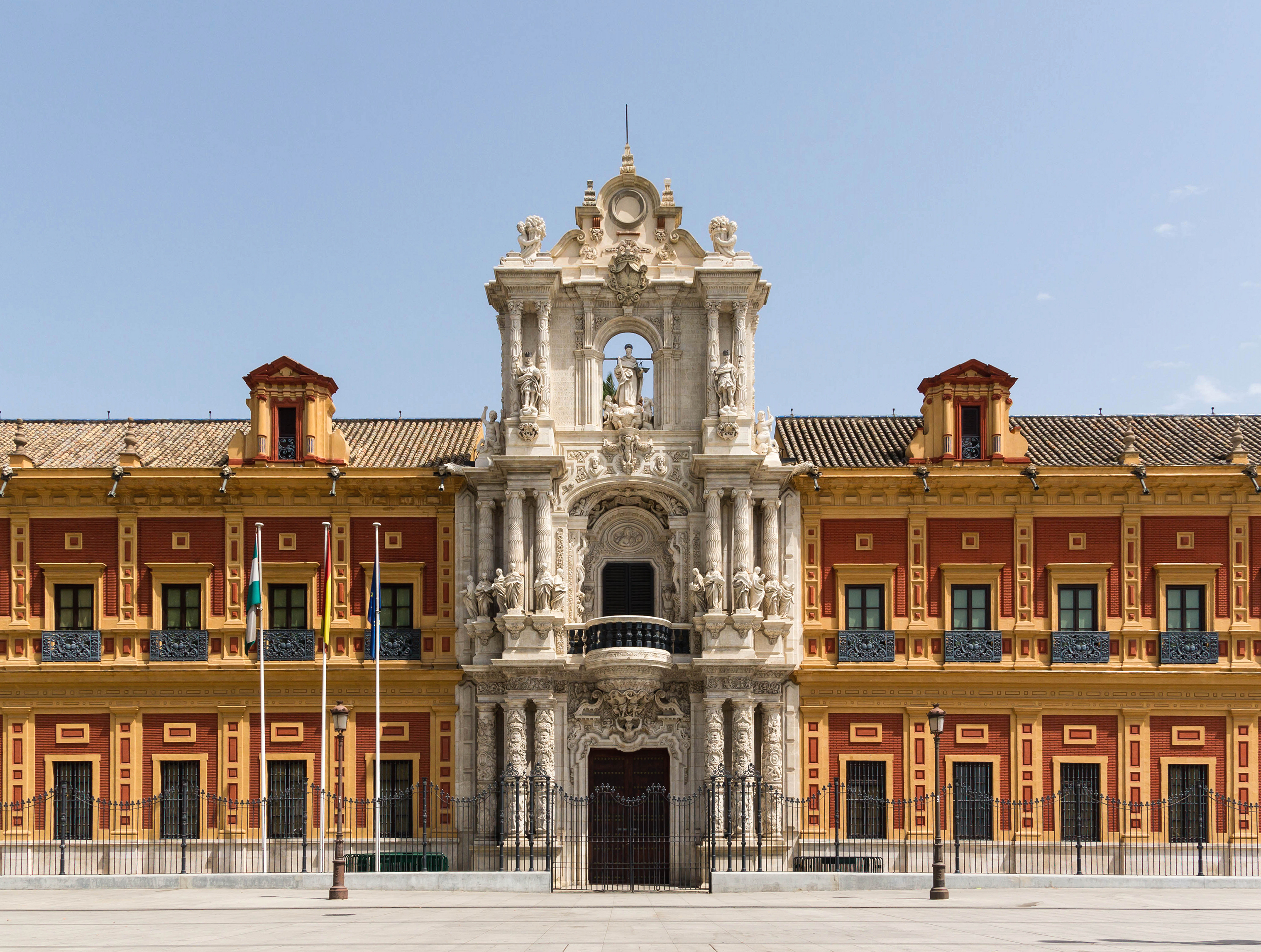
Palacio de San Telmo (Sevilla, Spania), 1682-1796, de Leonardo de Figueroa
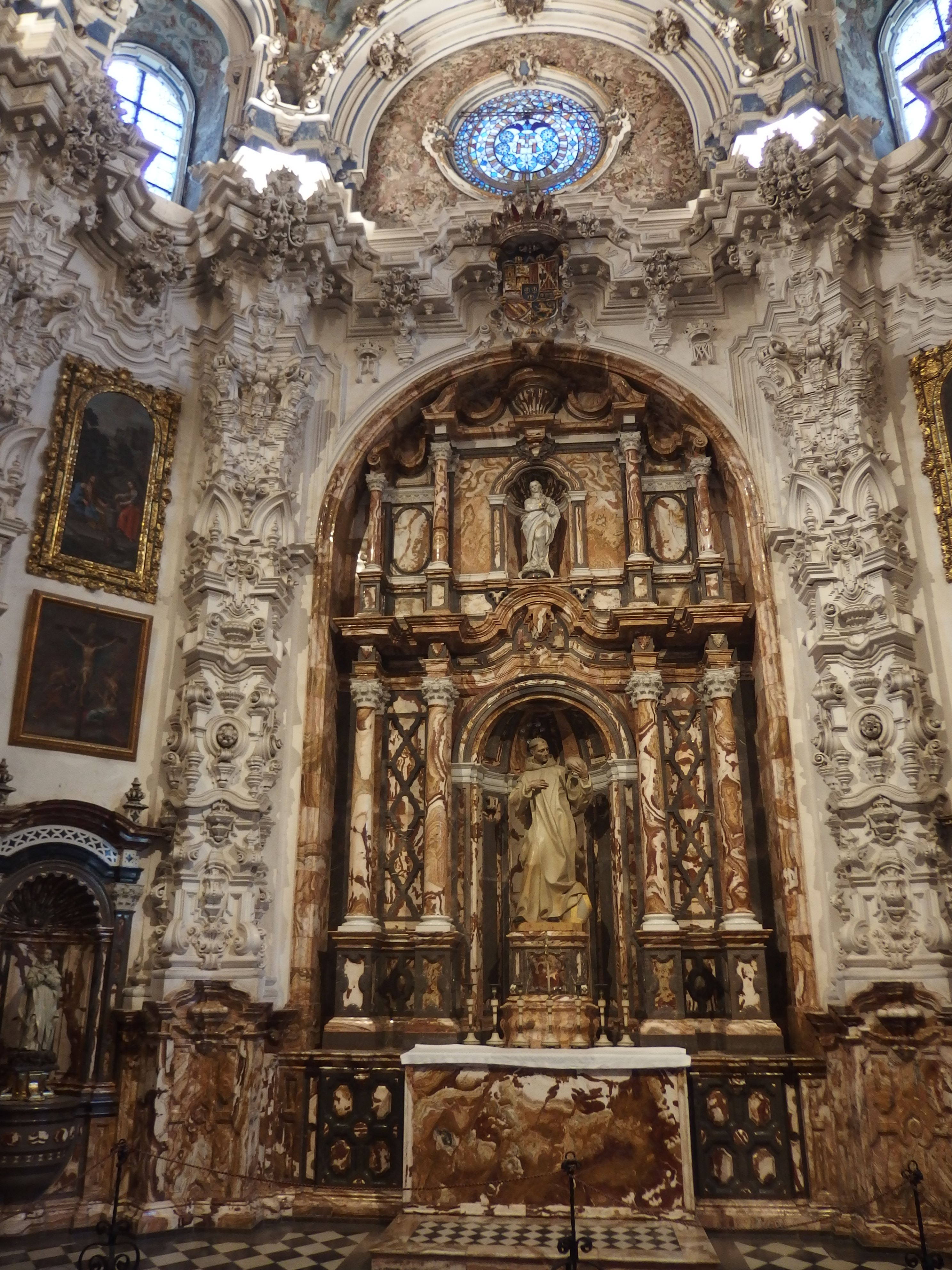
Sacristia Mănăstirii Cartusiene din Granada (Granada, Spania), 1727-1764, de Narciso Tomé
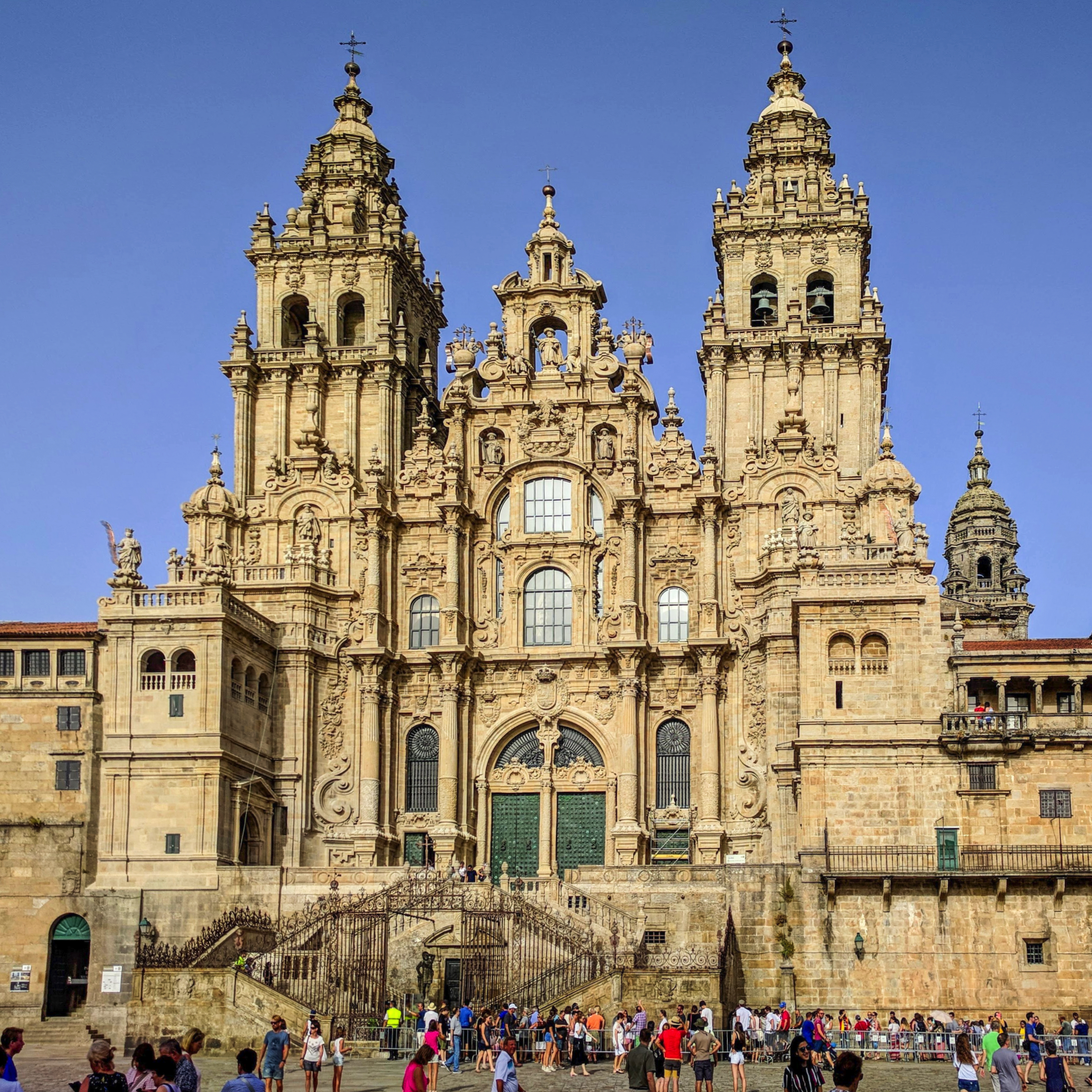
Fațada Catedralei orașului Santiago de Compostela (Spania), 1738, de Fernando de Casas Novoa

### Europa Centrală
Din 1680 până în 1750, multe catedrale, abații și biserici de pelerinaj foarte decorate au fost construite în Europa Centrală, în Bavaria, Austria, Boemia și sud-vestul Poloniei. Unele sunt în stil rococo, un stil distinct, mai flamboiant și mai asimetric, care a ieșit din baroc, iar apoi l-a înlocuit în Europa Centrală în prima jumătate a secolului al XVIII-lea, până când a fost înlocuit la rândul său de neoclasicism.
Prinții multitudinii de state din acea regiune au ales, de asemenea, barocul sau rococoul pentru palatele și reședințele lor și au folosit adesea arhitecți instruiți-italian pentru ca să le construiască. Arhitecți notabili sunt Johann Fischer von Erlach, Lukas von Hildebrandt și Dominikus Zimmermann în Bavaria, Balthasar Neumann în Brühl și Matthäus Daniel Pöppelmann în Dresda. În Prusia, Frederic al II-lea a fost inspirat de Marele Trianon al Palatului de la Versailles și l-a folosit ca model pentru reședința sa de vară, Sanssouci, din Potsdam, conceput pentru el de Georg Wenzeslaus von Knobelsdorff (1745-1747). O altă operă a arhitecturii palatelor baroce este Zwingerul din Dresda, fosta orangerie a palatului ducilor Saxonia, din secolul al XVIII-lea.
Un exemplu reprezentativ de biserică rococo este Basilika Vierzehnheiligen, sau Bazilica celor Paisprezece Sfinți Ajutători, o biserică de pelerinaj situată în apropierea orașului Bad Staffelstein, lângă Bamberg, în Bavaria. Bazilica a fost proiectată de Balthasar Neumann și a fost construită între 1743 și 1772, planul său fiind o serie de cercuri care se înfășoară în jurul unui oval central, cu altarul plasat în centrul exact al bisericii. Interiorul acestei biserici ilustrează vârful decorațiunii rococo. Un alt exemplu notabil al stilului este Wieskirche, o biserică de pelerinaj din sudul Bavariei. A fost proiectată de frații Johann Baptist Zimmermann și Dominikus Zimmermann. Este situată pe poalele Alpilor, în municipalitatea Steingaden, în districtul Weilheim-Schongau din Bavaria (Germania). Construcția a fost ridicată între anii 1745 și 1754, iar interiorul e decorat cu fresce și stucaturi în tradiția Școlii Wessobrunner. Acum este un patrimoniu mondial UNESCO.
Un alt exemplu notabil este Biserica Sfântul Nicolae (Malá Strana) din Praga (1704–55), construită de Christoph Dientzenhofer și fiul său Kilian Ignaz Dientzenhofer. Decorația acoperă toți pereții din interiorul bisericii. Altarul este așezat în naos sub cupola centrală și înconjurat de capele, lumina coborând din cupola de deasupra și din capelele din jur. Altarul este înconjurat în întregime de arcade, coloane, balustrade curbate și pilaștri din piatră colorată, care sunt bogat decorate cu statui, creând o confuzie deliberată între arhitectura reală și ornamentație.  Arhitectura este transformată într-un teatru de lumină, culoare și mișcare.
În Polonia, barocul polonez de inspirație italiană a durat de la începutul secolului al XVII-lea până la mijlocul secolului al XVIII-lea și a accentuat bogăția de detalii și culori. Prima clădire barocă din Polonia actuală și probabil una dintre cele mai recunoscute este Biserica Sfinților Petru și Pavel din Cracovia, proiectată de Giovanni Battista Trevano. Columna lui Sigismund din Varșovia, ridicată în 1644, a fost primul monument baroc laic din lume construit sub forma unei coloane. Stilul de reședință palatială a fost exemplificat de Palatul Wilanów, construit între 1677 și 1696. Cel mai cunoscut arhitect baroc activ în Polonia a fost olandezul Tylman van Gameren, iar lucrările sale notabile includ Biserica Sfântul Kazimierz din Varșovia și Palatul Krasiński, Biserica Sfânta Ana din Cracovia și Palatul Branicki din Bialystok. Cu toate astea, cea mai celebrată operă a barocului polonez este Catedrala Fara din Poznań, cu detalii de Pompeo Ferrari.

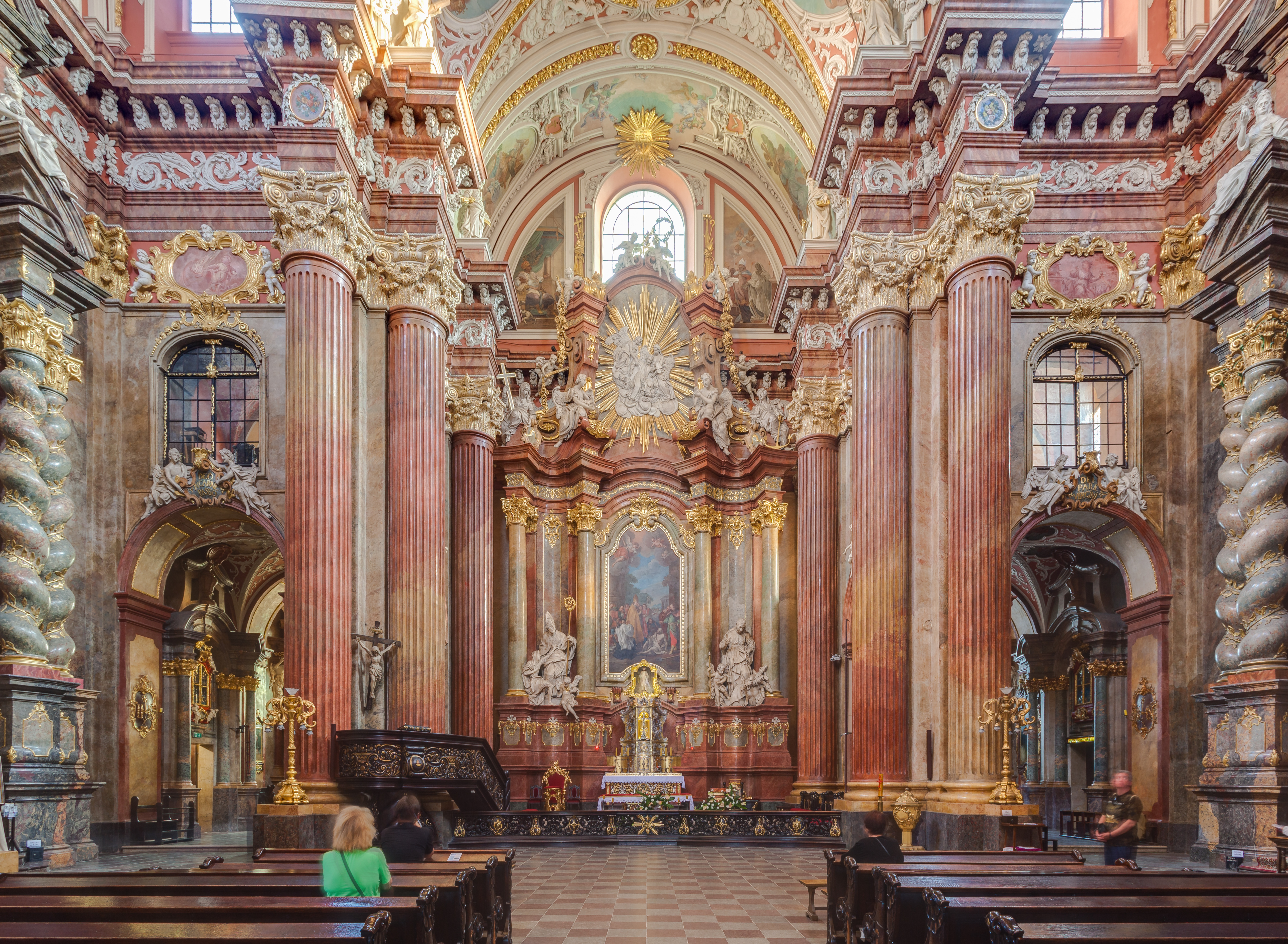
Poznań Fara (Poznań, Polonia) 1651–1732, de Bartłomiej Nataniel Wąsowski, Giovanni Catenazzi și Pompeo Ferrari
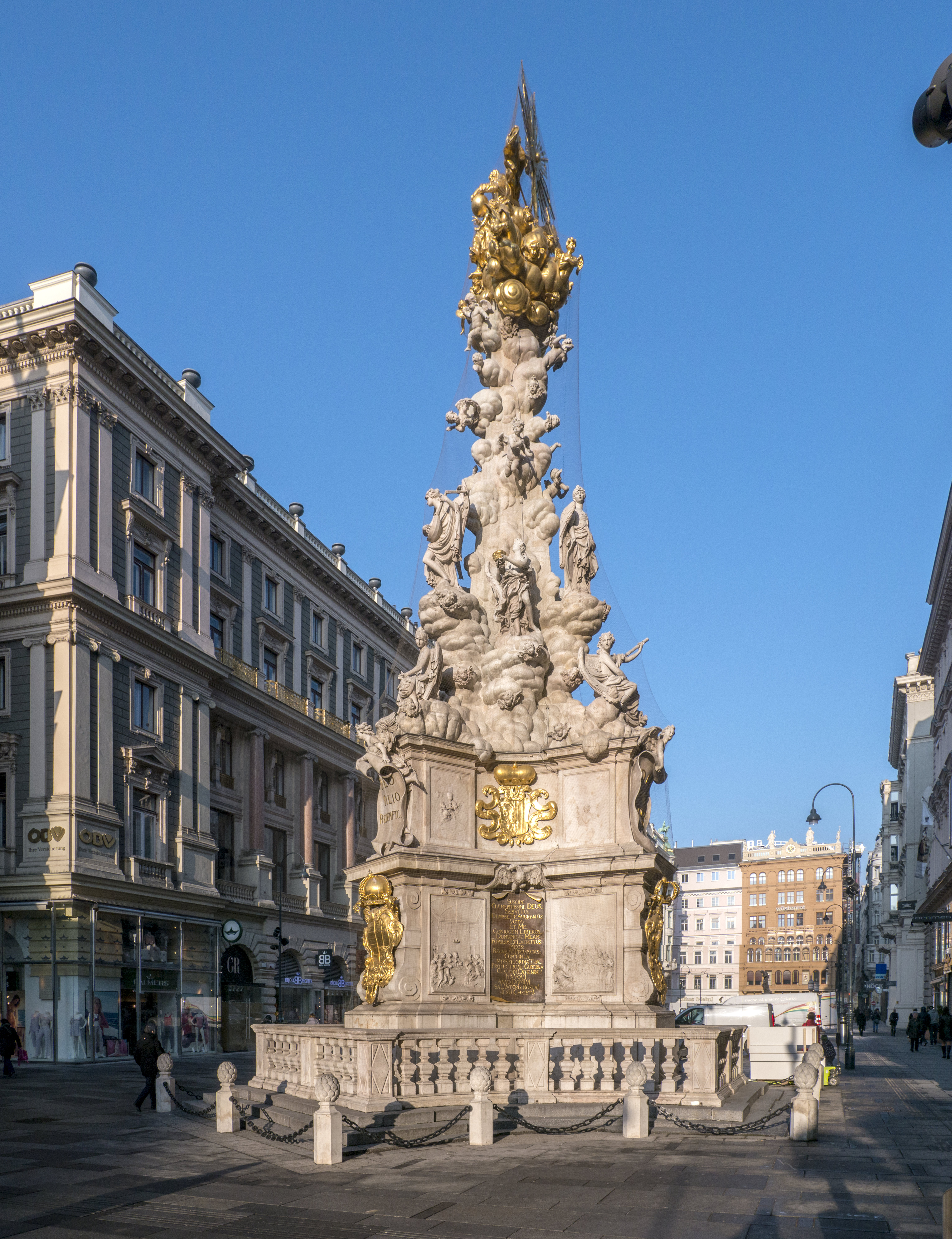
Coloana Ciumei (Viena, Austria), 1682 și 1694, de Matthias Rauchmiller și Johann Bernhard Fischer von Erlach
Biserica Sfântul Nicolae (Praga, Republica Cehă), 1703-1711, de Christoph Dientzenhofer[50]
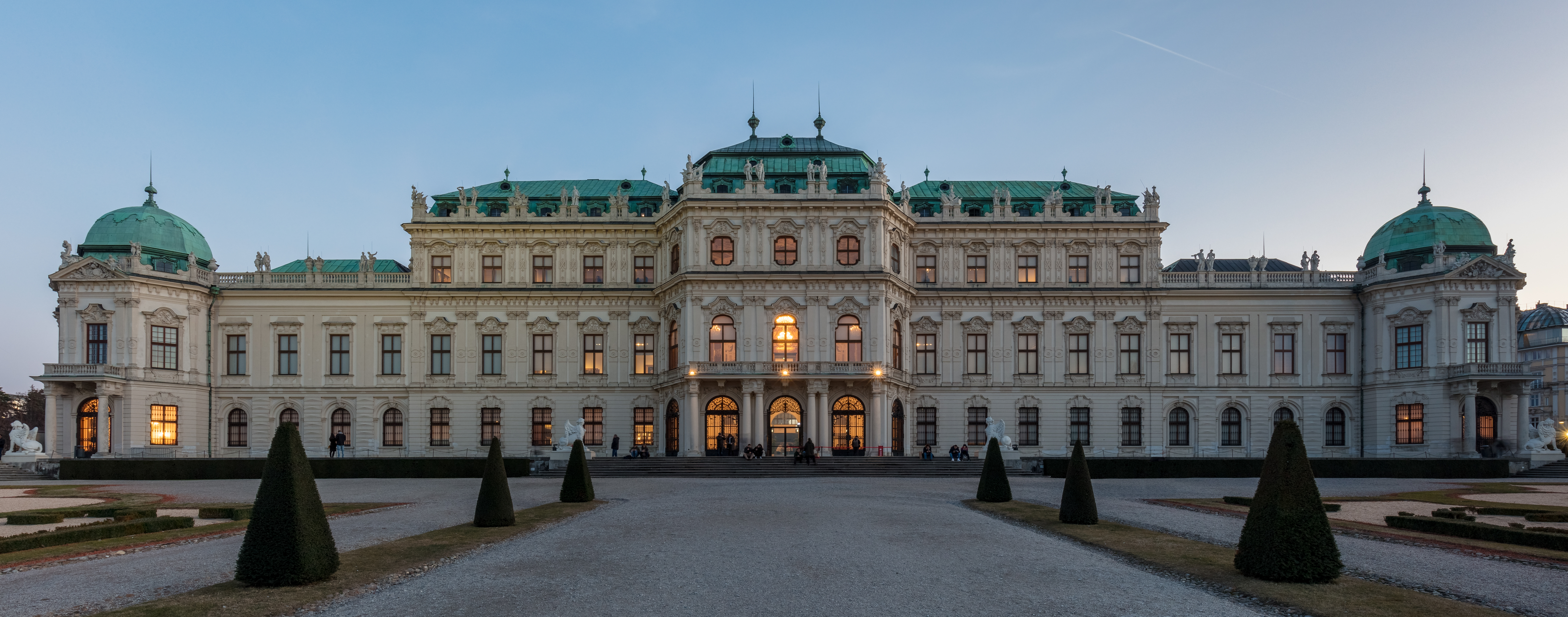
Palatul Belvedere (Viena), 1717-1723, de Johann Lukas von Hildebrandt
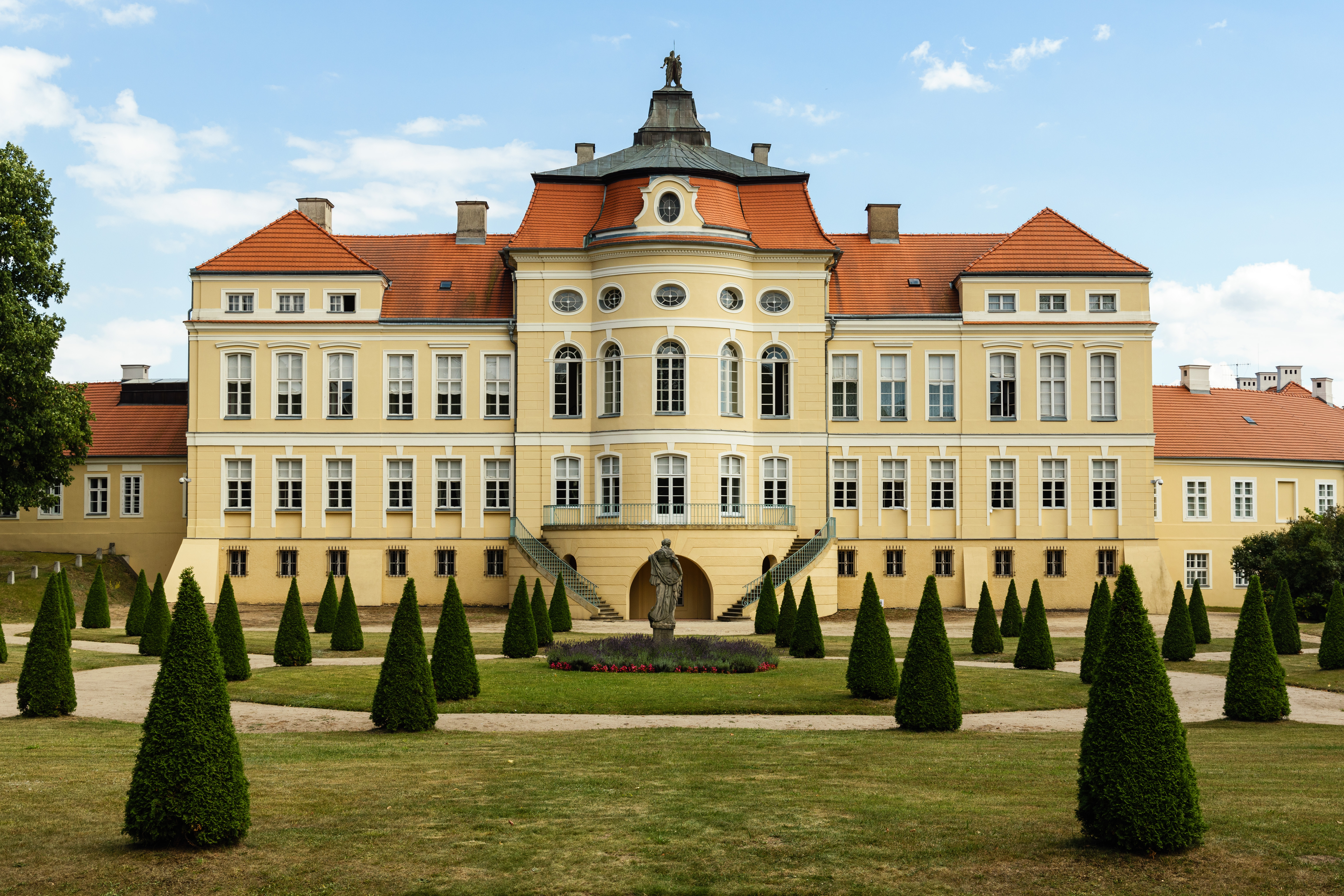
Palatul Rogalin (Rogalin, Polonia), 1768-1774

### Barocul francez sauClasicism
Franța a rezistat în mare parte barocului ornat din Italia, Spania, Viena și restul Europei. Barocul francez (adesea denumit „Grand Clasicism” sau pur și simplu „Clasicism” în Franța) este strâns asociat cu operele construite pentru Ludovic al XIV-lea și Ludovic al XV-lea; prezintă mai multă ordine geometrică și măsură decât barocul și o decorație mai puțin elaborată pe fațade și în interioare. Ludovic al XIV-lea l-a invitat pe un maestru al barocului, Bernini, să prezinte un design pentru noua aripă a Luvrului, dar a respins-o în favoarea unui design mai clasic de Claude Perrault și Louis Le Vau.
Printre principalii arhitecți ai stilului s-au numărat François Mansart (Chateau de Balleroy, 1626-1636), Pierre Le Muet (Biserica Val-de-Grâce, 1645-1665), Louis Le Vau (Vaux-le-Vicomte, 1657-1661) și mai ales Jules Hardouin Mansart și Robert de Cotte, ale căror opere au inclus Galerie des Glaces și Marele Trianon de la Versailles (1687-1688). Mansart a fost, de asemenea, responsabil pentru clasicismul baroc al Pieței Vendôme (1686-1699).
Principalul proiect regal al perioadei a fost extinderea Palatului de la Versailles, început în 1661 de Le Vau cu decorarea de pictorul Charles Le Brun. Grădinile au fost proiectate de André Le Nôtre special ca să completeze și să amplifice arhitectura. Galerie des Glaces (Sala Oglinzilor), piesa centrală a château-ului, cu picturi ale lui Le Brun, a fost construită între 1678 și 1686. Mansart a finalizat Marele Trianon în 1687. Capela, proiectată de Cotte, a fost terminată în 1710. După moartea lui Ludovic al XIV-lea, Ludovic al XV-lea a adăugat mai intimul Mic Trianon și teatrul foarte ornat. Fântânile din grădini au fost concepute astfel încât să fie văzute din interior și ca să adăuge un efect dramatic. Palatul a fost admirat și copiat de alți monarhi ai Europei, în special Petru cel Mare al Rusiei, care a vizitat Versaillesul la începutul domniei lui Ludovic al XV-lea și și-a construit propria versiune la Palatul Peterhof, lângă Sankt Petersburg, între 1705 și 1725.

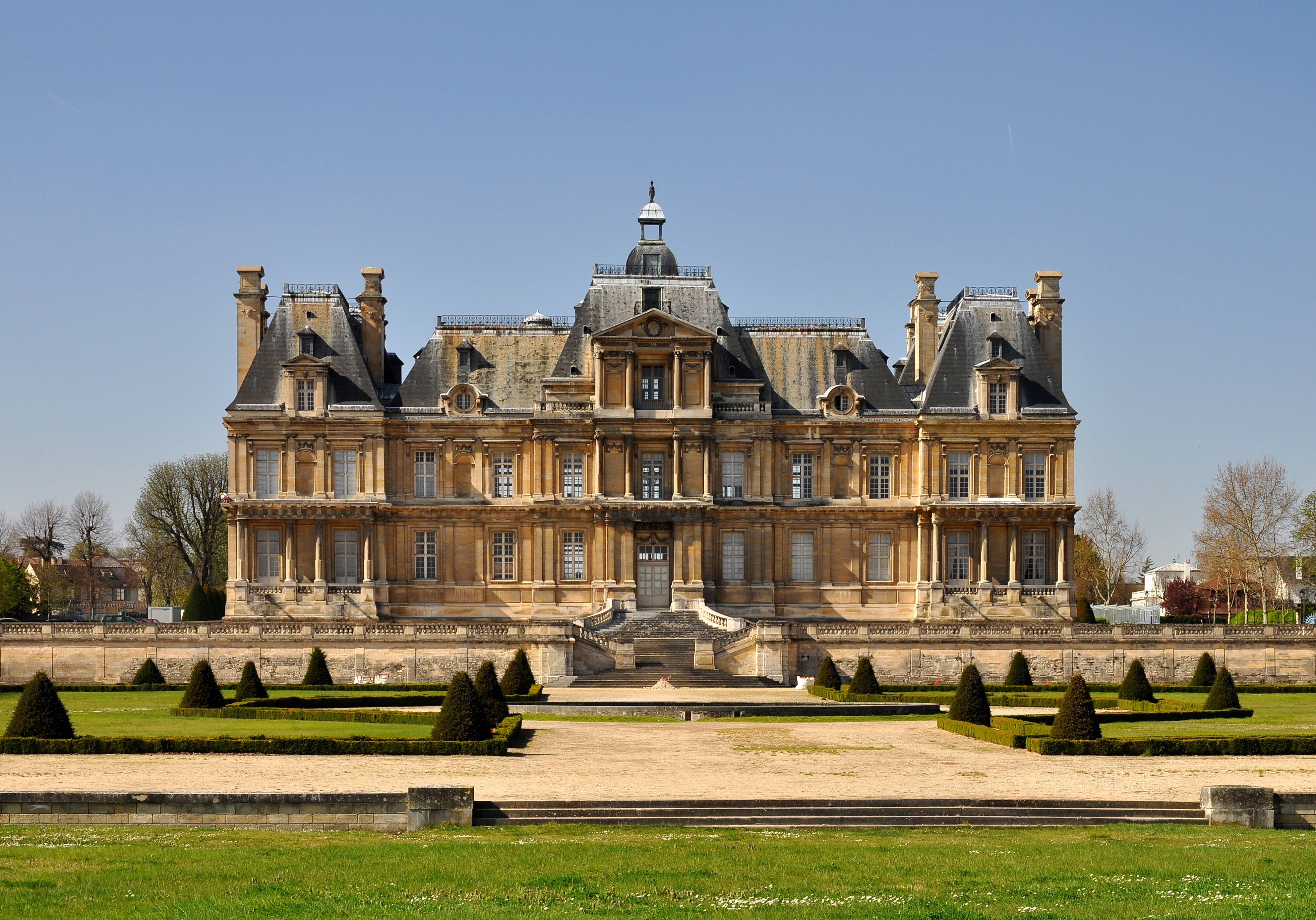
Château de Maisons (Franța), de François Mansart, 1630-1651
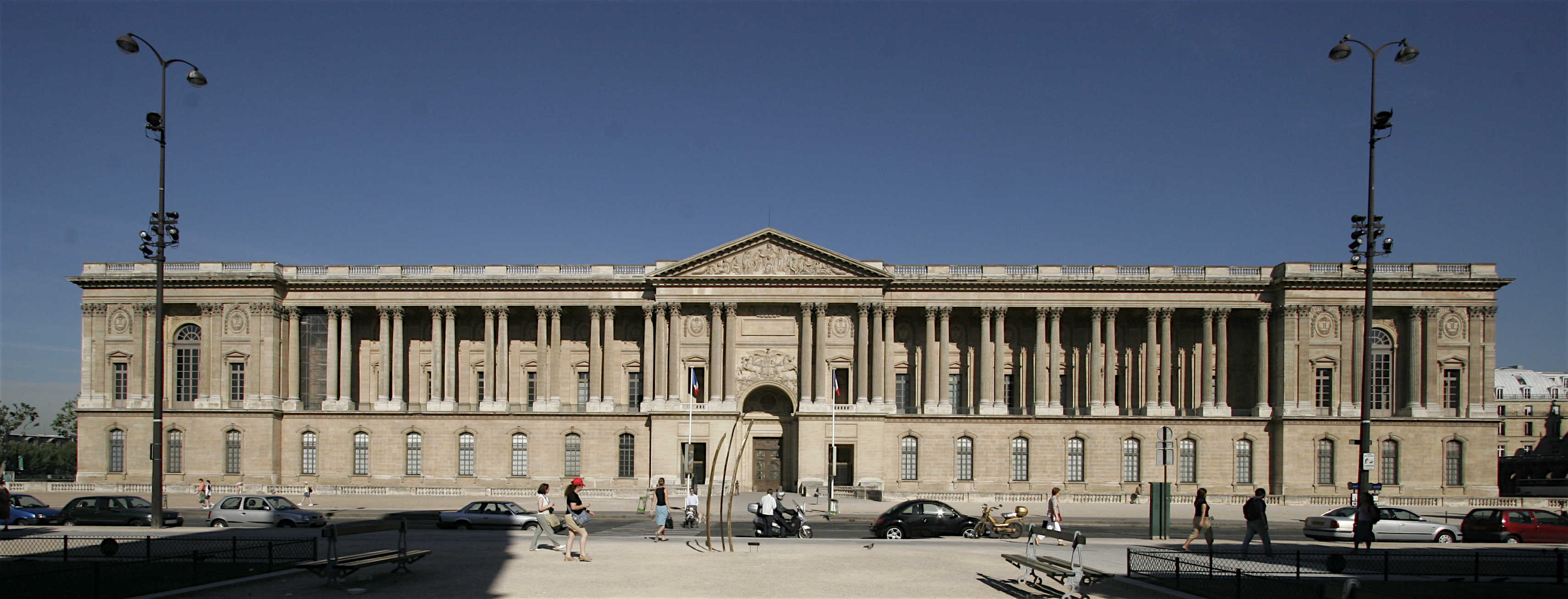
Fațada de Est a Luvrului (Paris), 1665-1680, de Claude Perrault și Louis Le Vau
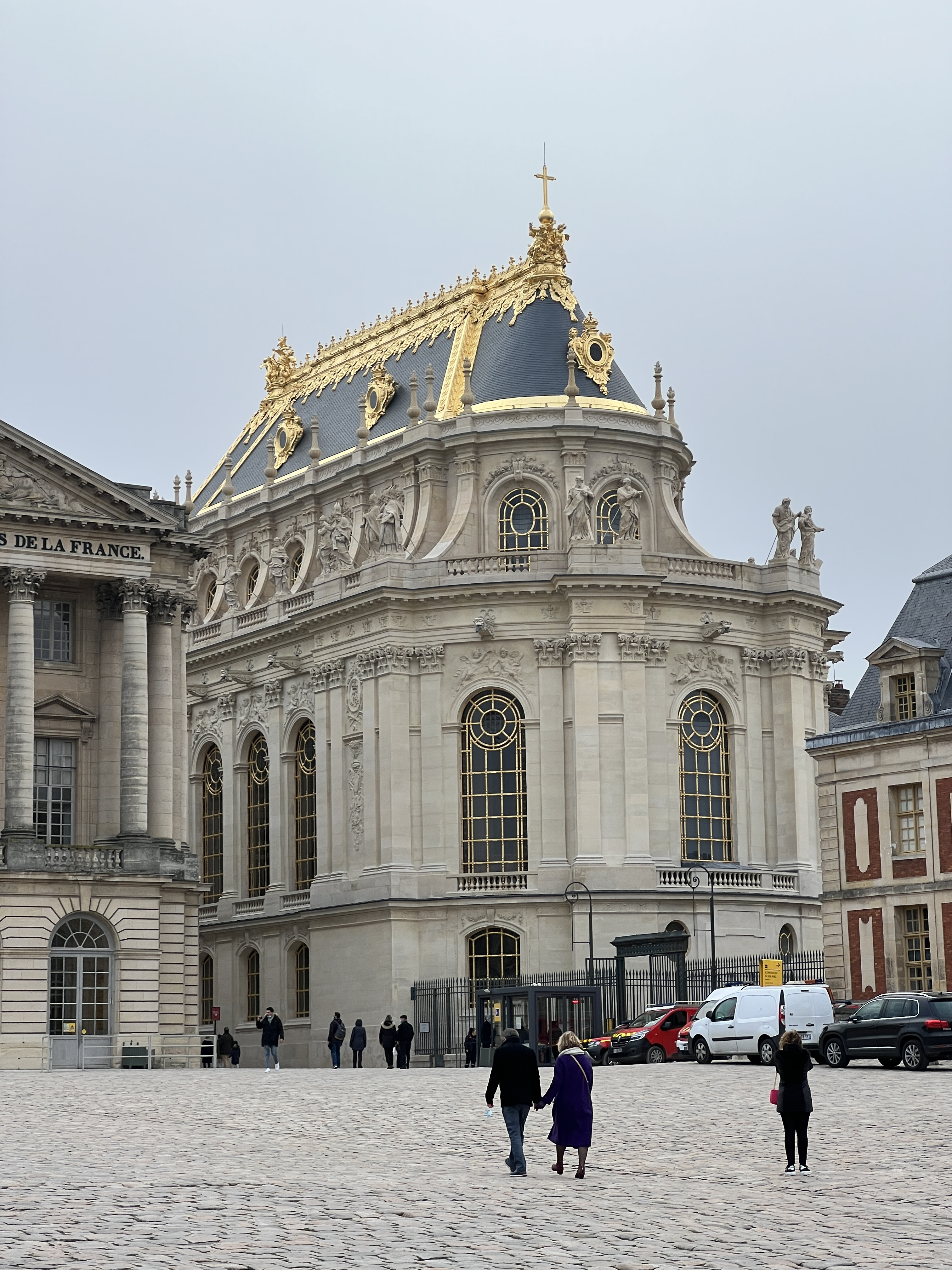
Capela Palatului de la Versailles (Versailles, Franța), 1696-1710
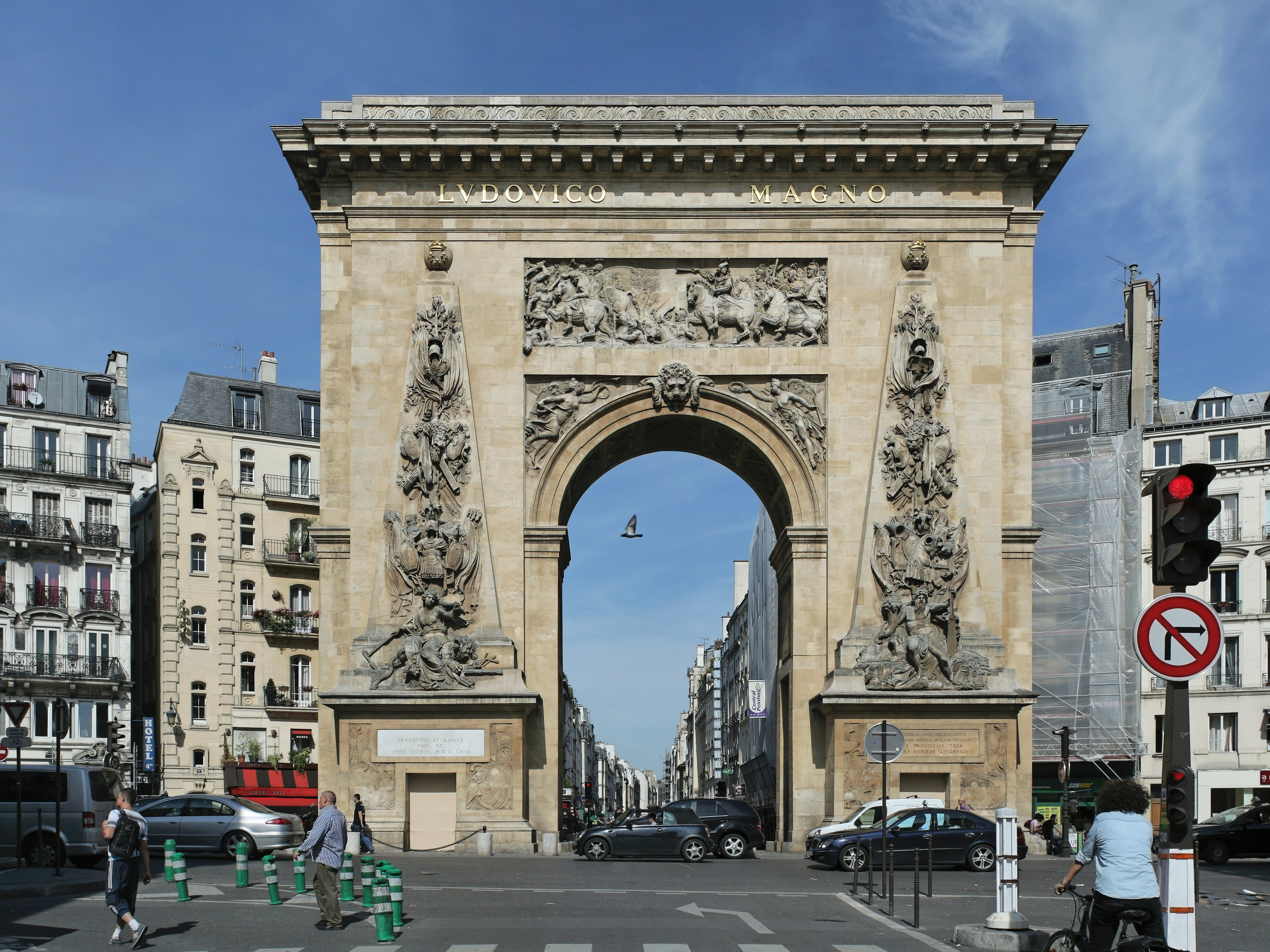
Porte Saint-Denis (Paris), 1672, de François Blondel
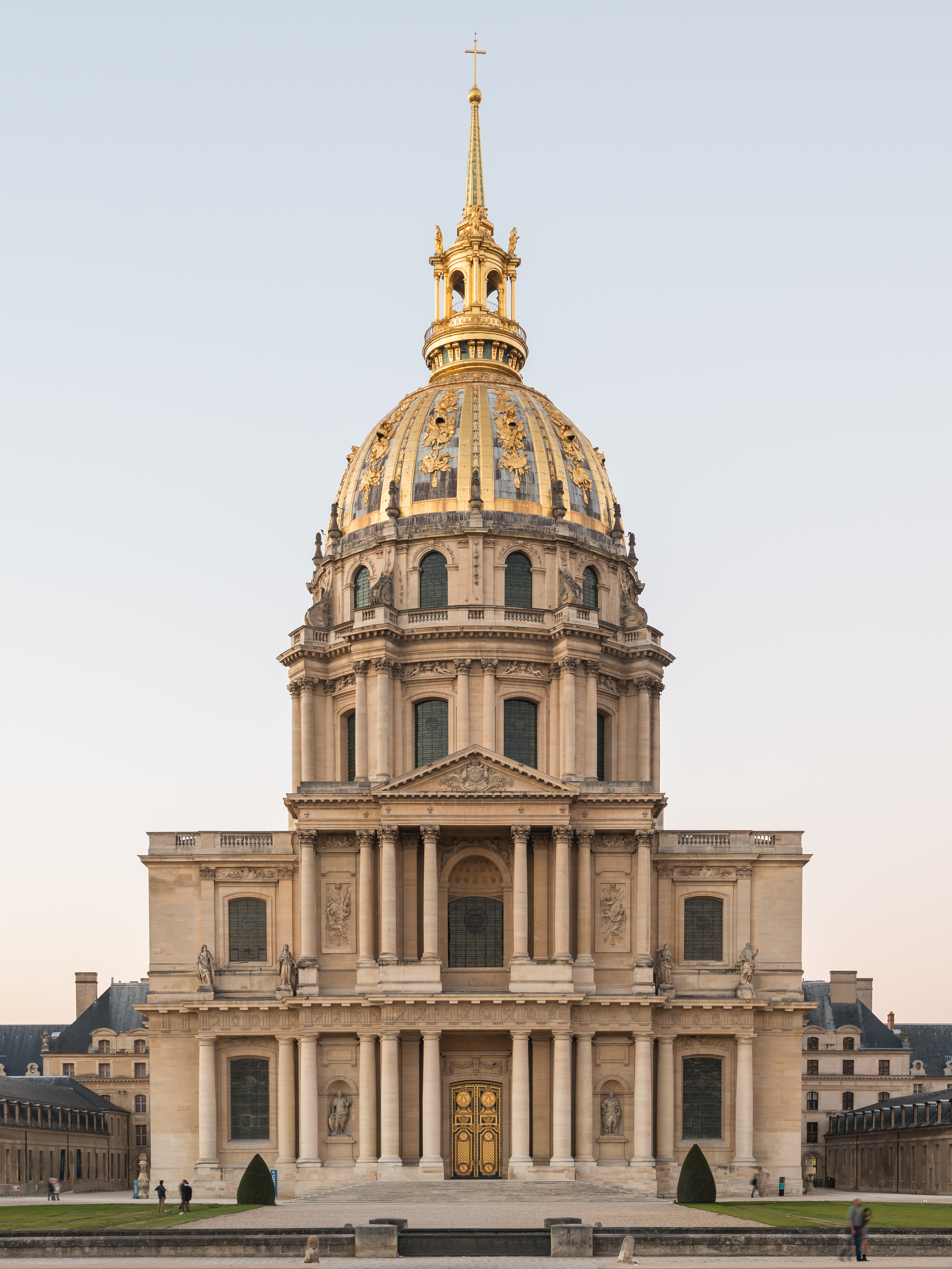
Dôme des Invalides (Paris), 1677-1706, de Jules Hardouin-Mansart
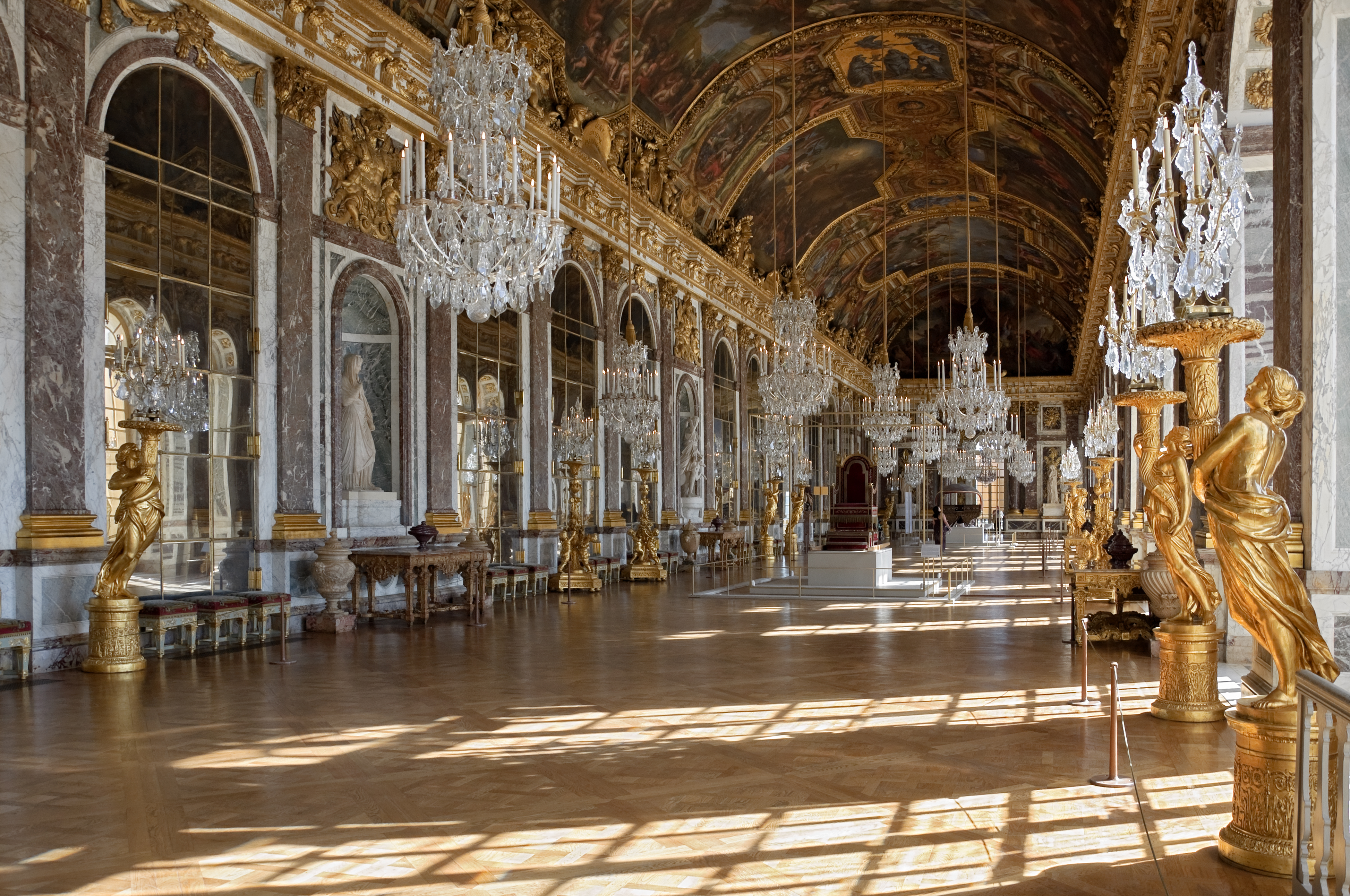
Sala Oglinzilor a Palatului de la Versailles, 1678-1684
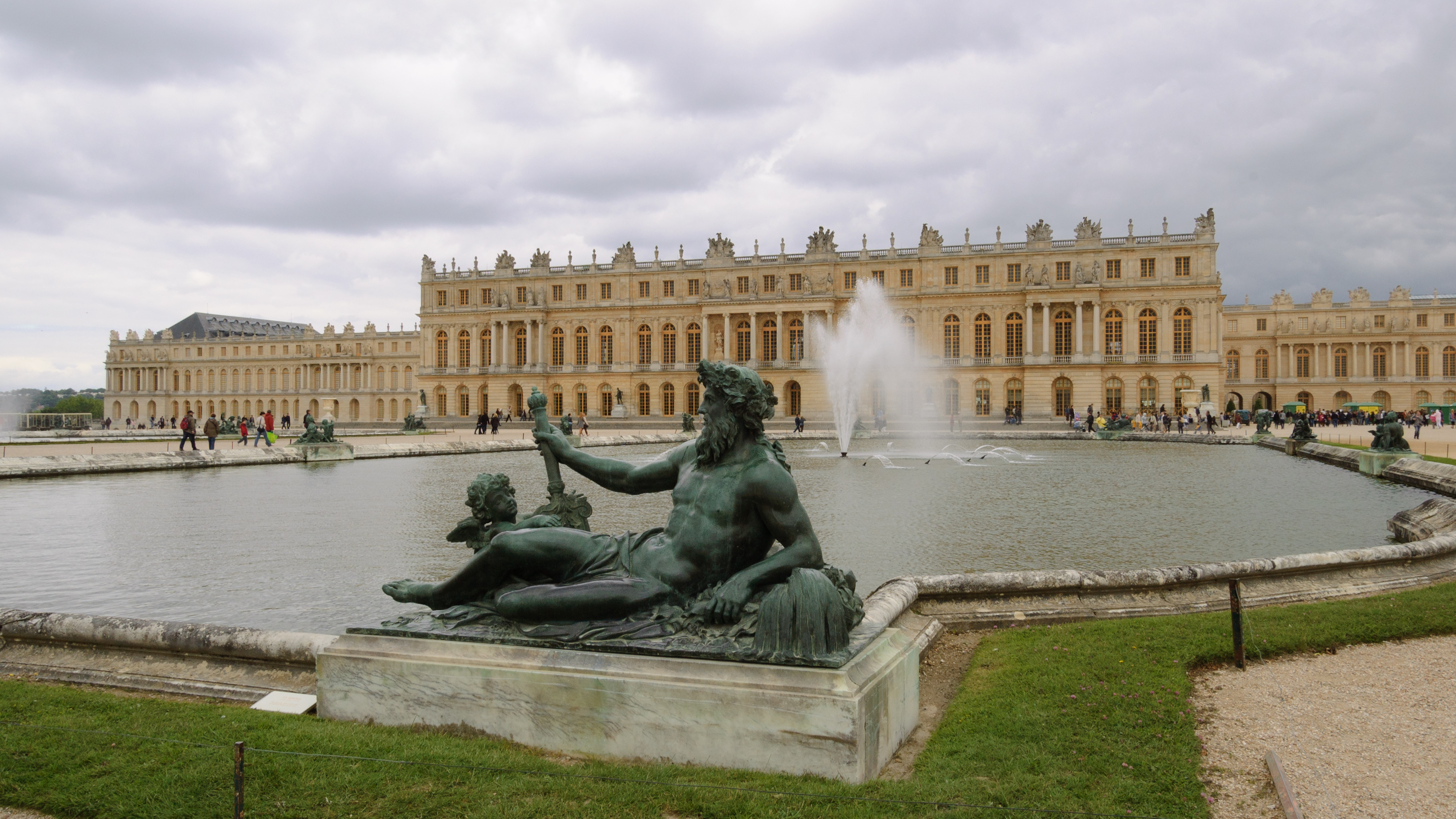
Fațada grădinii Palatului de la Versailles, 1678-1688, de Jules Hardouin-Mansart
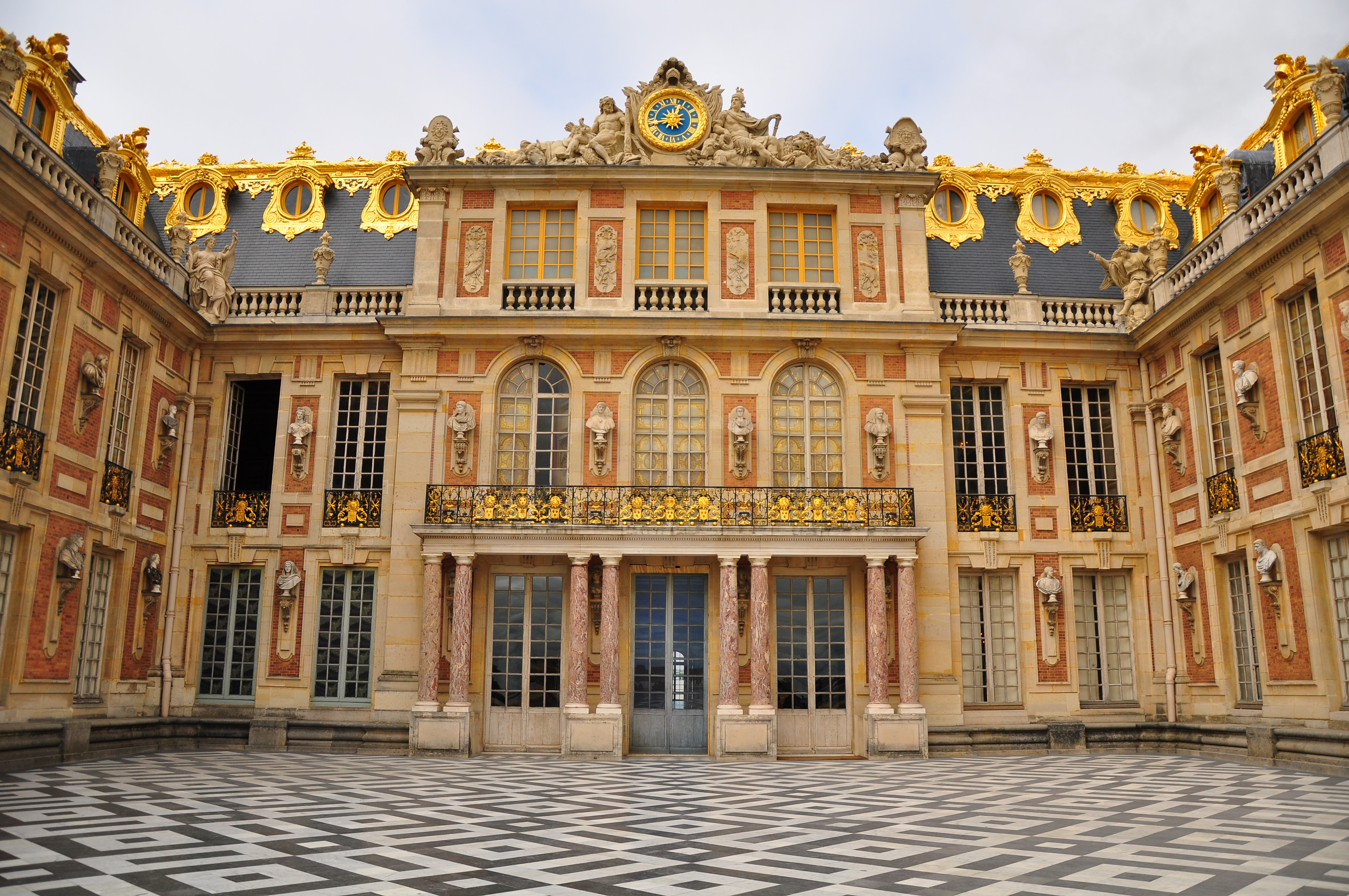
Curtea de Marmură a Palatului de la Versailles, 1680
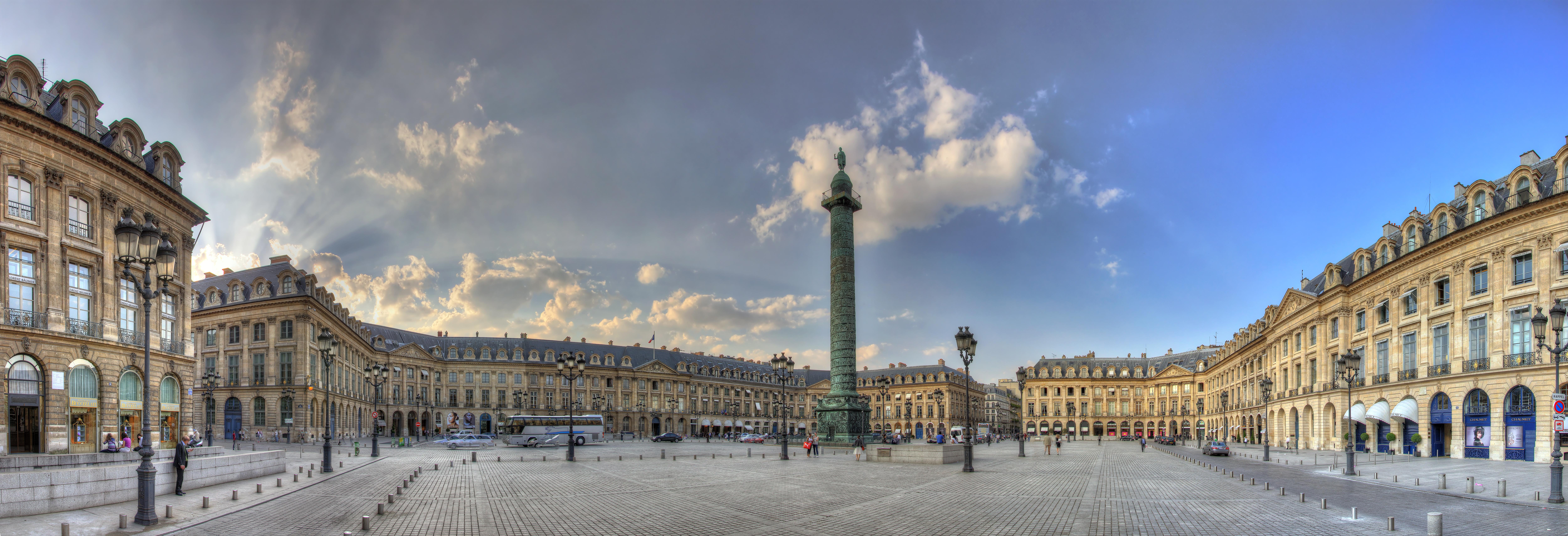
Place Vendôme (Paris), 1699-1706, de Jules Hardouin-Mansart
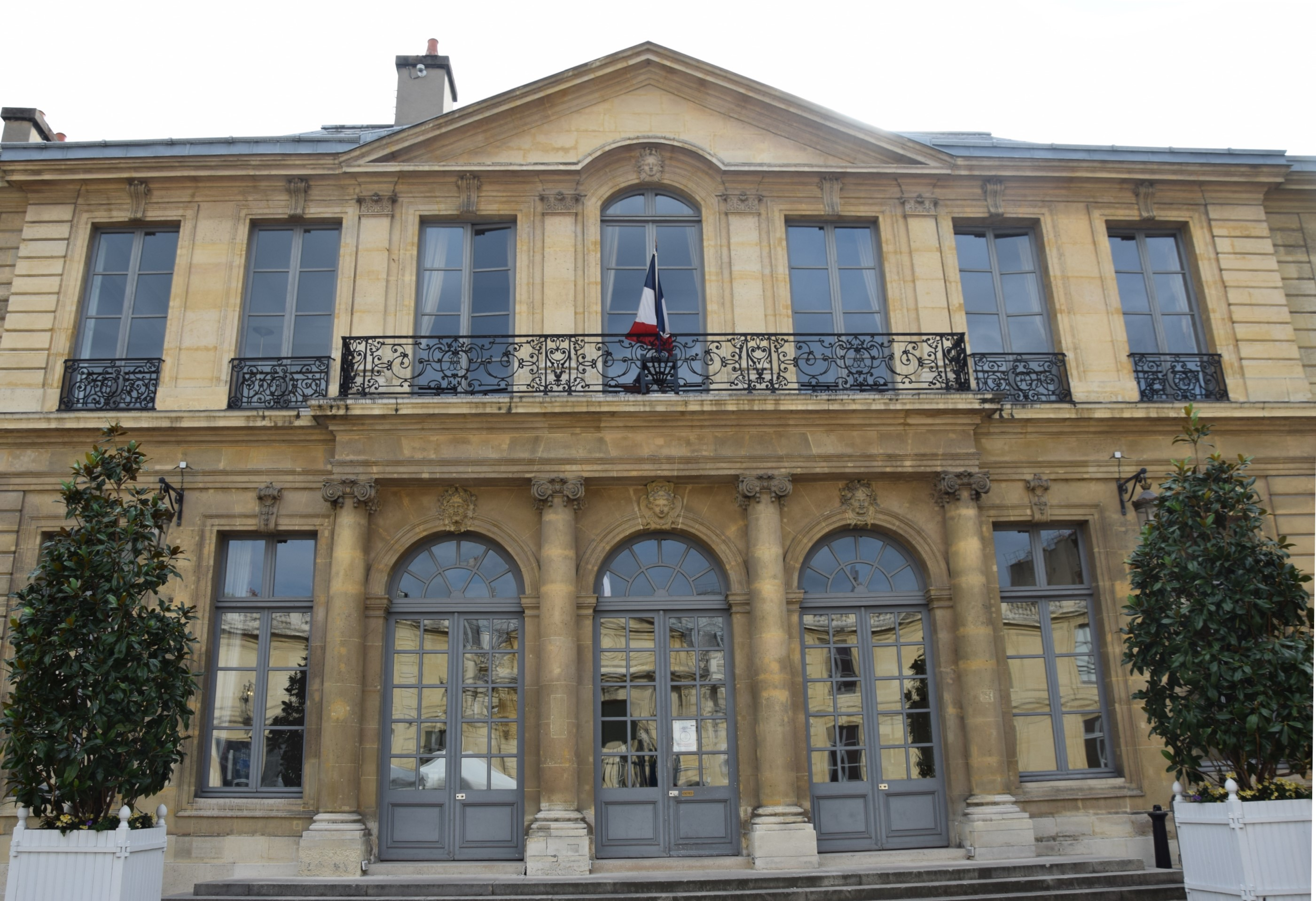
Hôtel de Rothelin-Charolais (Paris), 1700-1704, de Pierre Cailleteau

### Barocul portughez
Arhitectura barocă în Portugalia a durat aproximativ două secole (sfârșitul secolului al XVII-lea și secolul al XVIII-lea).  Domnia lui Ioan al V-lea și cea a lui Iosif I au avut importuri crescute de aur și diamante, într-o perioadă numită Absolutism Regal, care i-a permis barocului portughez să înflorească.
Arhitectura barocă din Portugalia se bucură de o situație specială și o cronologie diferită de restul Europei. E condiționată de mai mulți factori politici, artistici și economici, care generează mai multe faze și diferite tipuri de influențe exterioare, rezultând într-un amestec unic. Este o formă unică portugheză. Un alt factor cheie este existența arhitecturii iezuite, numită și „stil simplu” (Estilo Chão sau Estilo Plano) care, după cum sugerează numele, este mai simplă și pare oarecum austeră.
Clădirile sunt bazilici cu o singură cameră, capela principală adâncă, cu capele laterale (cu uși mici pentru comunicare), fără decorațiuni interioare sau exterioare, cu un portal foarte simplu și ferestre. Este o clădire foarte practică, care îi permite să fie construită în întregul imperiu cu mici ajustări și pregătită ca să fie decorată mai târziu sau când o să fie disponibile resurse economice.
De fapt, primul baroc portughez nu lipsește din clădire, deoarece „stilul simplu” este ușor de transformat, prin decorare (pictură, decorare cu plăcuțe de faianță, etc.), transformând zonele goale în scenarii baroce pompoase și elaborate.  Același lucru poate să fie aplicat și la exterior. Ulterior, este ușor să adaptezi clădirea la gustul timpului și al locului și să adaugi noi caracteristici și detalii. Practic și economic.
Cu mai mulți locuitori și resurse economice mai bune, nordul, în special zonele Porto și Braga, au asistat la o reînnoire arhitecturală, vizibilă în marea listă de biserici, mănăstiri și palate construite de aristocrație.
Porto este orașul barocului în Portugalia. Centrul său istoric face parte din lista Locurilor din Patrimoniul Mondial UNESCO.
Multe dintre operele baroce din zona istorică a orașului și nu numai, aparțin lui Nicolau Nasoni, un arhitect italian care locuia în Portugalia, desenând clădiri originale cu amplasamente scenografice, cum ar fi biserica și turnul lui Clérigos, logia Catedralei din Porto, biserica din Misericórdia, Palatul São João Novo, Palatul Freixo, Palatul Episcopal (în portugheză: Paço Episcopal do Porto) împreună cu mulți alții.

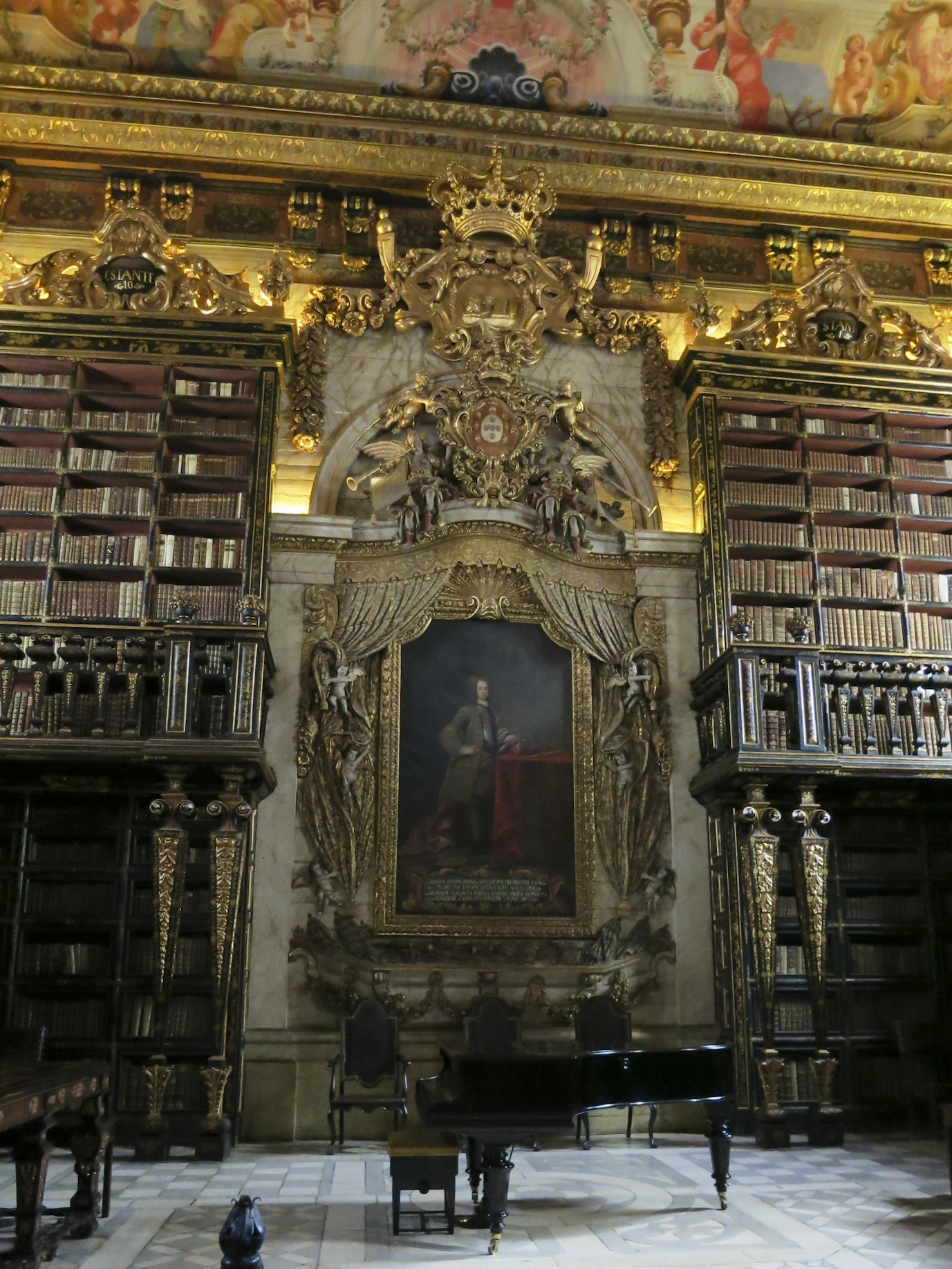
Bibliotecă Universitară (Universitatea Coimbra, Coimbra, Portugalia), 1716-1728, de Gaspar Ferreira
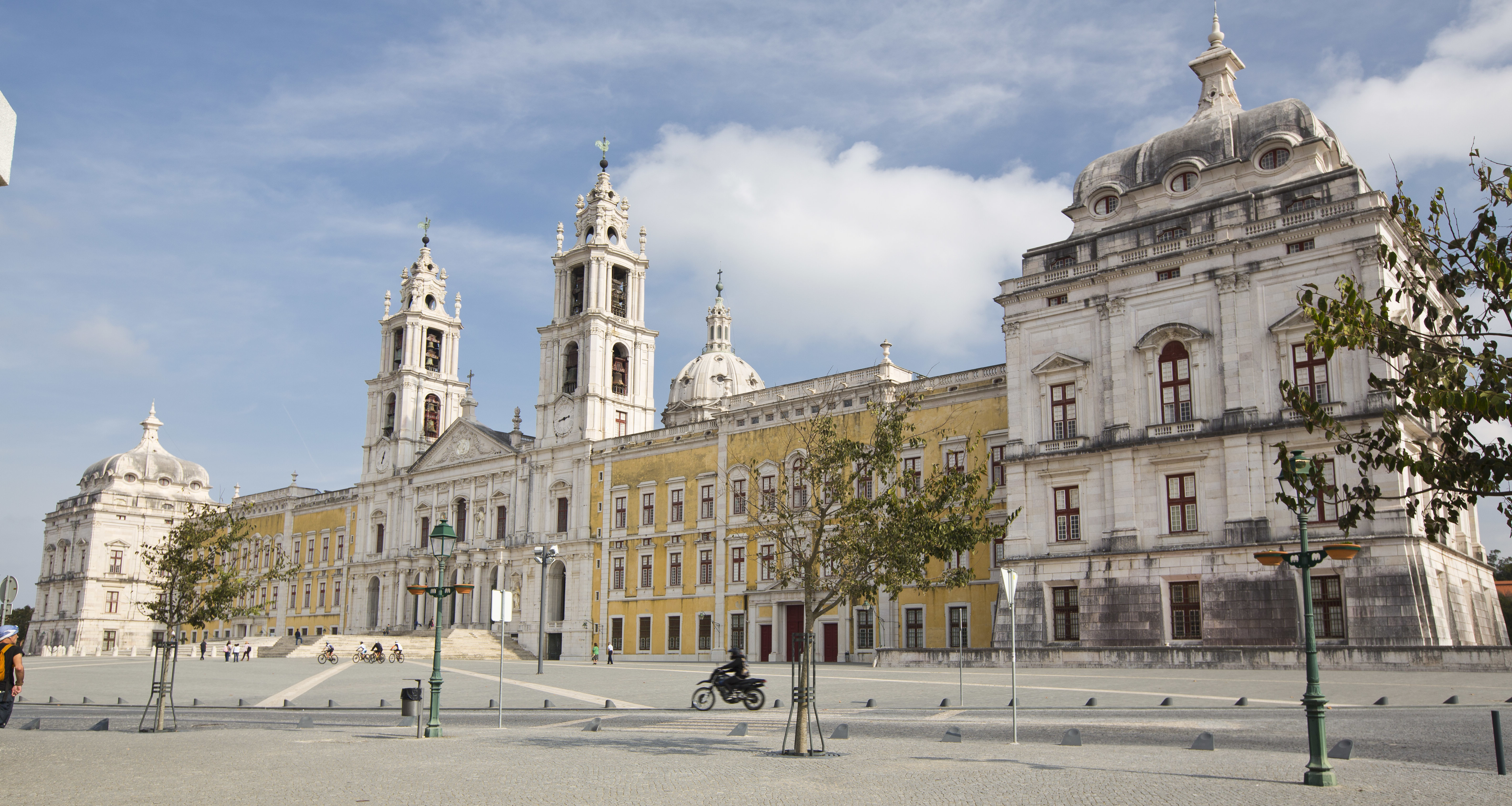
Palatul din Mafra (Mafra, Portugalia), 1717-1755, by João Frederico Ludovice
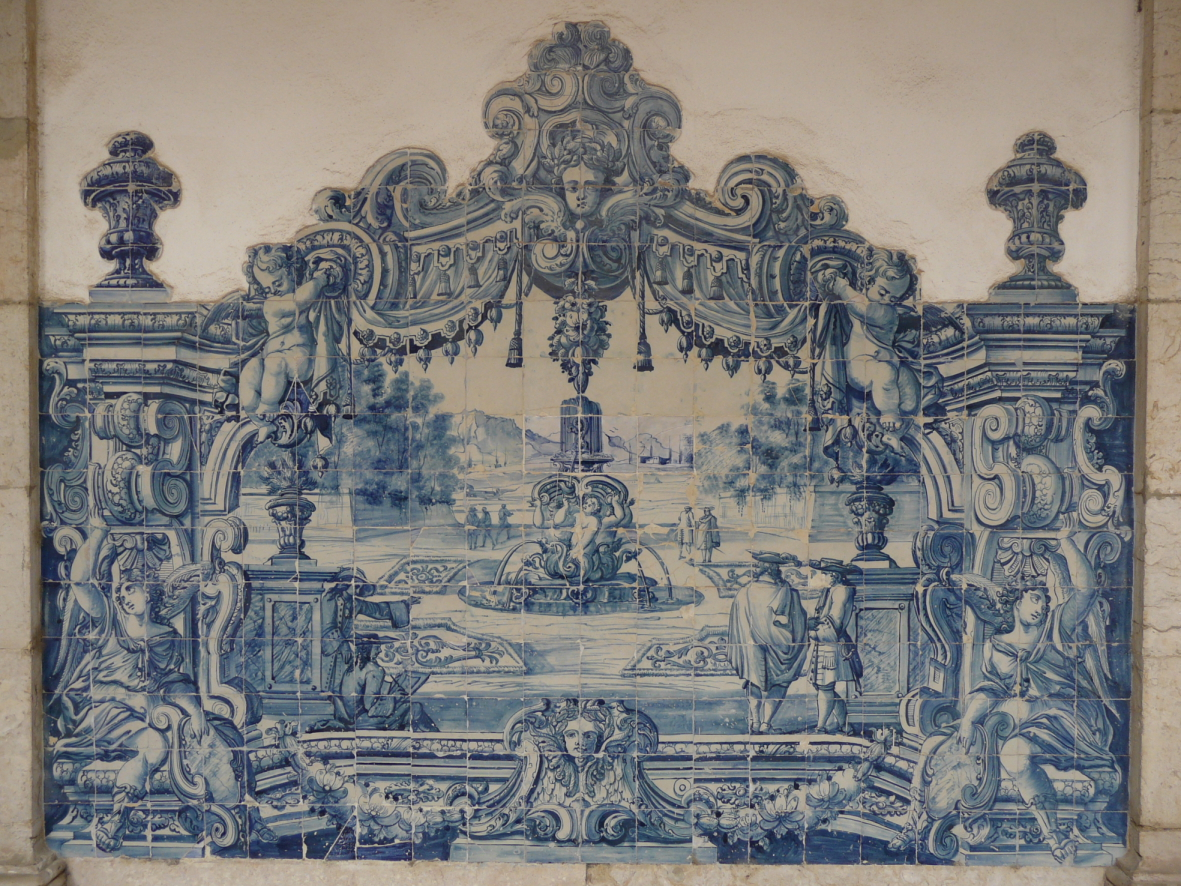
Azulejo în Mănăstirea São Vicente de Fora (Lisabona, Portugalia), cu o scenă bazată pe un print de a Jean Le Pautre, 1730-1735, arhitect necunoscut
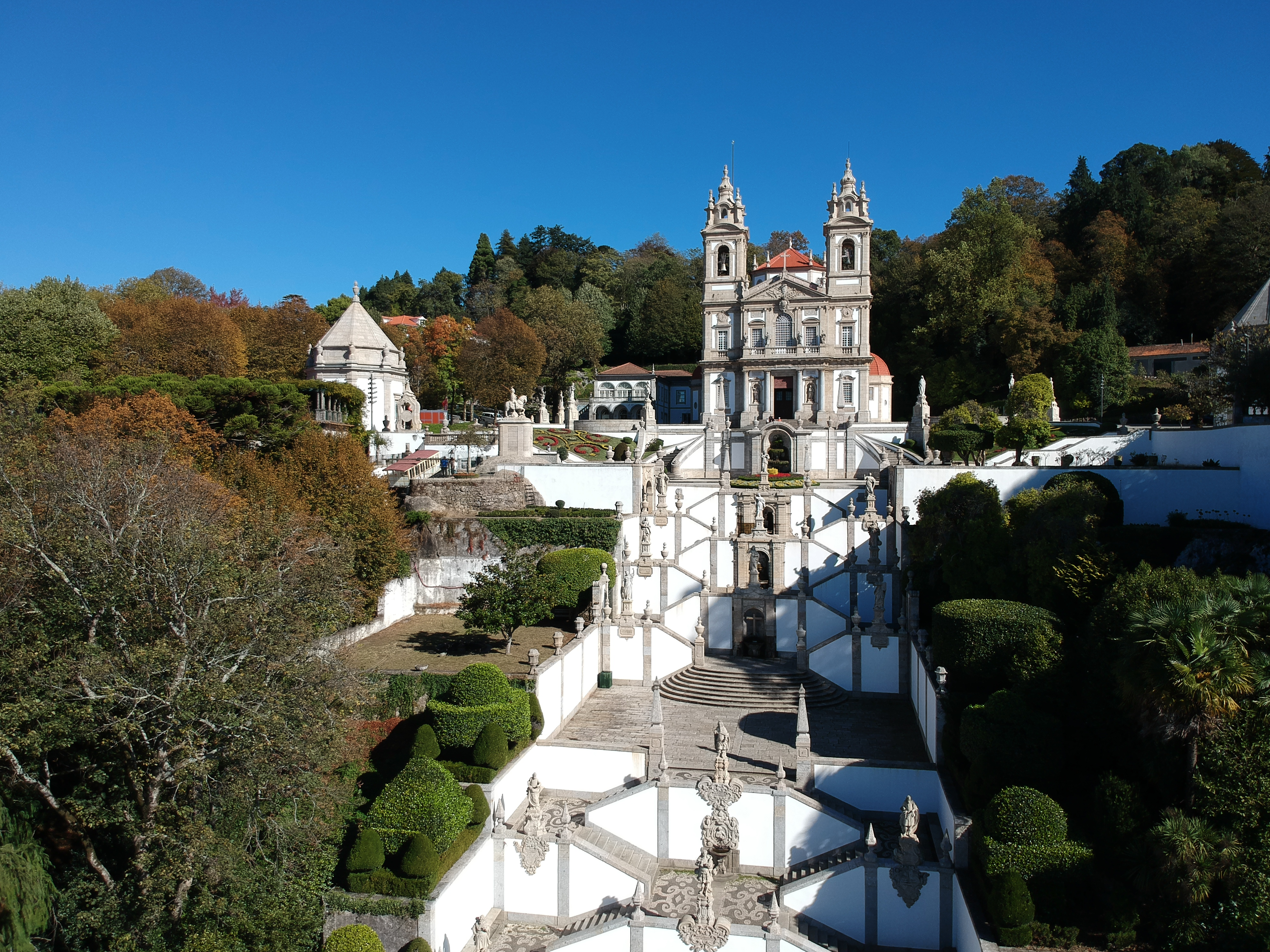
Marea Scară a Bisericii de Pelerinaj Bom Jesus do Monte (Braga, Portugalia), c.1784, de Carlos Luís Ferreira Amarante și alții

### Barocul rus
Debutul barocului rus sau barocul petrin e rezultatul unei lungi vizite a lui Petru cel Mare în vestul Europei între 1697 și 1698, unde a vizitat Chateaux de la Fontainebleu și Palatul de la Versailles, precum și alte monumente. El a decis, la întoarcerea în Rusia, să construiască monumente asemănătoare în Sankt Petersburg, care a devenit noua capitală a Rusiei în 1712. Monumentele majore ale barocului petrin includ Catedrala Petru și Pavel și Palatul Menshikov din Sankt Petersburg.
În timpul domniei împărătesei Ana și celei a Elisabetei, arhitectura rusă a fost dominată de o formă luxurioasă a stilul baroc a lui Bartolomeo Rastrelli, originar din Italia, care s-a dezvoltat în barocul elisabetan. Clădirile specifice lui Rastrelli includ Palatul de Iarnă, Palatul Ecaterina și Mănăstirea Smolnîi. Un alt monument al barocului elisabetan e și Poarta Roșie.
La Moscova, barocul Narîșkin a devenit răspândit, în special în arhitectura bisericilor ortodoxe de la sfârșitul secolului al XVII-lea. Era o combinație între barocul vest-european cu stilurile populare tradiționale rusești.

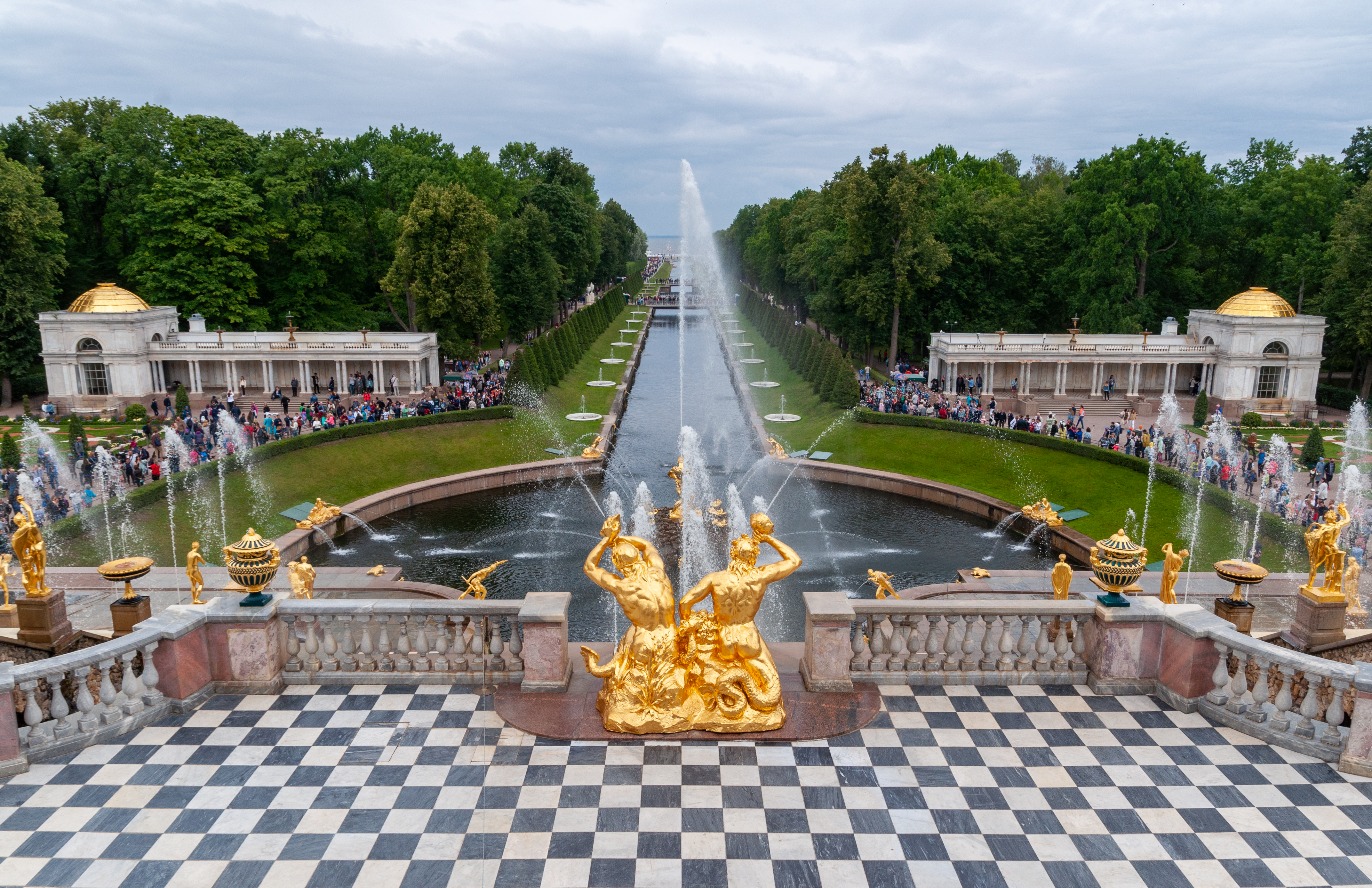
Grădinile Peterhof (Sankt Petersburg, Rusia), 1746-1758
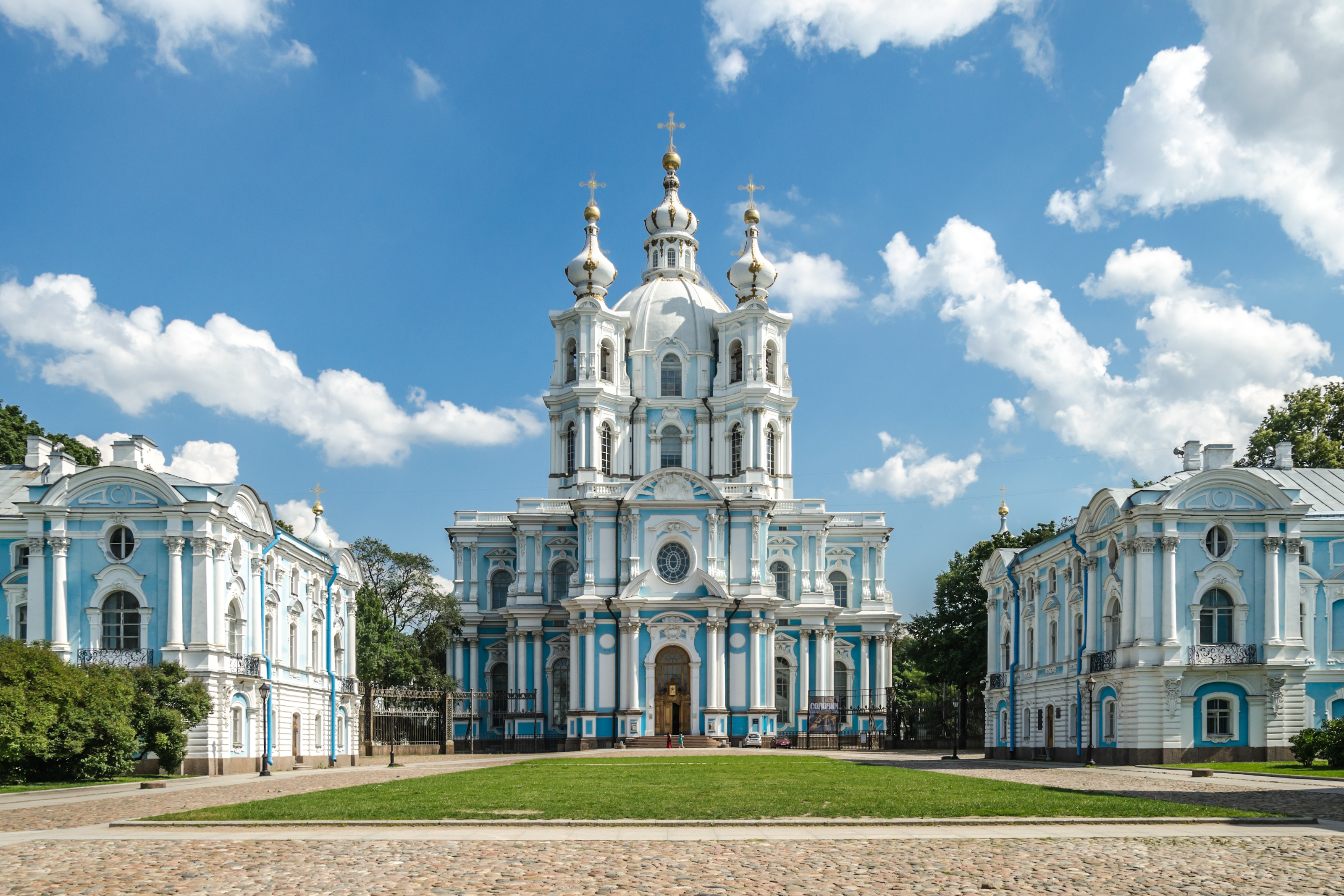
Mănăstirea Smolnîi (Sankt Petersburg), 1748, de Francesco Bartolomeo Rastrelli
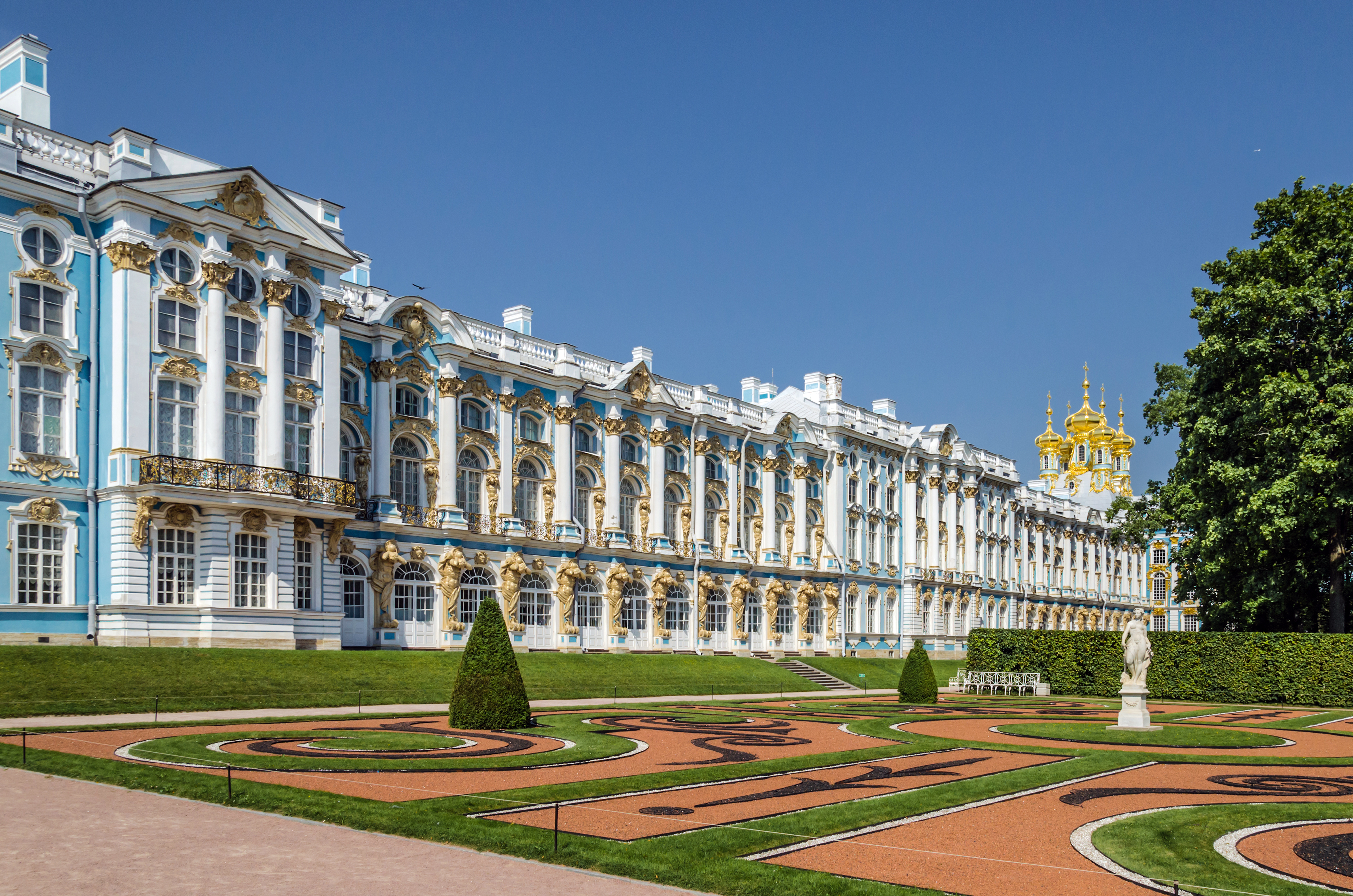
Țarskoe Selo (Pușkin, Rusia), 1749-1756, de Francesco Bartolomeo Rastrelli

### Barocul în Americile Latine Coloniale

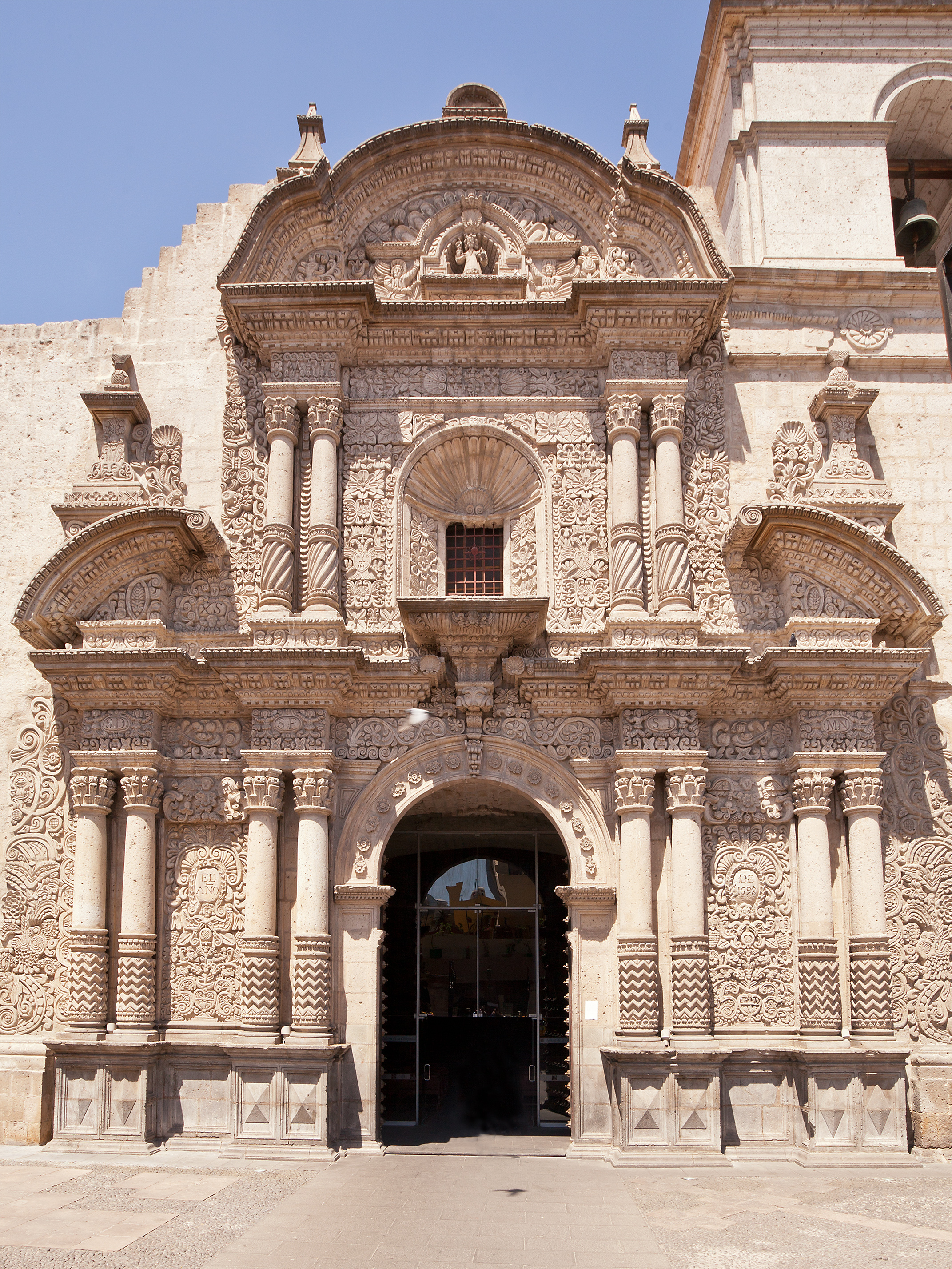
Fațada Bisericii Iezuite din Arequipa (Peru), 1698-1699, de Diego de Adrián și alții

Datorită colonizării Americii de către țările europene, barocul a apărut în mod natural și în Lumea Nouă, găsind un teren deosebit de favorabil în regiunile dominate de Spania și Portugalia, ambele țări fiind centralizate și monarhii catolice. Artiști europeni au migrat în America, au făcut școală și, odată cu pătrunderea pe scară largă a misionarilor catolici, mulți dintre ei fiind artiști pricepuți, au creat un baroc multiform adesea influențat de gustul popular. Meșterii creoli și amerindieni au făcut multe pentru crearea acestui caracteristic baroc unic. Principalele centre de cultivare a barocului american, care sunt încă în picioare, sunt (în ordinea asta) Mexic, Brazilia, Peru, Ecuador, Cuba, Columbia, Bolivia, Guatemala și Puerto Rico.
De remarcat, este așa-numitul „baroc misionar”, dezvoltat în cadrul reducerilor spaniole în zonele care se extind din Mexic și porțiuni de sud-vest ale actualelor State Unite până în sudul Argentinei și Chile, așezări indigene organizate de spanioli catolici misionari, cu scopul de a-i converti la credința creștină și de a-i acultura în viața occidentală, formând un baroc hibrid influențat de cultura autohtonă, în care au înflorit mulți artizani și muzicieni indieni sau creoli, chiar alfabetizați, unii cu o mare pricepere și talent. Relatările misionarilor repetă adesea că arta occidentală, în special muzica, a avut un impact hipnotic asupra silvicultorilor, iar imaginile sfinților erau privite ca având mari puteri. Mulți indieni au fost convertiți și a fost creată o nouă formă de devotament, de intensitate pasională, încărcată de misticism, superstiție și teatralitate, care a încântat în masele festive, concertele sacre și misterele.
Arhitectura barocă colonială din America spaniolă se caracterizează printr-o decorare adâncă (portalul Bisericii La Profesa din Ciudad de México; fațade acoperite cu azulejouri în stilul puebla, ca la Biserica San Francisco Acatepec din San Andrés Cholula), care va fi exacerbat în așa-numitul stil Churrigueresque (Fațada Catedralei Metropolitane din Ciudad de México, de Lorenzo Rodríguez; Biserica San Francisco Javier, din Tepotzotlán; Biserica Santa Prisca din Taxco). În Peru, construcțiile dezvoltate în cea mai mare parte în orașele Lima, Cusco, Arequipa și Trujillo începând cu 1650 prezintă caracteristici originale care sunt avansate chiar și în barocul european, ca folosirea coloanelor solomonice (Biserica Compañiei de Jesús din Cusco; Bazilica și Mănăstirea San Francisco din Lima). Alte țări includ: Catedrala Mitropolitană din Sucre, în Bolivia; Bazilica Catedrală din Esquipulas, în Guatemala; Catedrala din Tegucigalpa, în Honduras; Catedrala León din Nicaragua; Biserica la Compañía de Jesús din Quito (Ecuador); Biserica San Ignacio din Bogotá (Columbia); Catedrala din Caracas, în Venezuela;  Cabildo din Buenos Aires, în Argentina; Biserica Santo Domingo din Santiago (Chile);  și Catedrala din Havana, în Cuba. De asemenea, merită amintite bisericilor misiunilor iezuite Spaniole din Bolivia, cele ale misiunilor iezuiților spanioli în Paraguay, cele ale misiunilor spaniole în Mexic și cele ale misiunilor spaniole franciscane din California.
În Brazilia, la fel ca în metropola, Portugalia, arhitectura are o anumită influență italiană, de obicei de tip borrominesc, așa cum se observă la Catedrala din Recife (1784) și Biserica din Nossa Senhora da Glória do Outeiro, din Rio de Janeiro (1739). În regiunea Minas Gerais, a fost evidențiată opera lui Aleijadinho, autorul unui grup de biserici care se remarcă prin planimetria lor curbă, fațadele cu efecte dinamice concave-convexe și un tratament plastic al tuturor elementelor arhitecturale (Biserica São Francisco de Assis din Ouro Preto, 1765–1788).

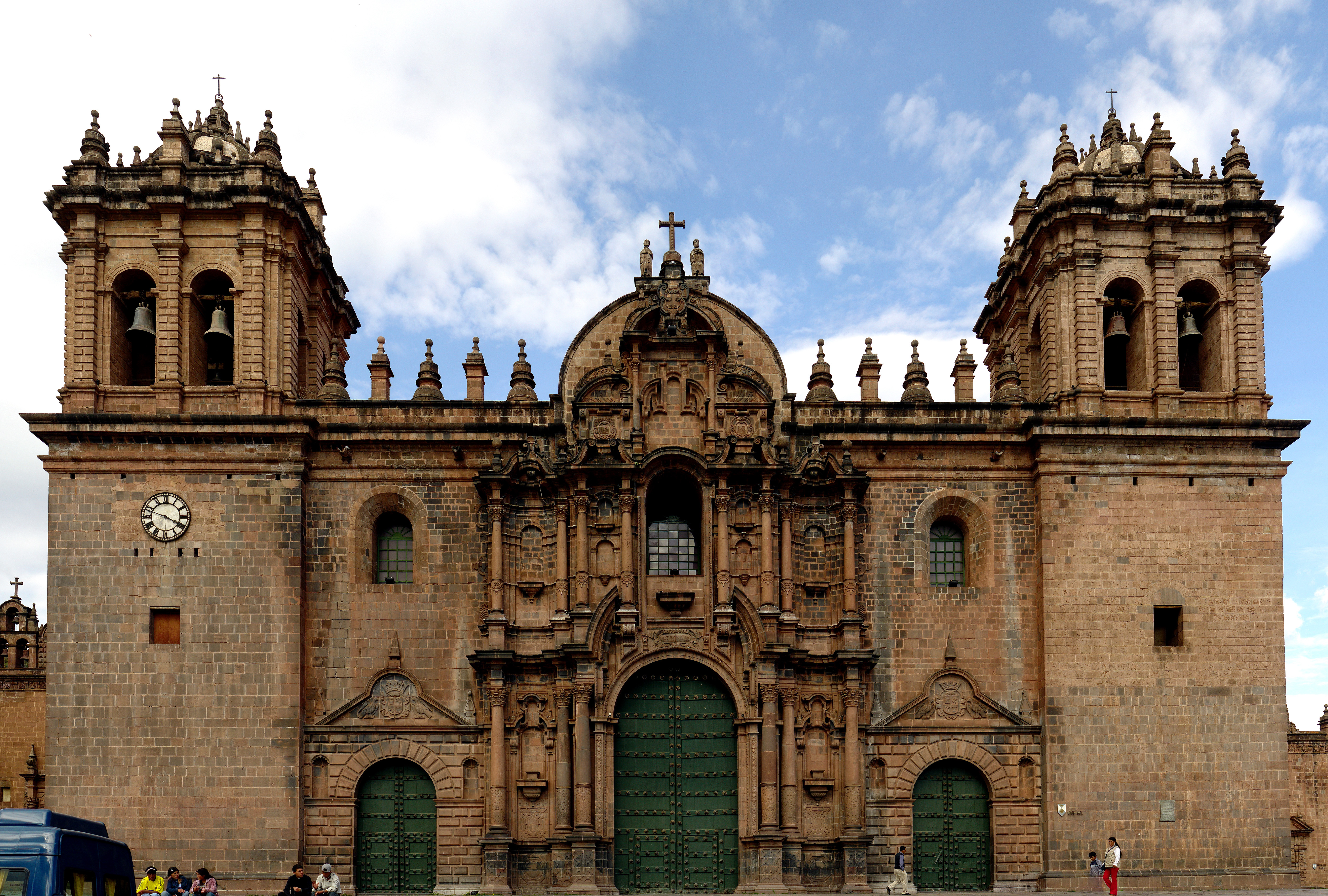
Catedrala din Cusco (Cusco, Peru), 1559-1654
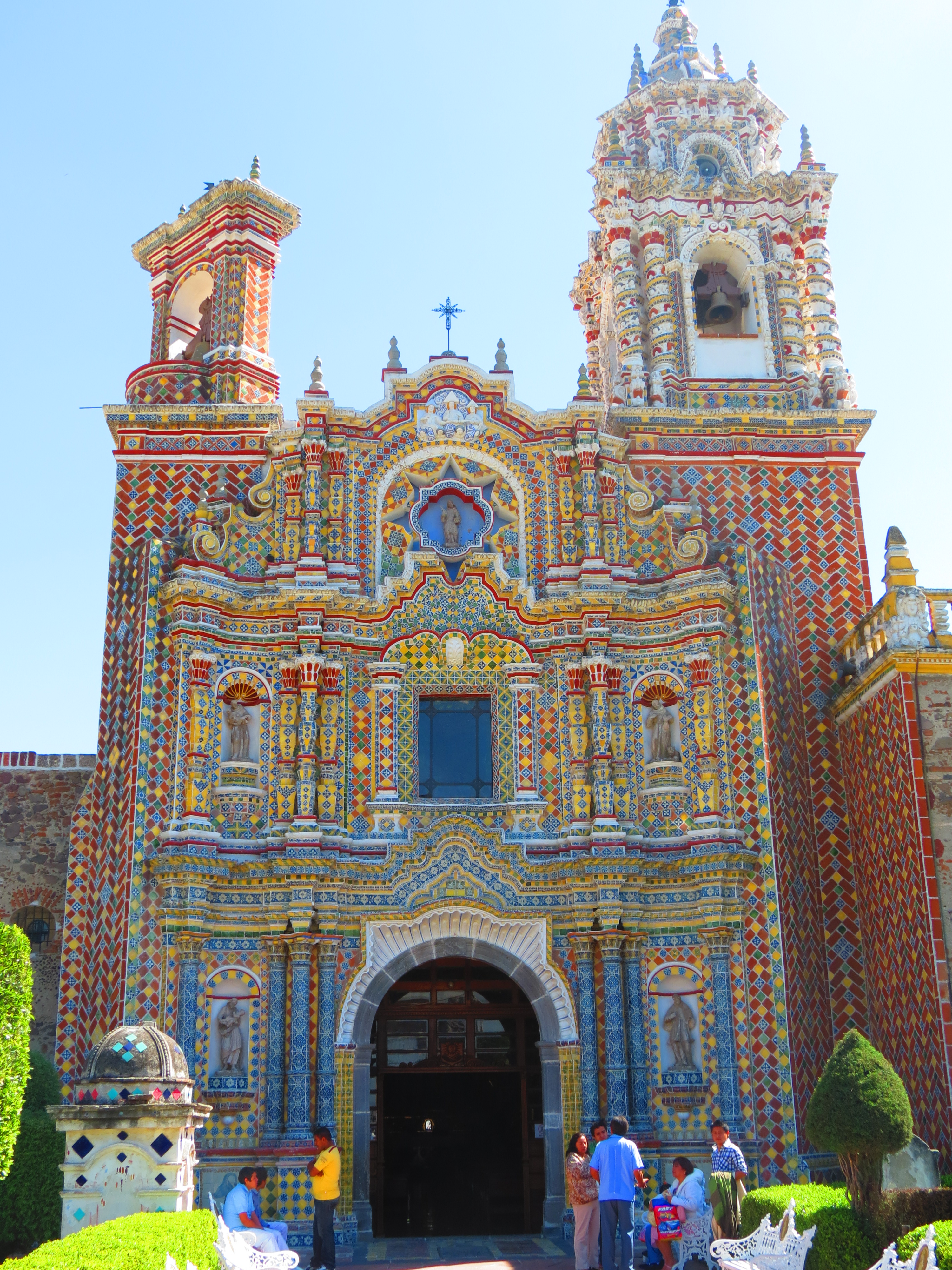
Biserica San Francisco Acatepec (San Andrés Cholula, Mexic), secolele 17-18
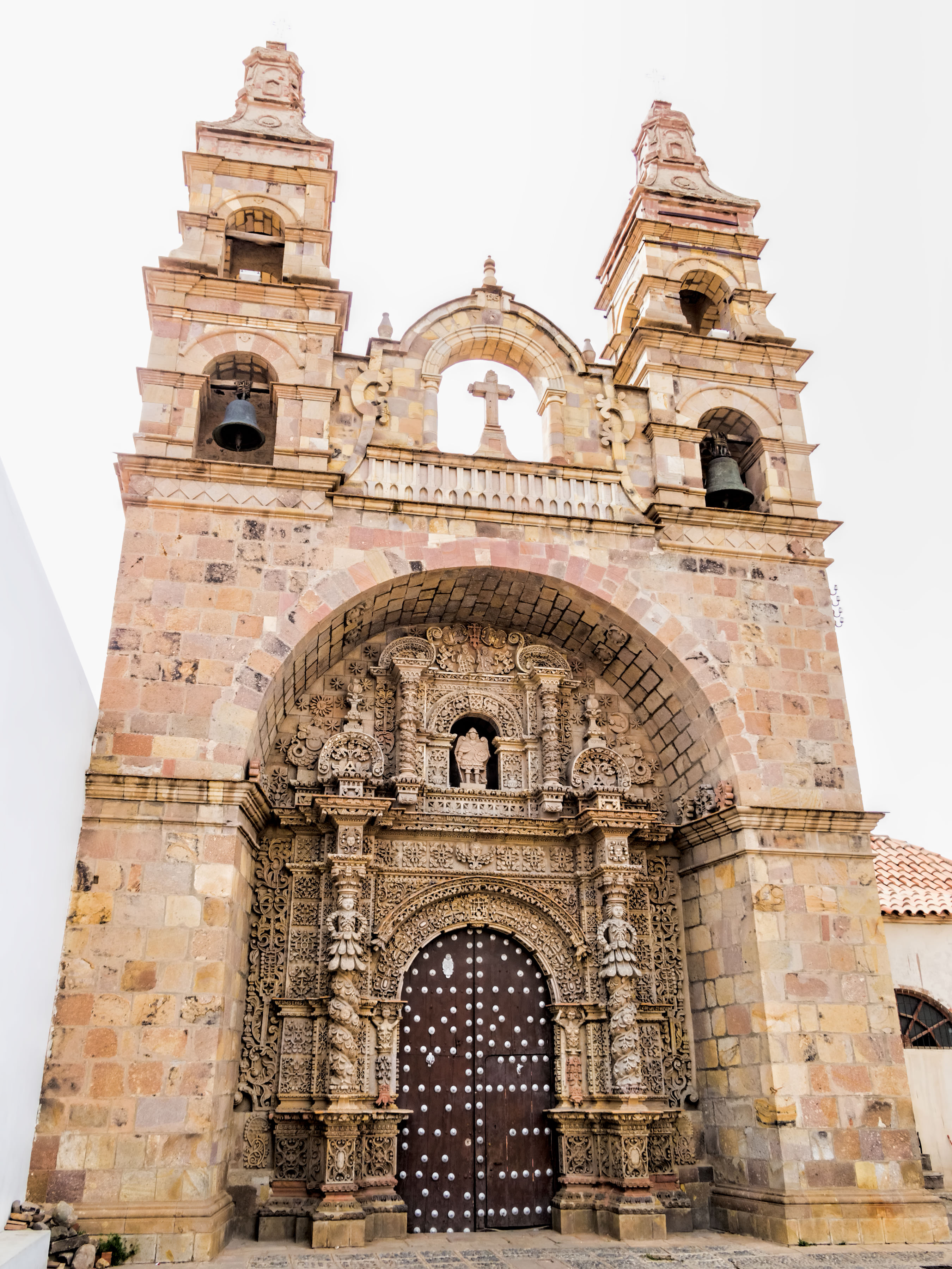
Biserica San Lorenzo de Carangas (Potosí, Bolivia), mijlocul secolului 16–c.1744
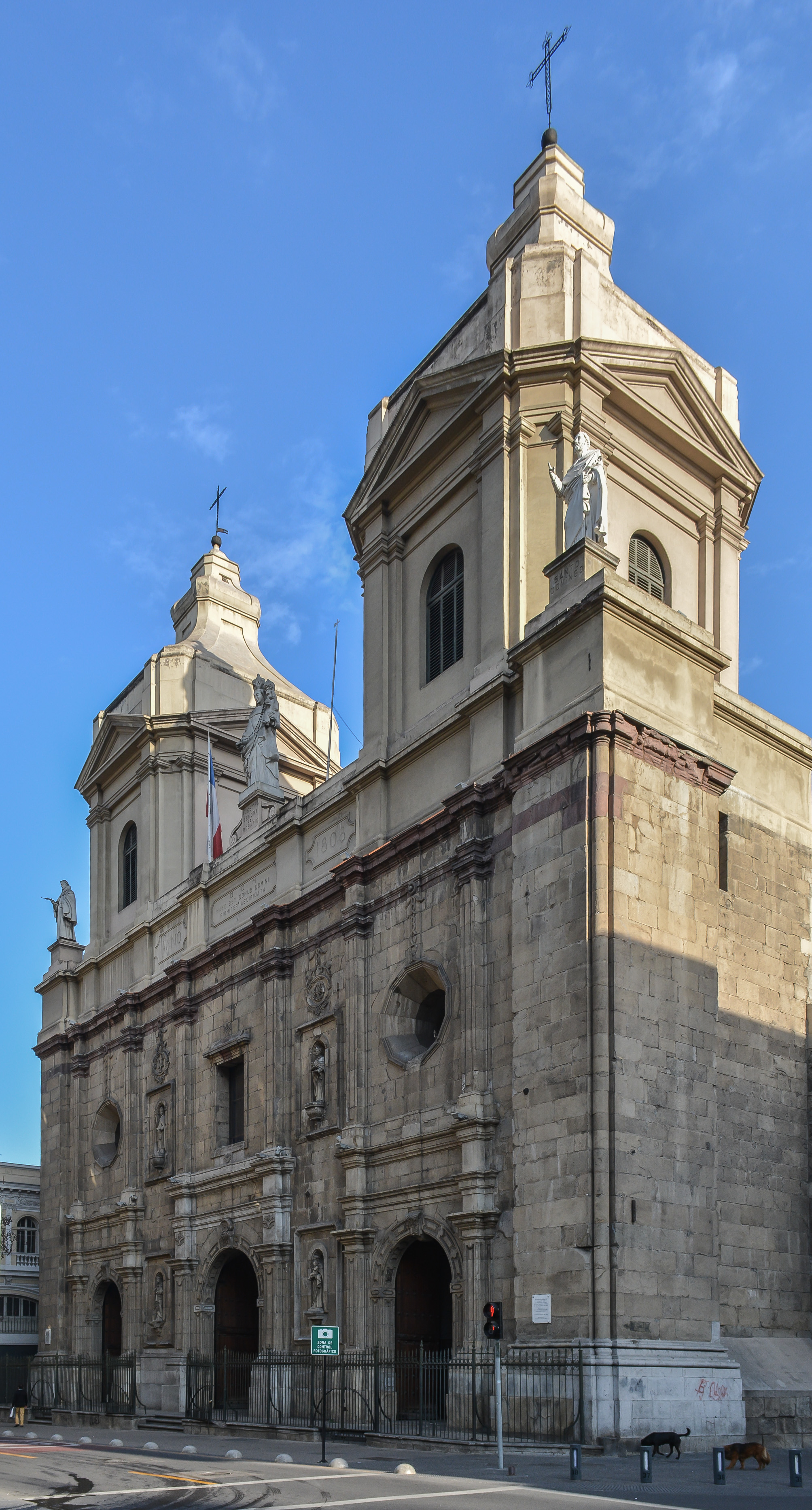
Santo Domingo Church (Santiago, Chile), 1747–1808
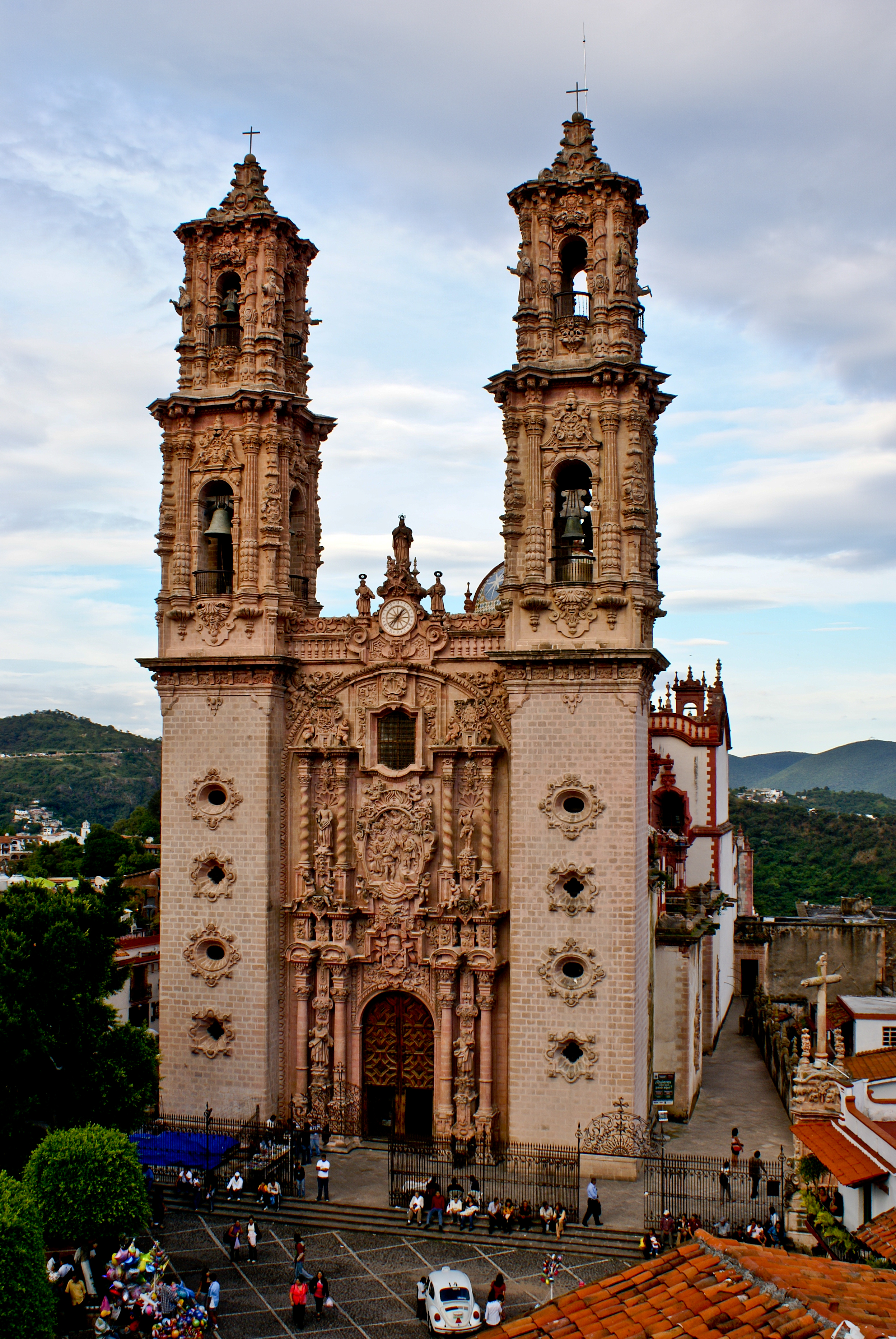
Biserica Santa Prisca de Taxco (Taxco, Mexic), 1751-1758, de Diego Durán și Cayetano Sigüenza

### Barocul în coloniile spaniole și portugheze din Asia
În coloniile portugheze din India (Goa, Daman și Diu) a înflorit un stil arhitectural de forme baroce amestecate cu elemente hinduse, cum ar fi Catedrala din Goa. Setul de biserici și mănăstiri din Goa a fost declarat patrimoniu mondial în 1986.
În Filipine, care a făcut parte din Imperiul Spaniol pentru o lungă perioadă de timp, se păstrează un număr mare de construcții baroce, inclusiv Bisericile Baroce din Filipine, care patru dintre acestea, alătrui de orașul baroc și neoclasic Vigan, sunt ambele locuri de patrimoniu UNESCO. De asemenea, a fost foarte remarcabil Orașul cu Zid din Manila (Intramuros).

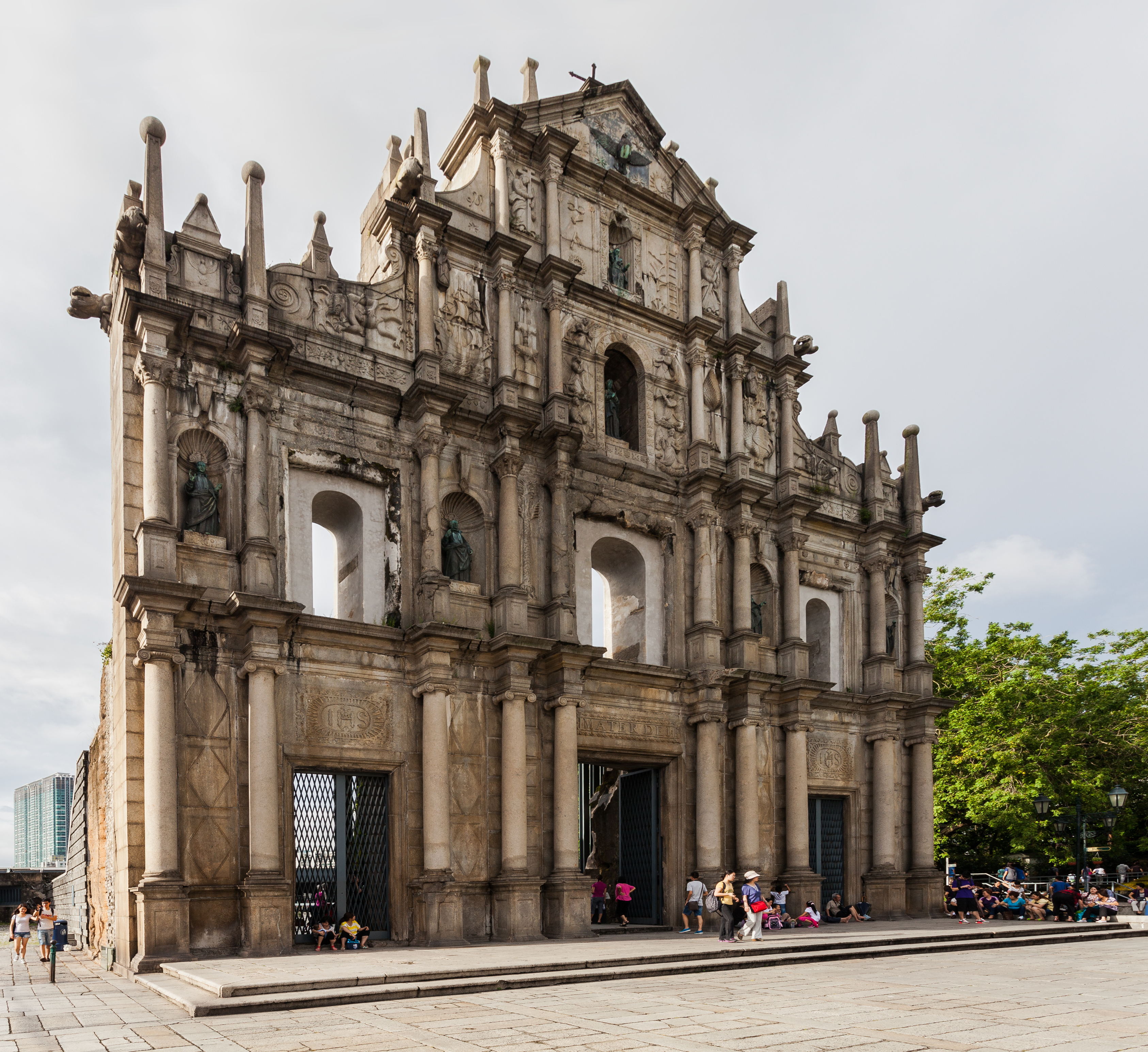
São Paulo (Macao, China), 1601
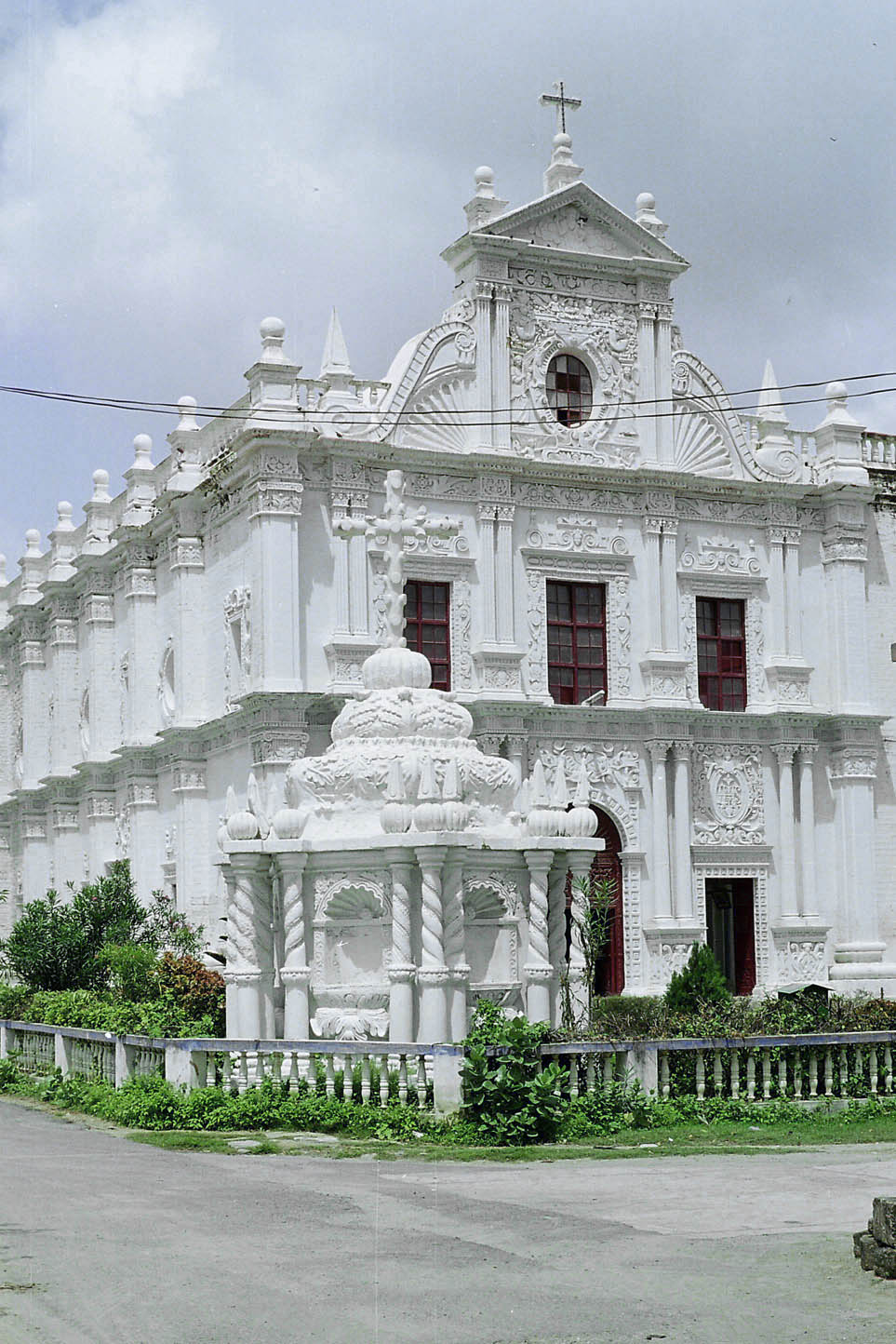
São Paulo (Diu, India), 1601
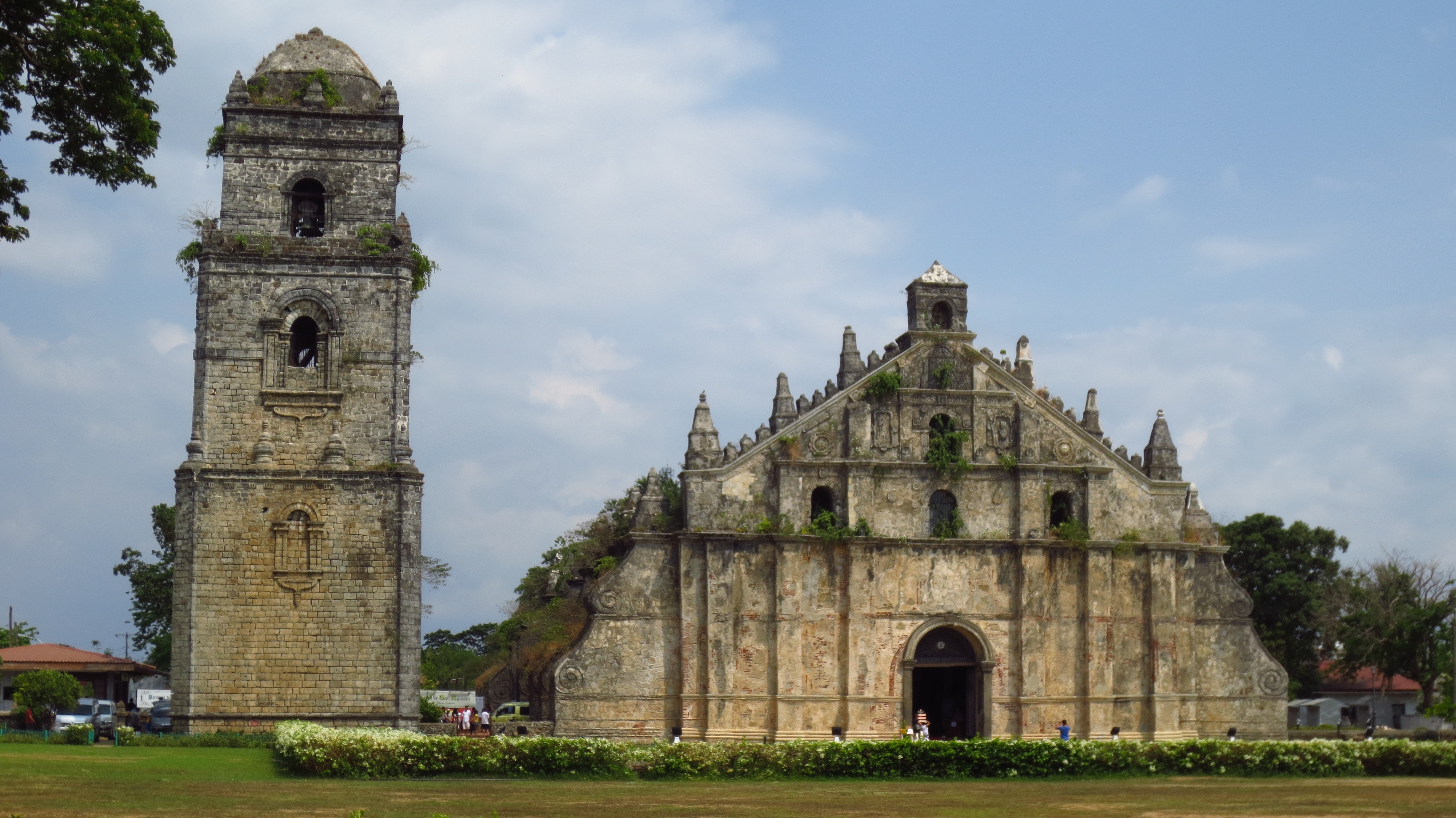
Biserica Sfântul Augustin (Paoay, Luzon, Filipine), începută în 1694
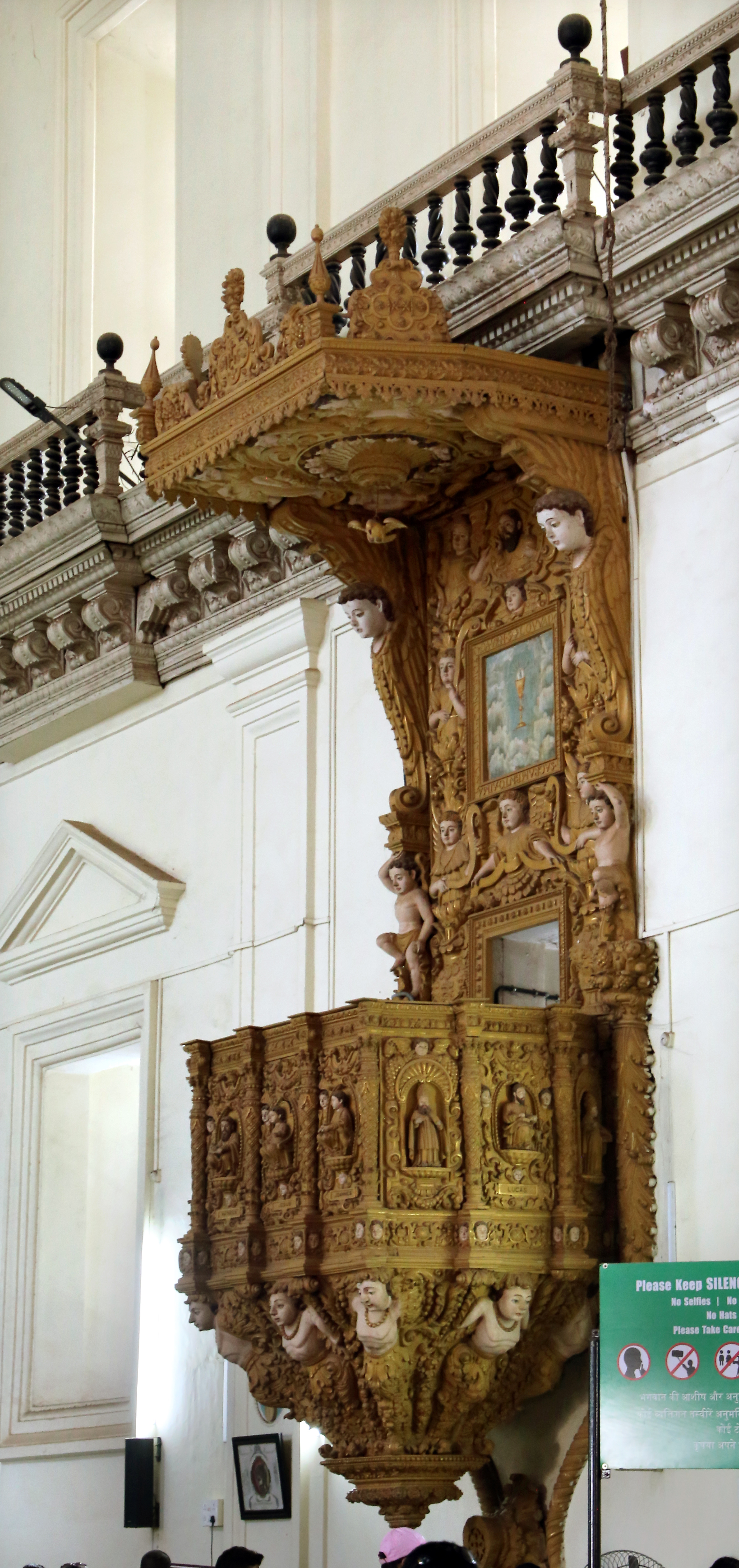
Amvon (Bazilica Bom Jesus, Goa, India), secolul 18

## Pictura

Las Meninas (domnișoarele de onoare); de Diego Velázquez; 1656–1657; ulei pe pânză; 318 × 276 cm; Muzeul Prado, Madrid, Spania

Pictorii baroc au lucrat în mod deliberat pentru a se separa de pictorii din perioada Renașterii și cea a manierismului. În paleta lor, foloseau culori intense și calde, în special culorile primare roșu, albastru și galben, punându-le frecvent pe toate cele trei în apropiere. Evitau lumina uniformă a picturii renascentiste și foloseau contraste puternice de lumină și întuneric pe anumite părți ale operei cu scopul de a direcționa atenția asupra acțiunilor sau personajelor centrale. În compozițiile lor, evitau scenele liniștite ale picturilor renascentiste, alegând cele mai dinamice și dramatice momente. Spre deosebire de fețele liniștite ale picturilor renascentiste, fețele din picturile baroce exprimau clar emoții. Adesea foloseau asimetria, cu acțiune care se desfășoară departe de centrul imaginii, creând axe care nu erau nici verticale, nici orizontale, ci inclinate spre stânga sau spre dreapta, dând un sentiment de instabilitate și mișcare. Impresia de mișcare era sporită prin costumele personajelor suflate de vânt sau mișcate de propriile gesturi. Impresiile generale erau mișcarea, emoția și drama. Un alt element esențial al picturii baroce e alegoria; fiecare tablou spunea o poveste și avea un mesaj, adesea criptat în simboluri și personaje alegorice, pe care un spectator educat era de așteptat să le cunoască și să le citească.
Exemplare timpurii ale ideilor baroce italiene în pictură au avut loc la Bologna, unde Annibale Carracci, Agostino Carracci și Ludovico Carracci au căutat să readucă artele vizuale la clasicismul ordonat al Renașterii. Cu toate acestea, arta lor a încorporat idei centrale ale Contrareformei; ele incluzând emoții intense și imagini religioase care apelau mai mult la inimă decât la intelect.
Un alt pictor influent din epoca barocului a fost Michelangelo Merisi da Caravaggio. Abordarea sa realistă asupra figurii umane, pictată direct din viață și reflectată dramatic pe un fundal întunecat, i-a șocat pe contemporanii săi și a deschis un nou capitol în istoria picturii. Alți pictori majori asociați strâns cu stilul baroc sunt Artemisia Gentileschi, Guido Reni, Domenichino, Andrea Pozzo și Paolo de Matteis în Italia; Francisco de Zurbarán și Diego Velázquez în Spania; Adam Elsheimer în Germania; și Nicolas Poussin și Georges de La Tour în Franța (chiar dacă Poussin și-a petrecut cea mai mare parte a vieții sale în care a muncit în Italia). Poussin și La Tour au adoptat un stil baroc „clasic”, cu mai puțin accent pe emoție și o atenție mai mare pe linia personajelor din tablou decât la culoare.
Peter Paul Rubens a fost cel mai important pictor al barocului flamand. Compozițiile foarte încărcate de Rubens fac referire la aspectele erudite ale istoriei clasice și creștine. Stilul său baroc unic și extrem de popular a accentuat mișcarea, culoarea și senzualitatea, care semăna cu stilul artistic dramatic promovat de Contrareformă.  Rubens s-a specializat în crearea de altare, portrete, peisaje și picturi istorice ale unor subiecte mitologice și alegorice.
O tehnică importantă a picturii baroce e Quadratura sau pictura în trompe-l'oeil, care „păcălesc ochiul” la propriu. Erau, de obicei, pictate pe stucaturile plafoanelor sau al pereților superiori și al balustradelor, dând impresia celor de pe pământ care se uită în sus, că vedeau cerurile populate cu mulțimi de îngeri, sfinți și alte figuri cerești, așezate pe cerul pictat și arhitectură imaginară.
În Italia, artiștii au colaborat adesea cu arhitecți la decorarea interioarelor. Pietro da Cortona a fost unul dintre pictorii secolului al XVII-lea care a folosit modul ăsta iluzionist de a picta. Printre cele mai importante opere ale sale se numără frescele pe care le-a pictat pentru Palatul familiei Barberini (1633–39), care glorifică domnia Papei Urban al VIII-lea. Compozițiile lui Pietro da Cortona au fost cele mai mari fresce decorative executate la Roma de la operele lui Michelangelo din Capela Sixtină.
François Boucher a fost o figură importantă în rococoul francez, mai delicat, apărut în perioada barocului târziu. A creat designuri pentru tapiserii, covoare și decoruri de teatru, precum și picturi. Opera sa a fost extrem de populară cu Madame de Pompadour, amanta regelui Ludovic al XV-lea al Franței. Picturile sale prezintă teme romantice mitologice și ușor erotice.

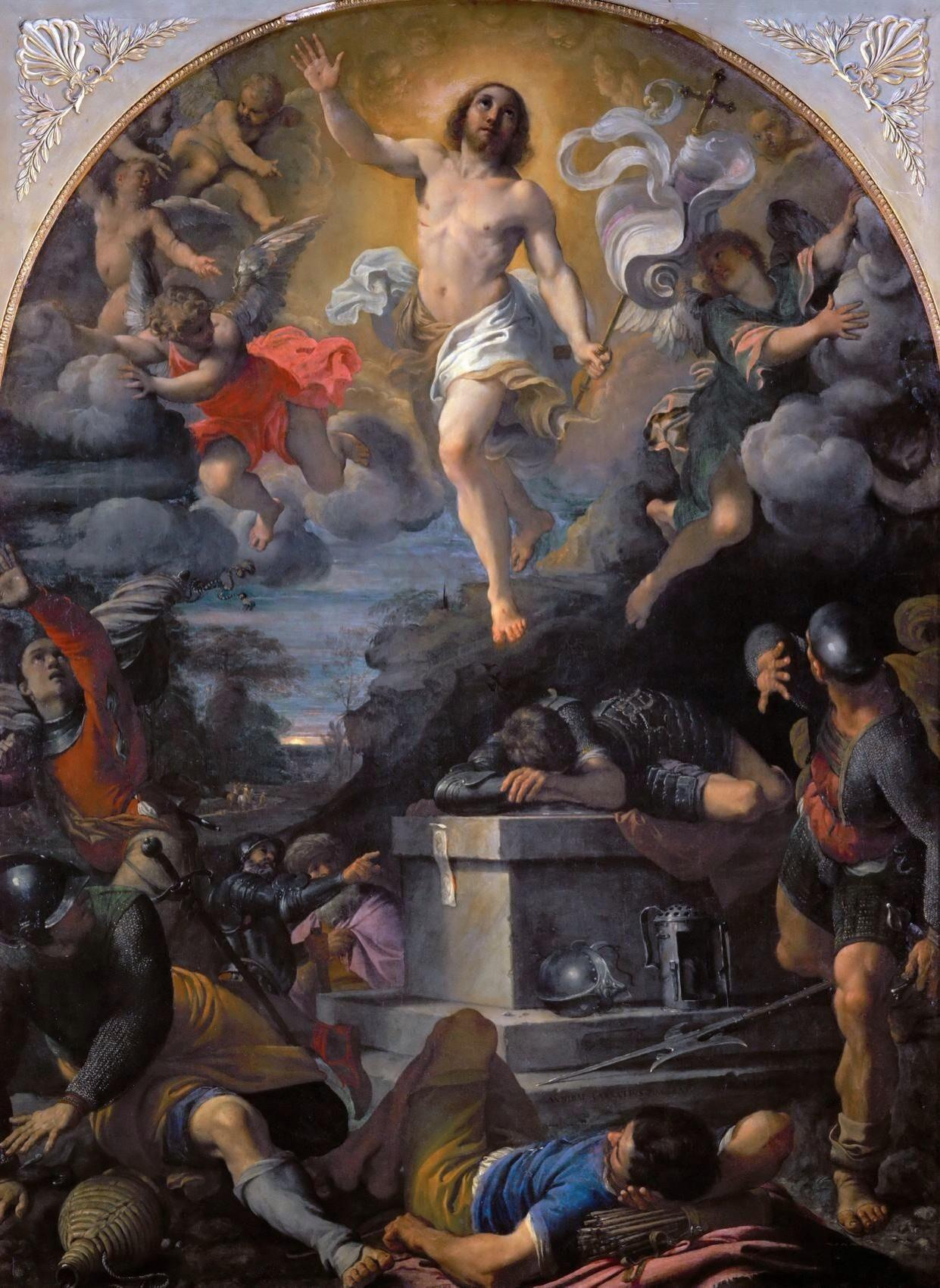
Învierea lui Hristos; de Annibale Carracci; 1593; ulei pe pânză; 217 x 160 cm; Luvru
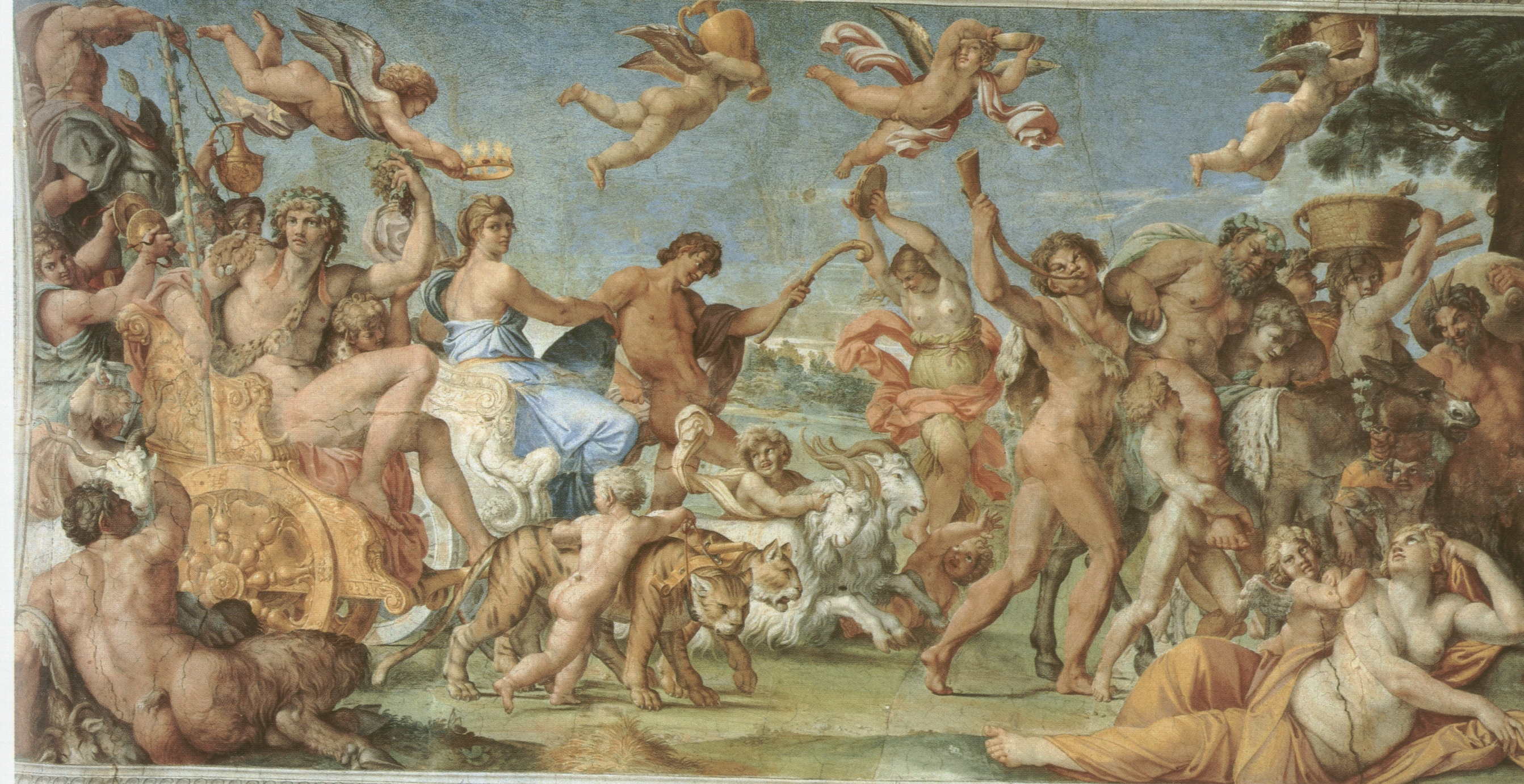
Triumful lui Bacchus și Adriane (parte din Iubirile Zeilor); de Annibale Carracci; c.1597-1600; frescă; lungime (galeria): 20,2 m; Palazzo Farnese, Roma
Chemarea Sfântului Matei; de Caravaggio; 1599–1600; ulei pe pânză; 3 x 2 m; San Luigi dei Francesi, Roma[105]
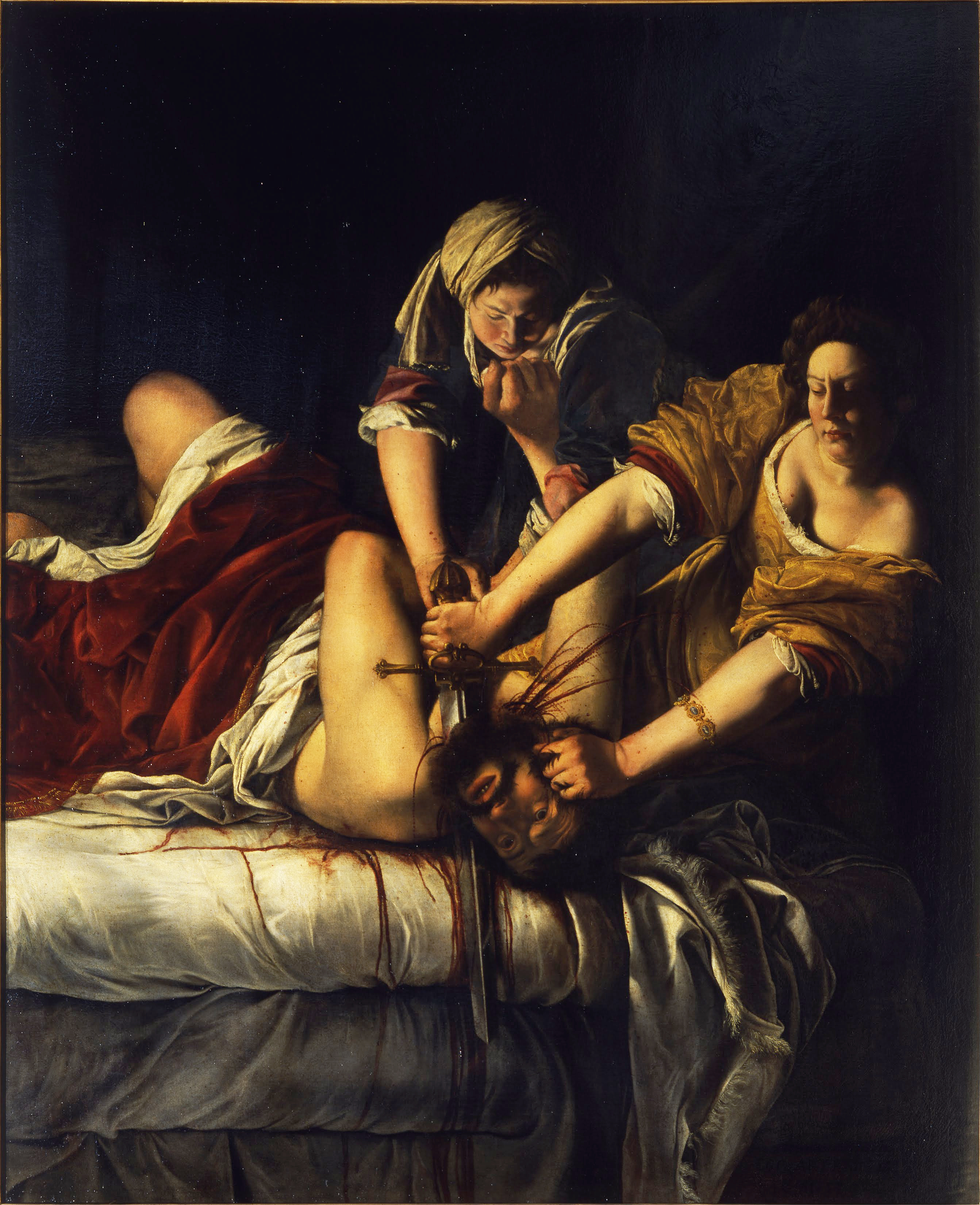
Iudita Tăindu-i lui Olofern Capul; de Artemisia Gentileschi; 1611-1612; ulei pe pânză; 163 x 126 cm; Galeria Uffizi, Florența, Italia
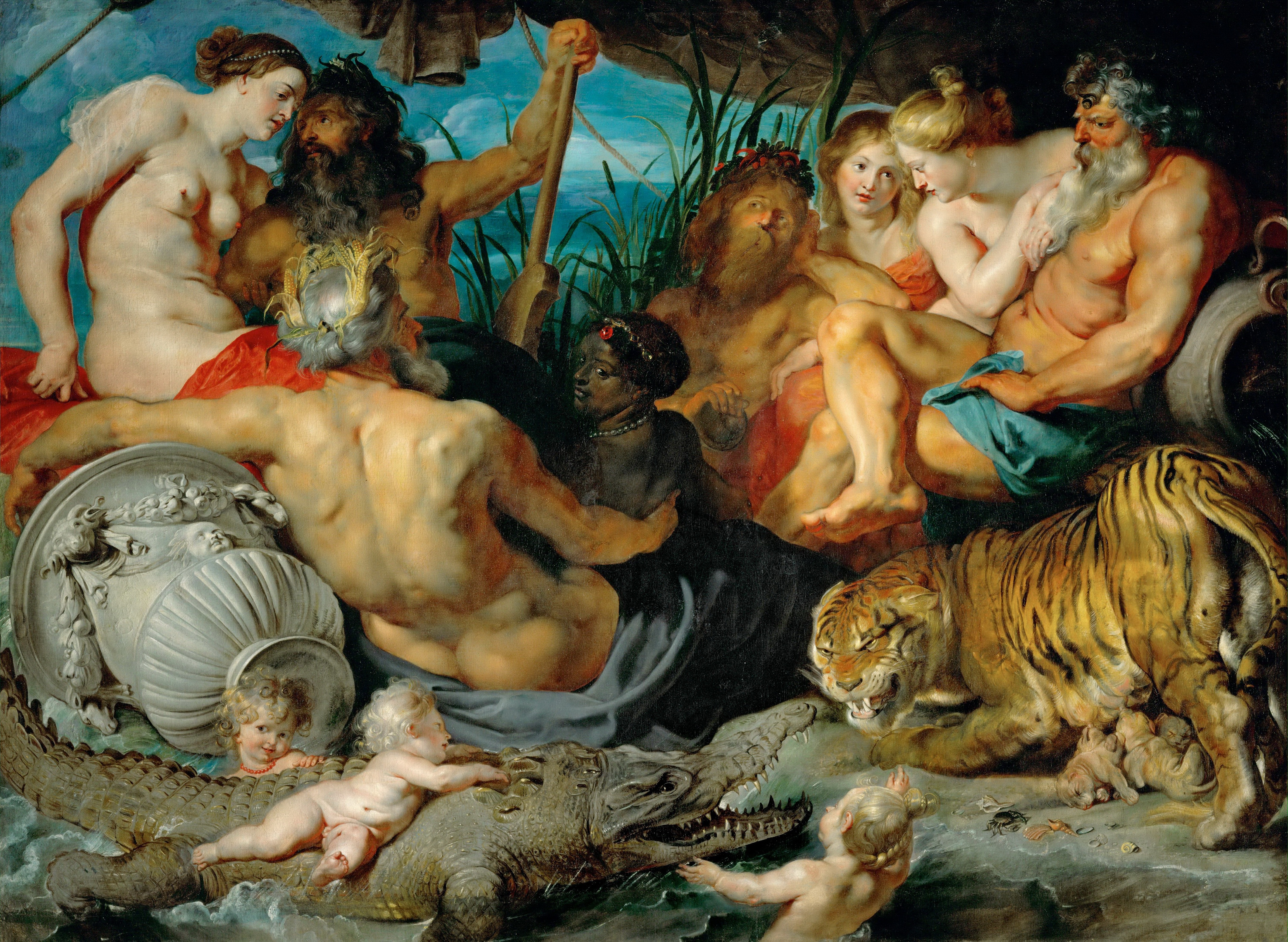
Cele Patru Continente; de Peter Paul Rubens; c.1615; ulei pe pânză; 209 x 284 cm; Muzeul de Istorie a Artei din Viena, Viena, Austria
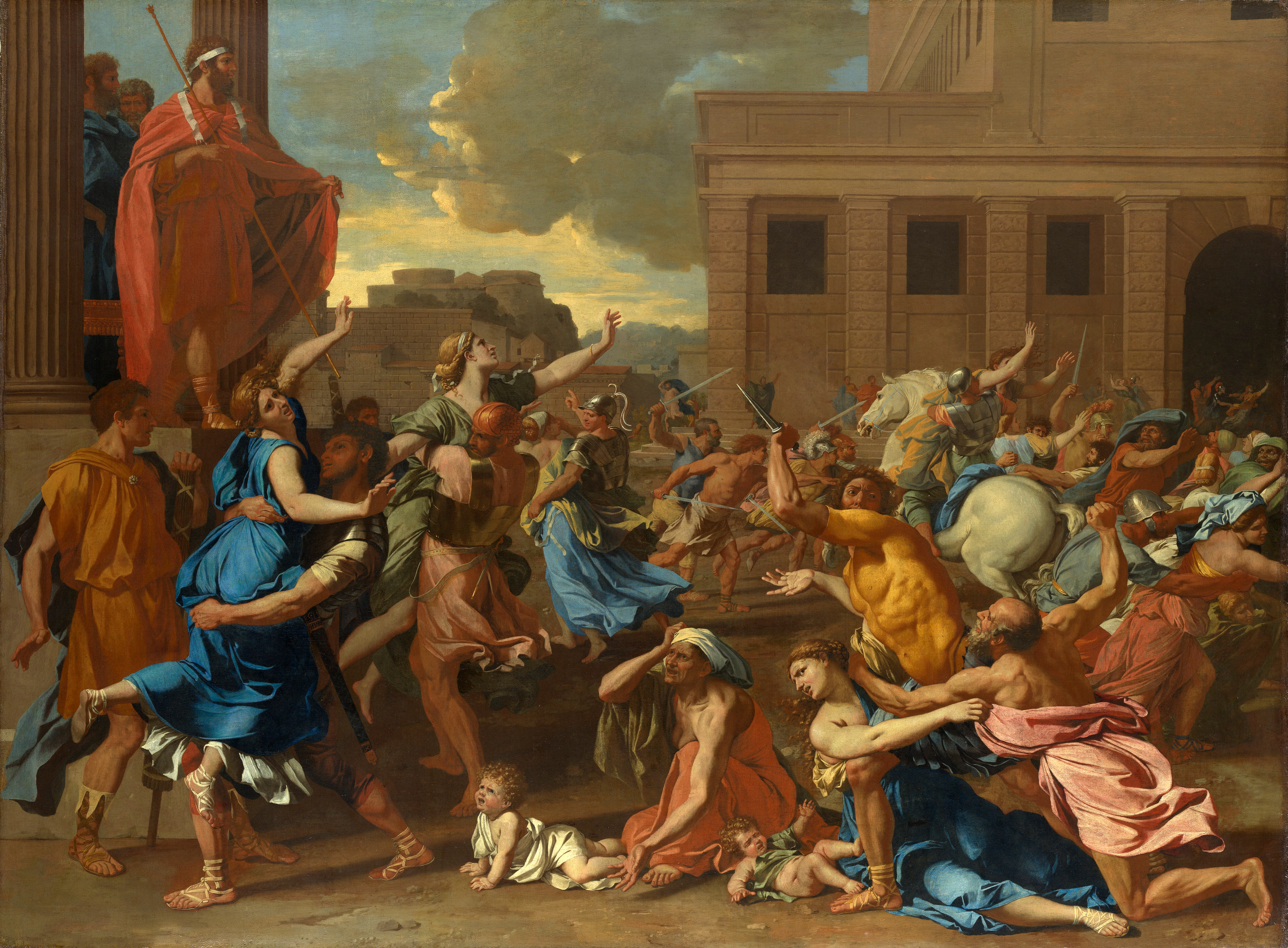
Răpirea Sabinelor; de Nicolas Poussin; 1634–1635; ulei pe pânză; 1,55 × 2,1 m; Muzeul Metropolitan de Artă, New York City
Rondul de noapte; de Rembrandt; 1642; ulei pe pânză;  3,63 × 4,37 m; Rijksmuseum, Amsterdam, Țările de Jos[108]
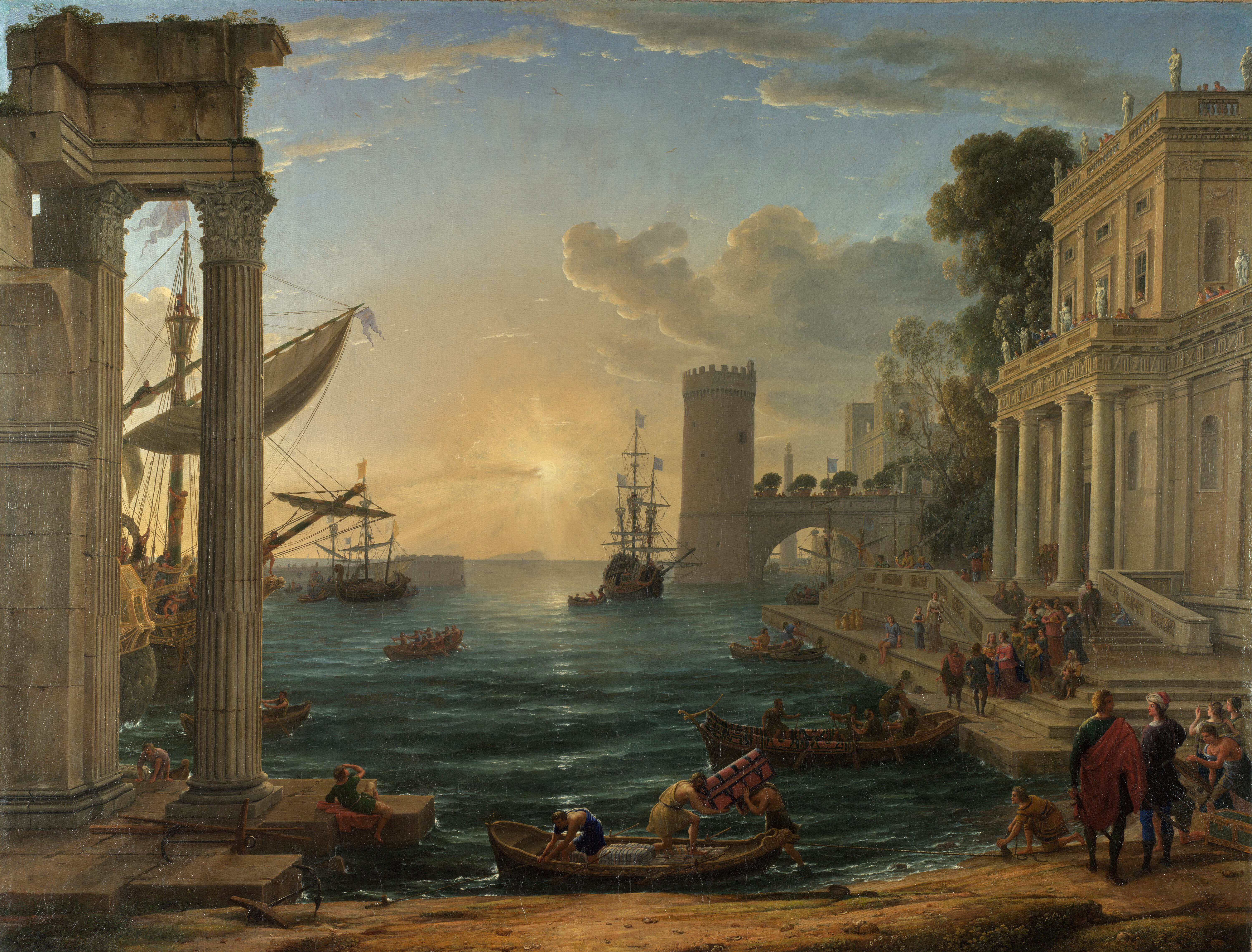
Îmbarcarea Reginei din Saba; de Claude Lorrain; 1648; ulei pe pânză; 149,1 × 196,7 cm; National Gallery, Londra
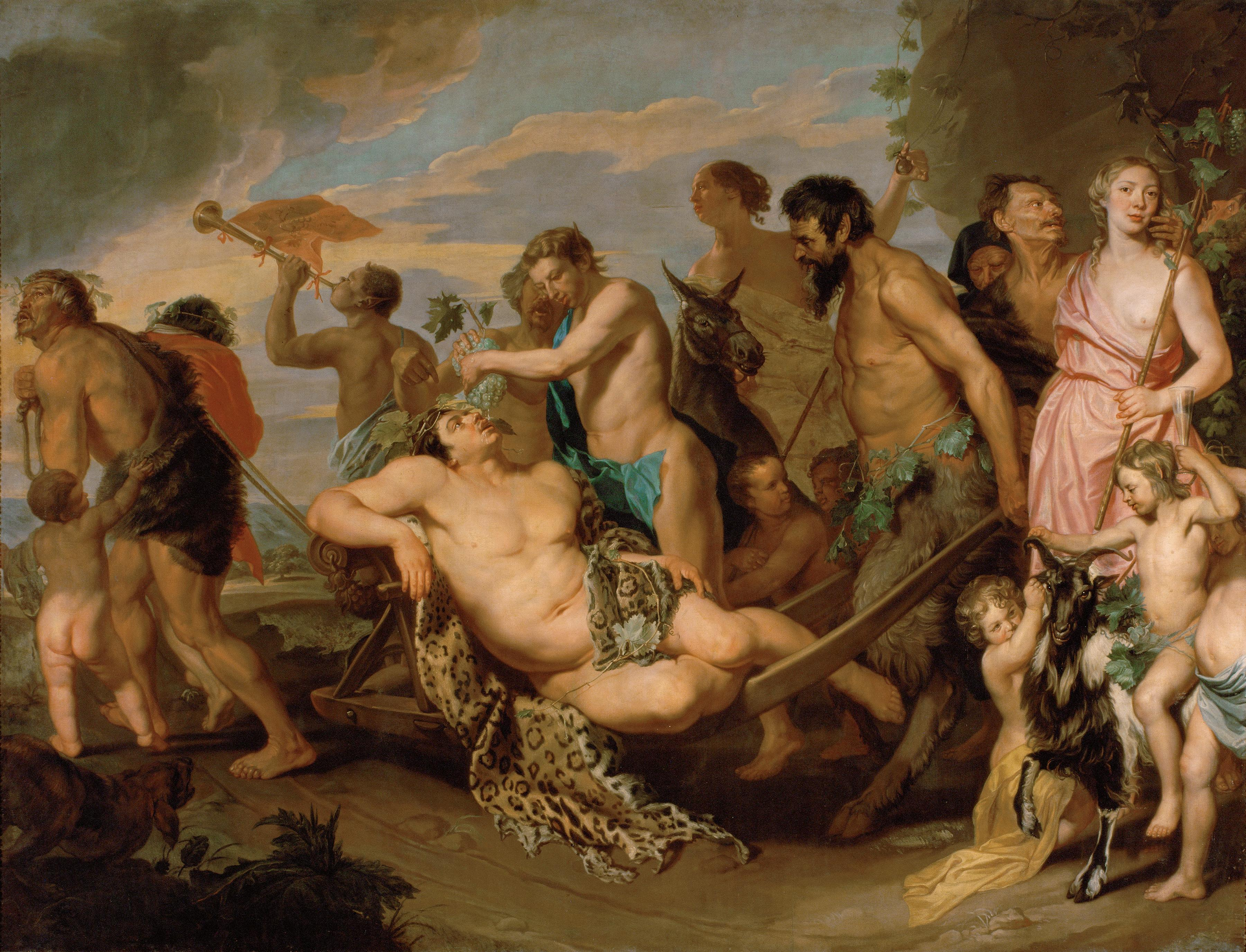
Triumful lui Bacchus; de Michaelina Wautier; înainte de 1659; ulei pe pânză; 270 x 354 cm; Muzeul de Istorie a Artei din Viena
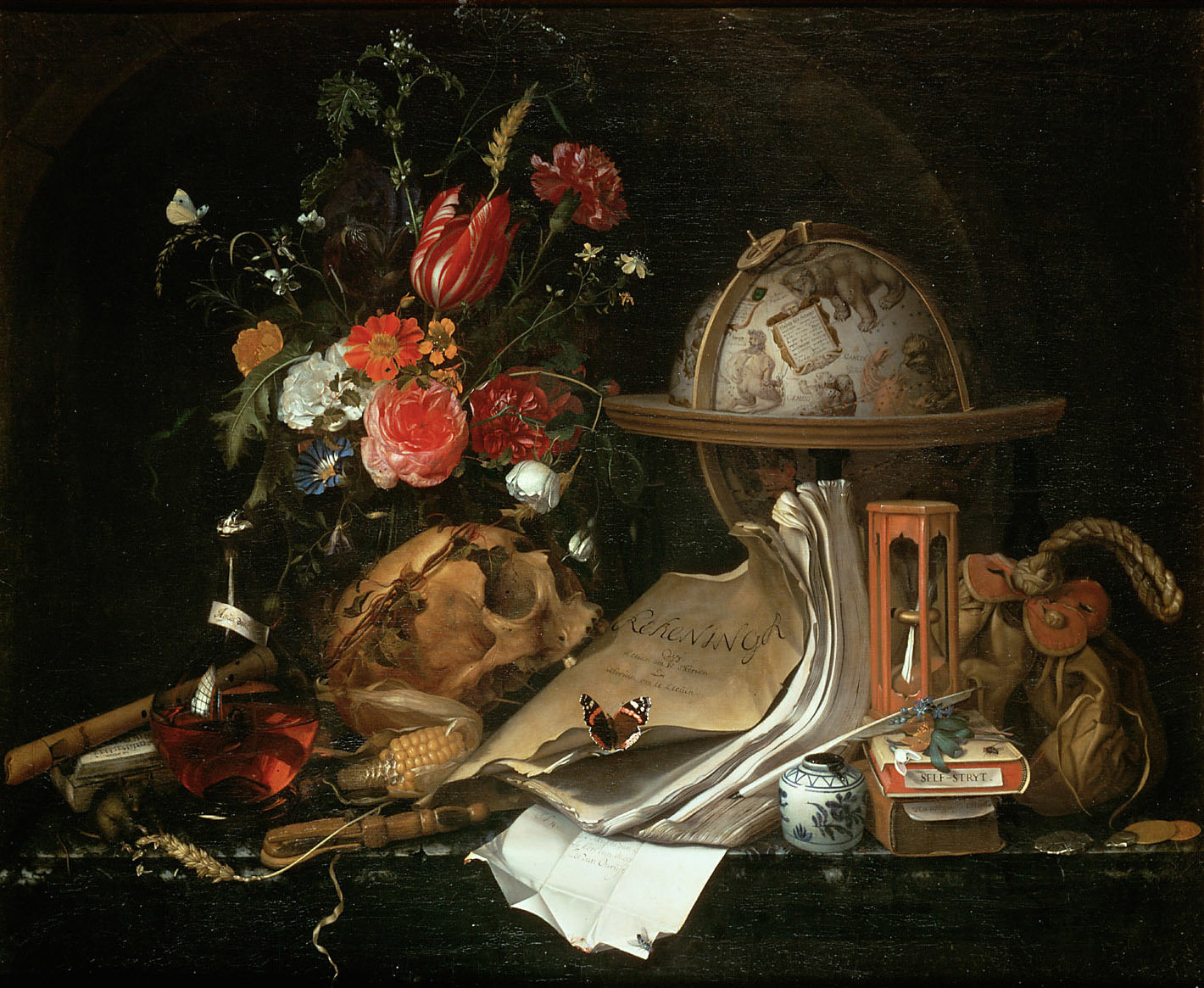
Natură Moartă; de Maria van Oosterwijck; 1668; ulei pe pânză; 73 x 88,5 cm; Muzeul de Istorie a Artei din Viena

### Americile Coloniale

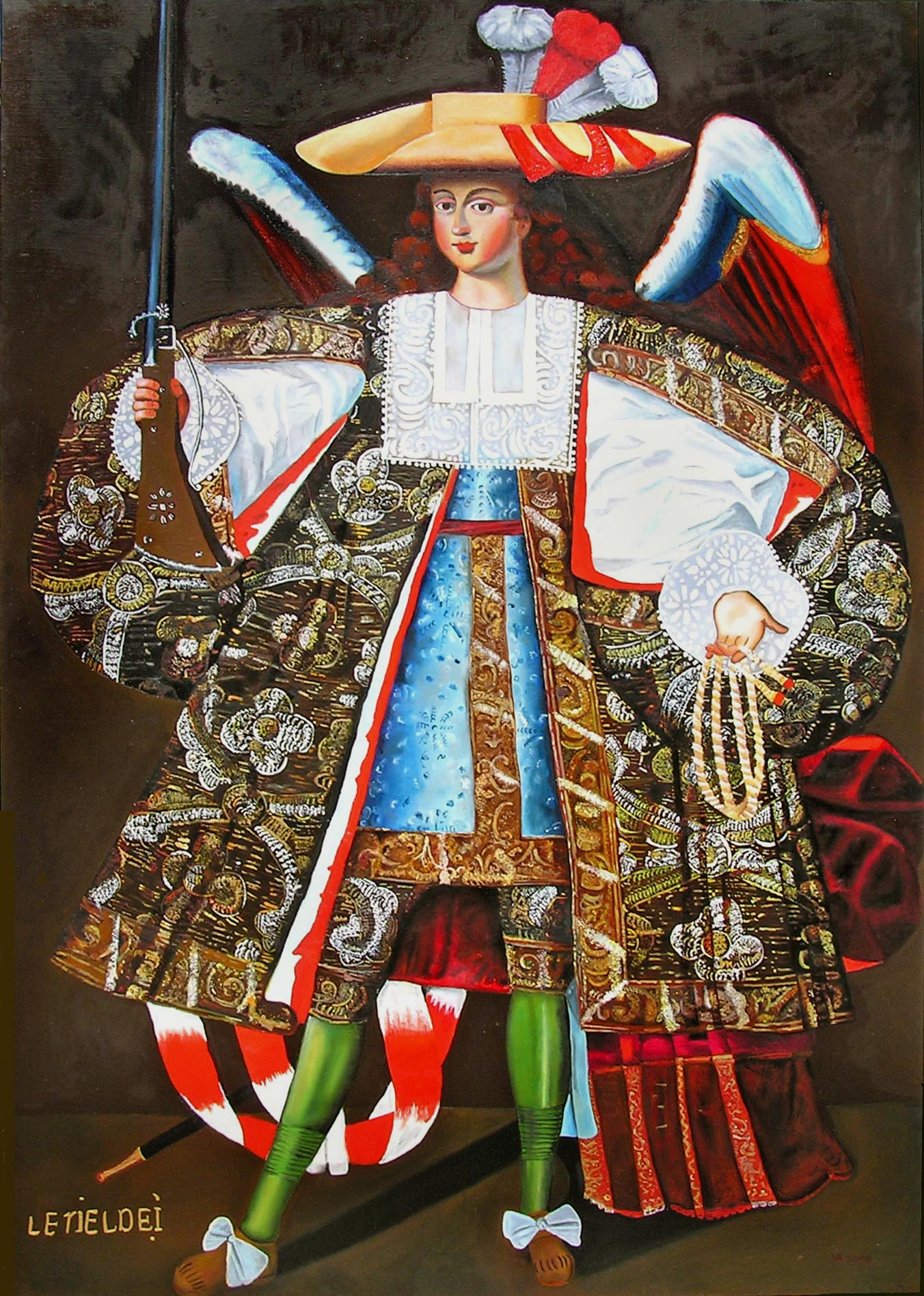
Exemplu de pictură boliviană (al Școlii de la S
Cusco): un Ángel arcabucero, din secolul al XVII-lea

În Americile sub conducere Spaniolă, primele influențe au fost de la tenebrismul sevillan, în special de la Francisco de Zurbarán - unele dintre ale cărui lucrări sunt încă păstrate în Mexic și Peru - așa cum se poate observa în opera mexicanilor José Juárez și Sebastián López de Arteaga, și a bolivianului Melchor Pérez de Holguín. Școala de pictură din Cusco a apărut după sosirea pictorului italian Bernardo Bitti în 1583, care a introdus manierismul în Americi. Acesta a evidențiat opera lui Luis de Riaño, discipol al italianului Angelino Medoro, autorul picturilor murale ale Bisericii San Pedro din Andahuaylillas.  De asemenea, au fost evidențiat pictorii amerindieni (quechua) Diego Quispe Tito și Basilio Santa Cruz Pumacallao, precum și Marcos Zapata, autorul celor cincizeci de pânze mari care acoperă arcadele înalte ale Catedralei din Cusco. În Ecuador, s-a format Școala Quito, reprezentată în principal de metisul Miguel de Santiago și creolul Nicolás Javier de Goríbar.
În secolul al XVIII-lea altarele sculptate au început să fie înlocuite de picturi, dezvoltând notabil pictura barocă în Americi. În mod similar, se creează cererea de lucrări civile, în principal portrete ale claselor aristocratice și ale ierarhiei ecleziastice.

## Sculptura
Figura dominantă în sculptura barocă a fost Gian Lorenzo Bernini. Sub patronajul papei Urban al VIII-lea, el a realizat o serie remarcabilă de statui monumentale de sfinți și figuri ale căror fețe și gesturi și-au exprimat în mod viu emoțiile, precum și busturi de un realism excepțional, și lucrări decorative pentru Vatican, inclusiv impunătorul Scaun al Sfântului Petru sub cupola din Bazilica Sfântul Petru din Roma. În plus, a proiectat fântâni cu grupuri monumentale de sculpturi pentru decorarea unor piețe importante ale Romei.
Sculptura barocă e inspirată de statuile romane antice, în special de celebra statuie Laocoon și fiii săi din secolul I d.Hr., care a fost e în Muzeele Vaticane. Când a vizitat Parisul în 1665, Bernini s-a adresat studenților de la Academia de pictură și sculptură. El a sfătuit elevii să lucreze bazându-se pe modele clasice, mai degrabă decât pe natură.  Le-a spus elevilor: „Când am avut probleme cu prima mea statuie, l-am consultat pe Antinous ca un oracol”.
Printre sculptorii barocului francez târziu se numără Étienne Maurice Falconet și Jean Baptiste Pigalle. Pigalle a fost însărcinat de Frederic cel Mare să realizeze statui pentru propria versiunea a lui Frederic a Versaillesului, la Sanssouci, în Potsdam (Germania). Falconet a primit, de asemenea, o importantă comisie străină, creând celebra statuie a lui Petru cel Mare pe cal care e în Sankt Petersburg.
În Spania, sculptorul Francisco Salzillo a lucrat exclusiv pe teme religioase, folosind lemn policromat. Unele dintre cele mai fine meșteșuguri sculpturale baroce sunt altarele cu stucaturi aurite ale bisericilor din coloniile spaniole ale Lumii Noi, realizate de meșteri locali; exemple includ Capela Rozariului care e în Biserica Santo Domingo din Oaxaca (Mexic), 1724–1731.

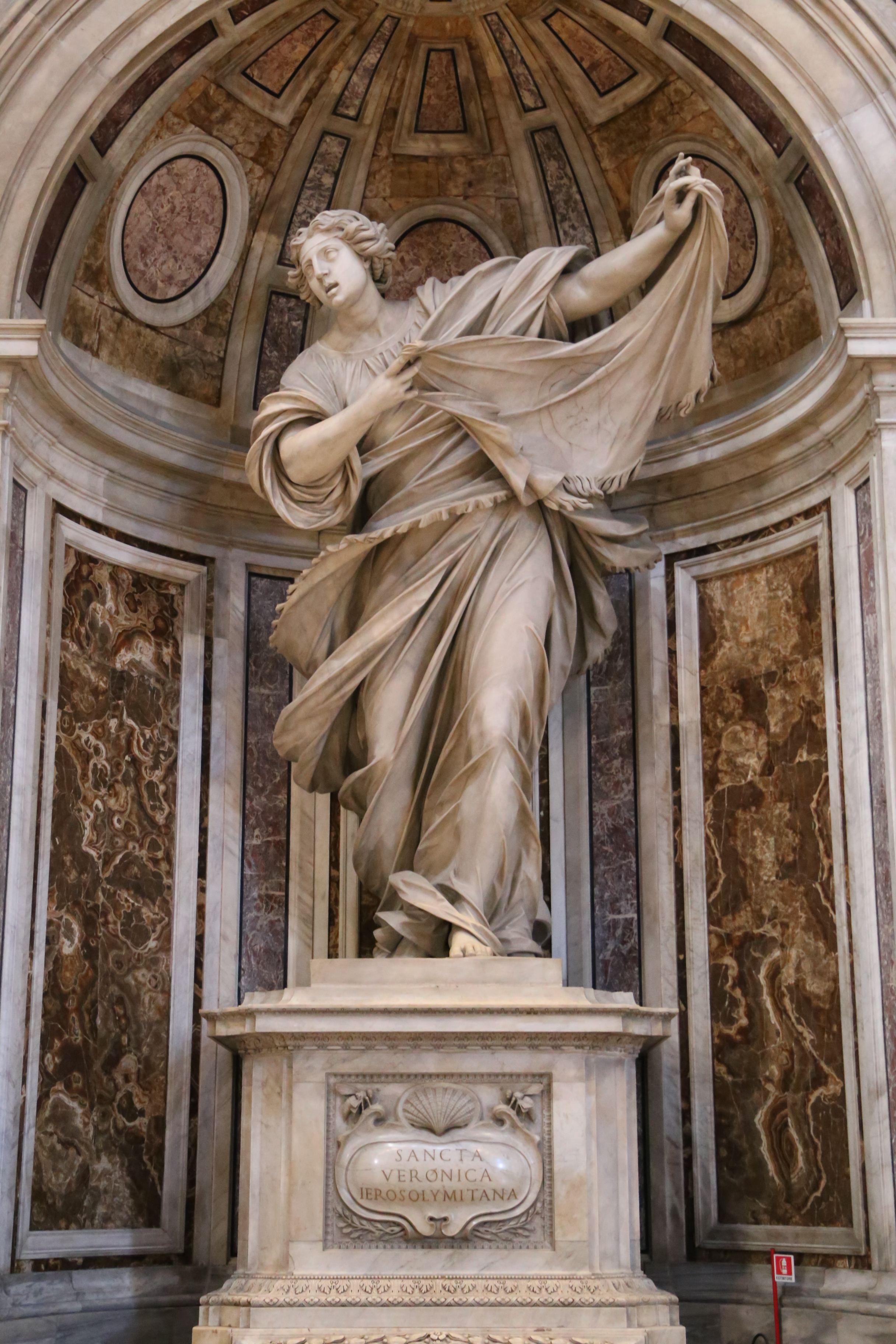
Sfânta Veronica; de Francesco Mochi; 1629-1639; marmură de Carrara; înălțime: 5 m; Bazilica Sfântul Petru (Vatican)
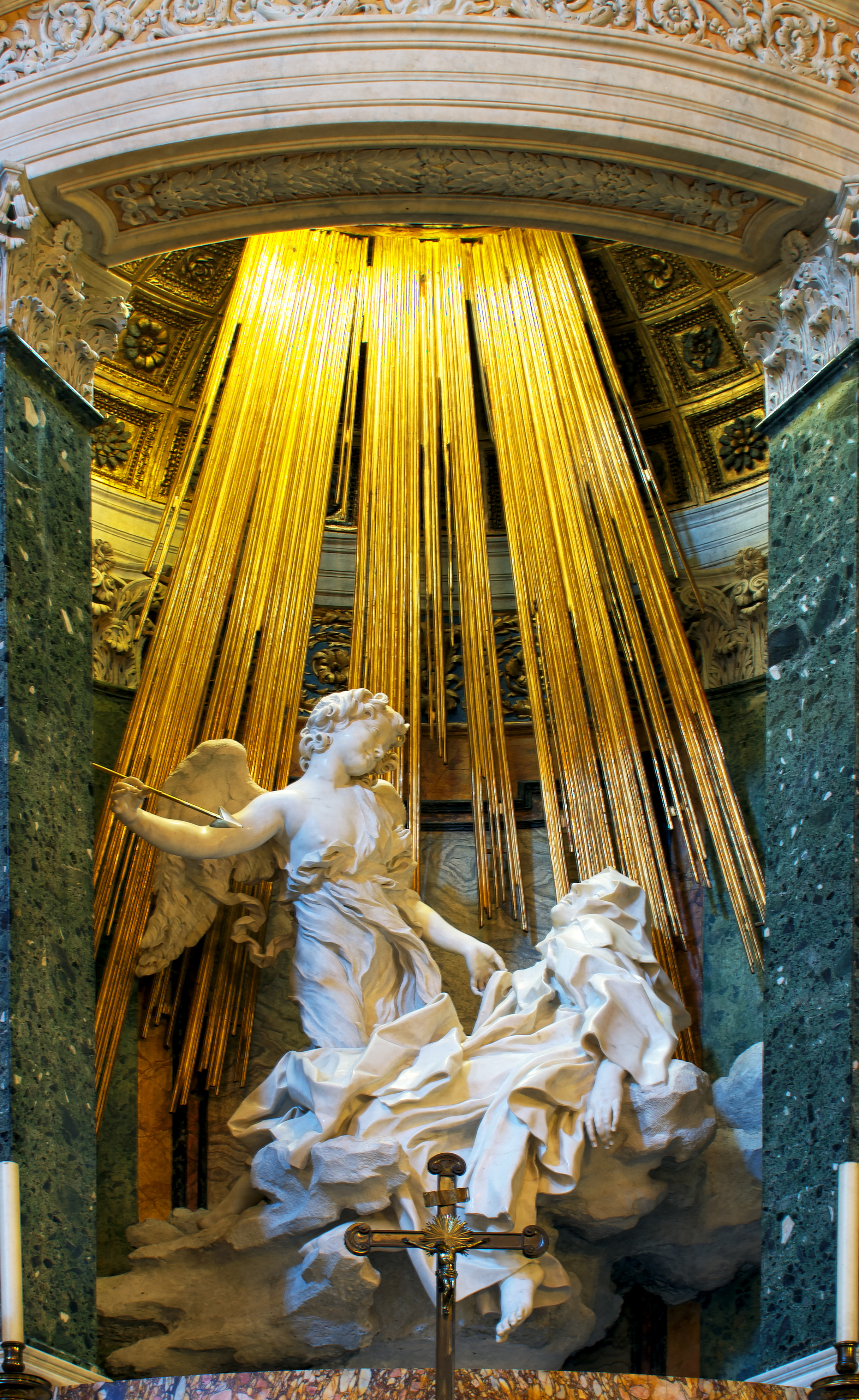
Extazul Sfintei Tereza; de Gian Lorenzo Bernini; 1647–1652; marmură; înălțime: 3,5 m; Santa Maria della Vittoria (Roma)
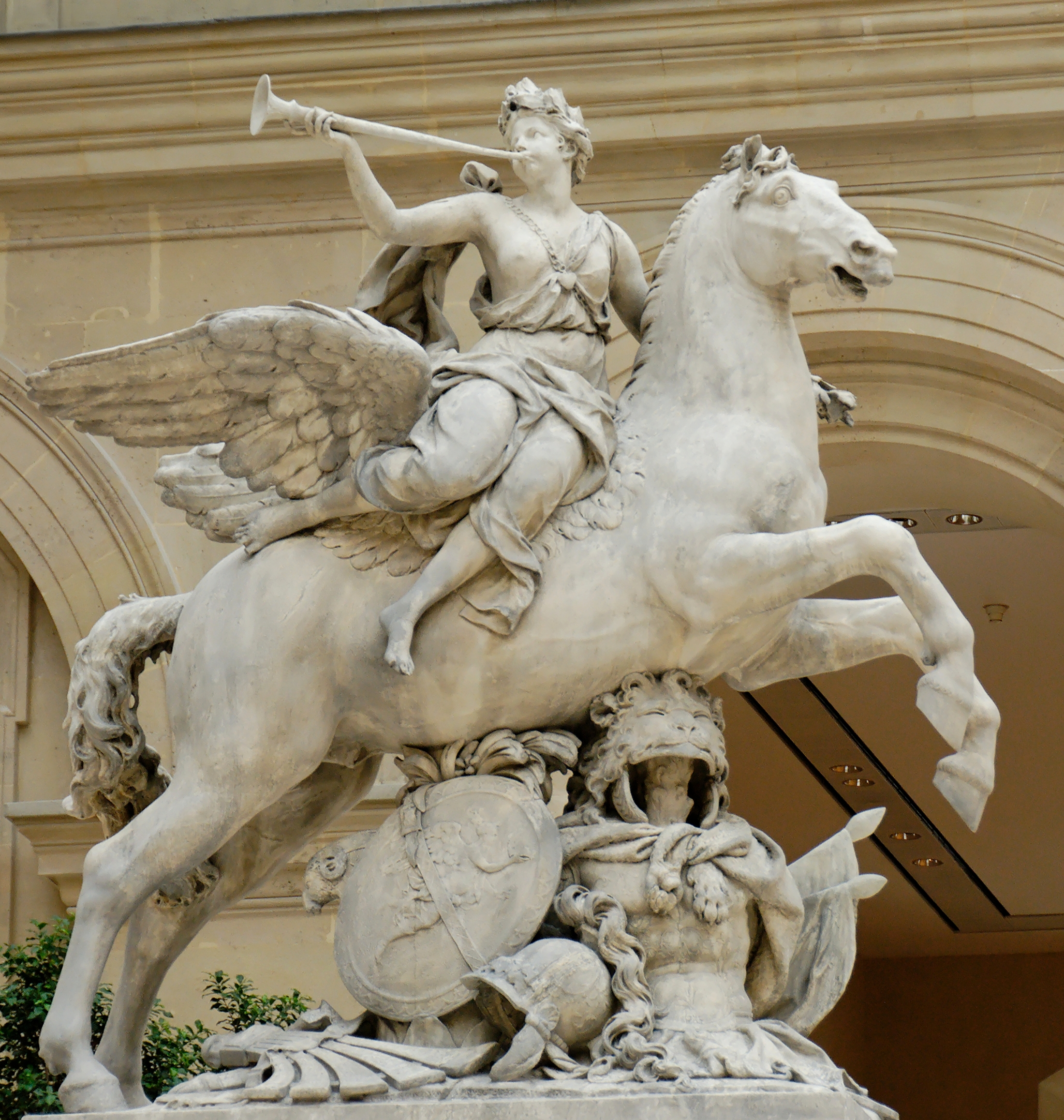
Faima Regelui Călărind Un Pegas; de Antoine Coysevox; 1701-1702; marmură de Carrara; înălțime: 3,15 m, lățime: 2,91 m, adâncime: 1,28 m; Luvru
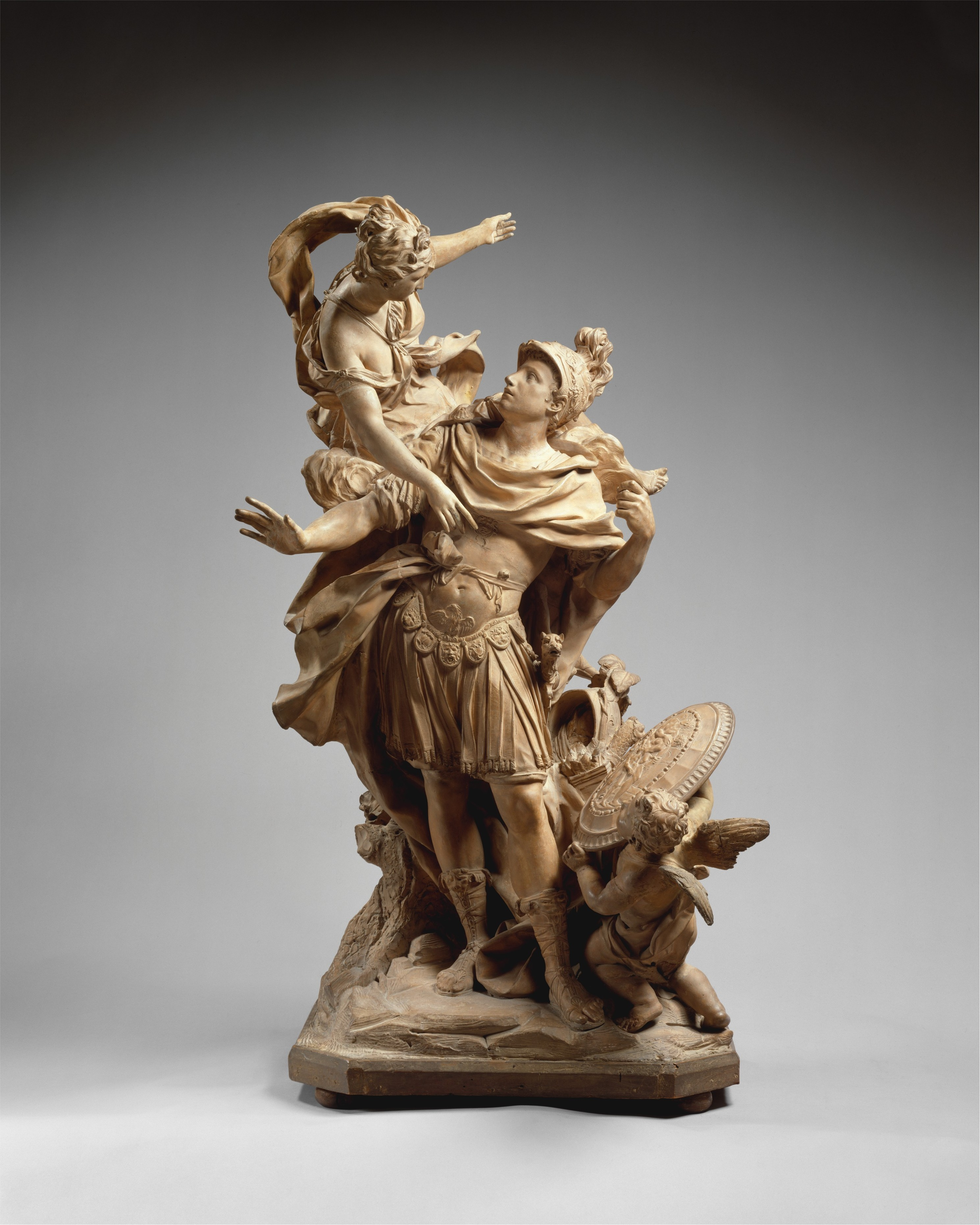
Venus dându-i Arme lui Aeneas; de Jean Cornu; 1704; teracotă și lemn puctat; înălțime: 108 cm; Muzeul Metropolitan de Artă (New York City)
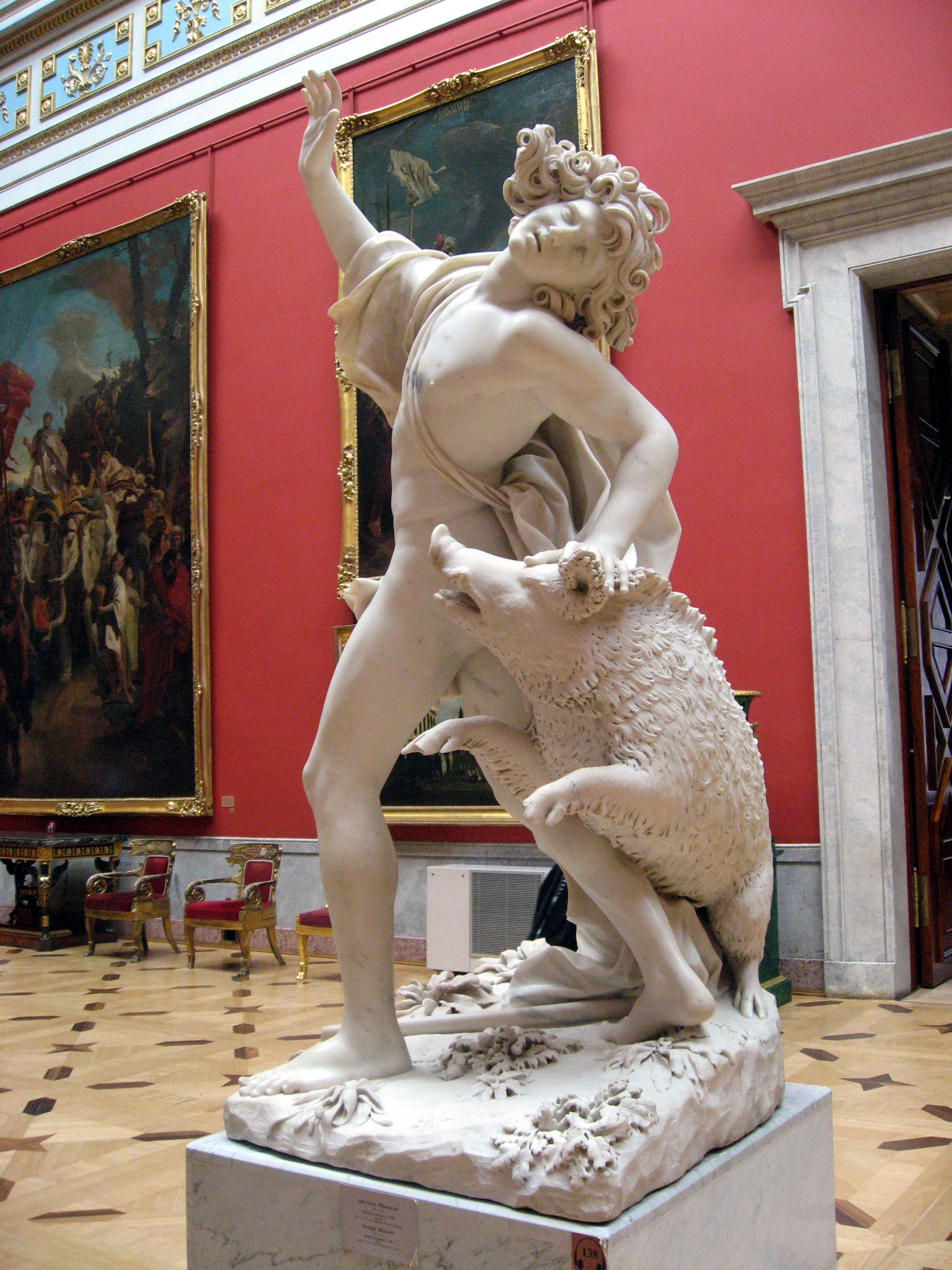
Moartea lui Adonis; de Giuseppe Mazzuoli; anii’ 1710; marmură; înălțime: 193 cm; Muzeul Ermitaj (Sankt Petersburg, Rusia)

## Mobila
Principalele motive folosite sunt: cornul abundenței, festoane, îngerași bebeluși (amorași), capete de lei care țin în bot un inel metalic, capete feminine înconjurate de ghirlande, cartușe ovale, frunze de acant, coloane clasice, cariatide, frontoane și alte elemente de arhitectură clasică sculptate pe  unele piese de mobilier, coșuri cu fructe sau flori, scoici, armuri și trofee, capete de Apollo sau de Bacchus și volute în formă de C.
În prima perioadă a domniei lui Ludovic al XIV-lea, mobilierul a urmat stilul anterior al lui Ludovic al XIII-lea, fiind fost masiv, și decorat cu ornamente sculptate și aurire. După 1680, mulțumită în mare parte designerului de mobilă André Charles Boulle, a apărut un stil mai original și mai delicat, cunoscut uneori sub numele de marchetărie Boulle.  S-a bazat pe incrustații de abanos și alte tipuri rare de lemn, o tehnică folosită pentru prima dată la Florența în secolul al XV-lea, care a fost rafinată și dezvoltată de Boulle și alții care lucrau pentru Ludovic al XIV-lea. Mobila era încrustată cu plăci de abanos, cupru și lemn exotic de diferite culori.
Au apărut tipuri de mobilă noi și deseori de durată; comoda, cu două-patru sertare, a înlocuit vechiul coffre (cufăr).  Canapé, sau canapeaua, apărea, sub forma unei combinații de două sau trei fotolii. Au apărut noi tipuri de fotolii, inclusiv fauteuil en confessionale sau „fotoliul confesional”, care aveau perne căptușite de o parte și de alta a spătarului scaunului.  De asemenea, consola și-a făcut prima apariție, fiind proiectată ca să fie așezată pe un perete. Un alt tip de mobilă nou a fost table à gibier, o masă cu blat de marmură pentru a ține vesela. Au apărut tipuri timpurii de birouri; biroul Mazarin avea o secțiune centrală așezată în spate, între două rânduri de sertare, cu patru picioare pe fiecare rând.

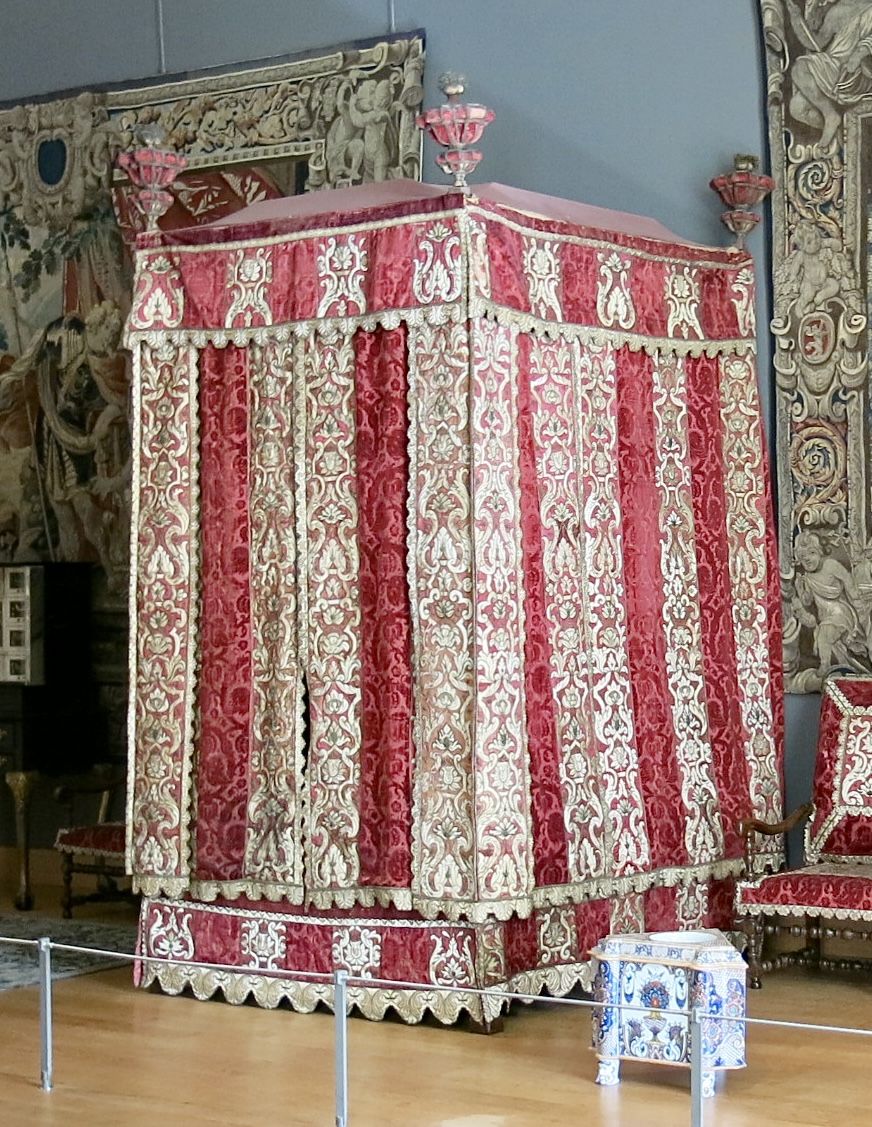
Pat din Château d'Effiat; c.1650; nuc natural, catifea de mătase genoveză cizelata si mătase brodata; 295 cm; Louvre
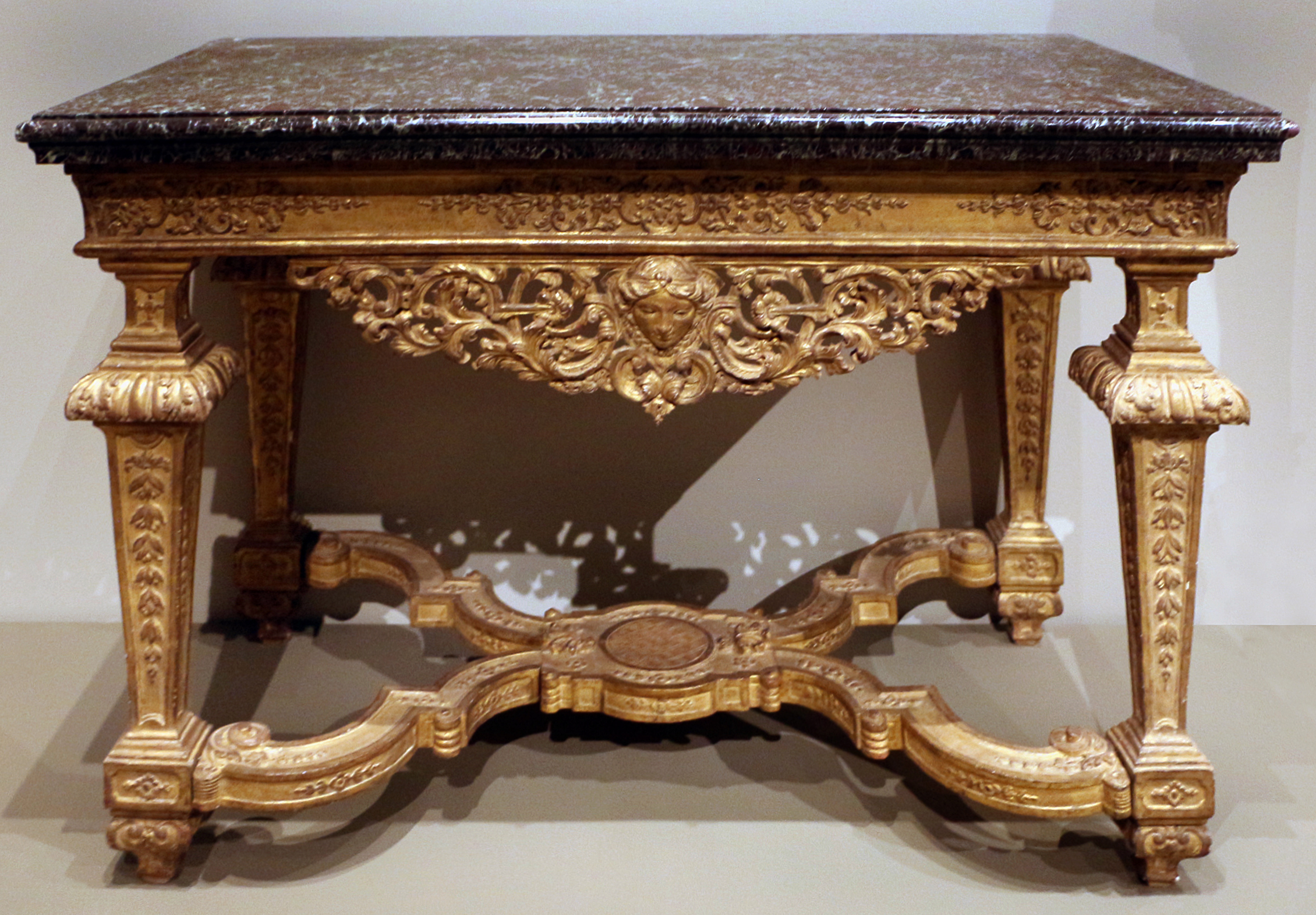
Masă de perete; 1685-1690; lemn sculptat, aurit și gessoit, cu blat de marmură; 83,6 × 128,6 × 71,6 cm; Institutul de Artă din Chicago (SUA)
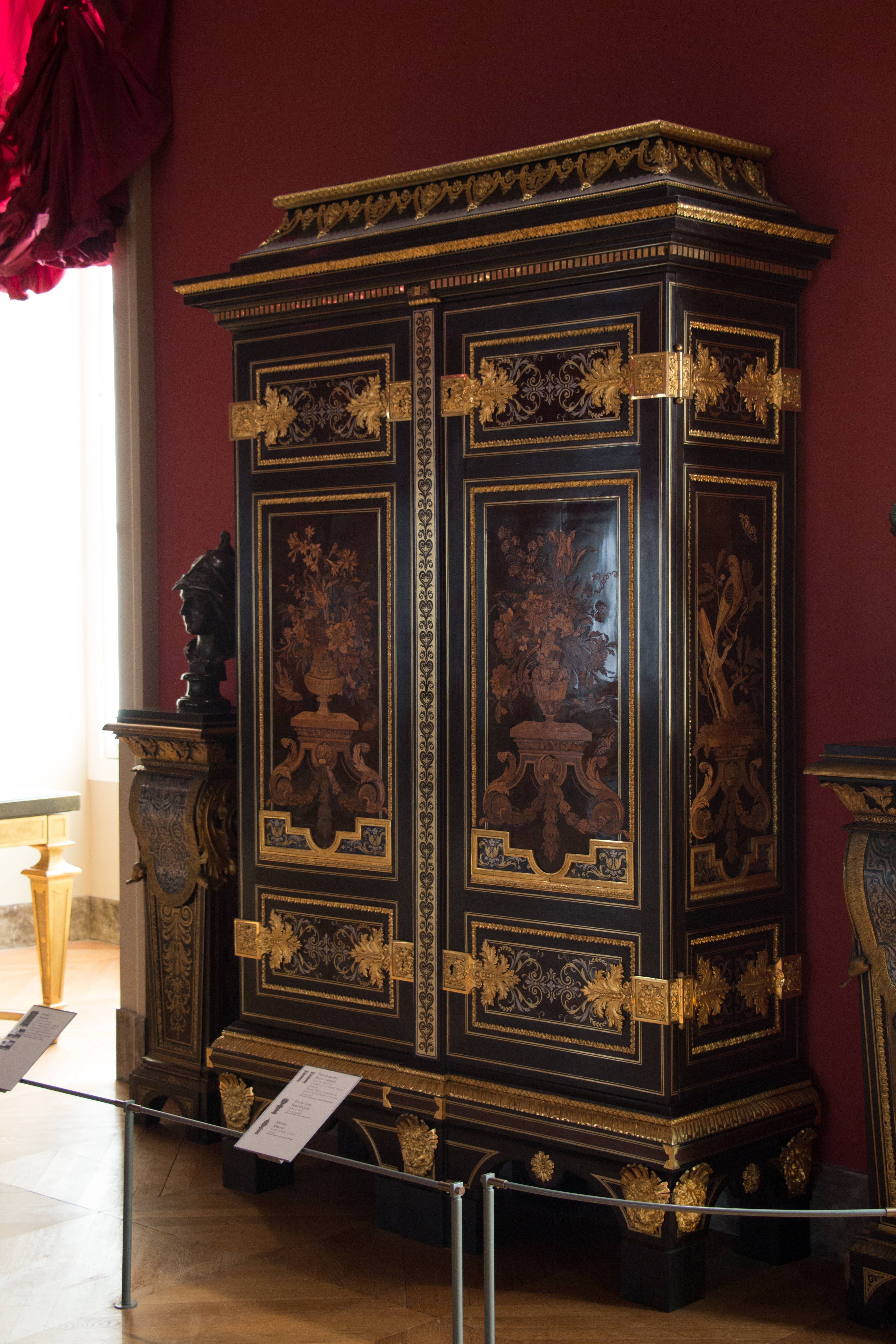
Dulap; de André Charles Boulle; c.1700; abanos și furnir cu amarant, lemne policrome, alamă, staniu, scoică, și marchetărie de corn cu o ramă de stejar, bronz aurit; 255,5 x 157,5 cm; Luvru
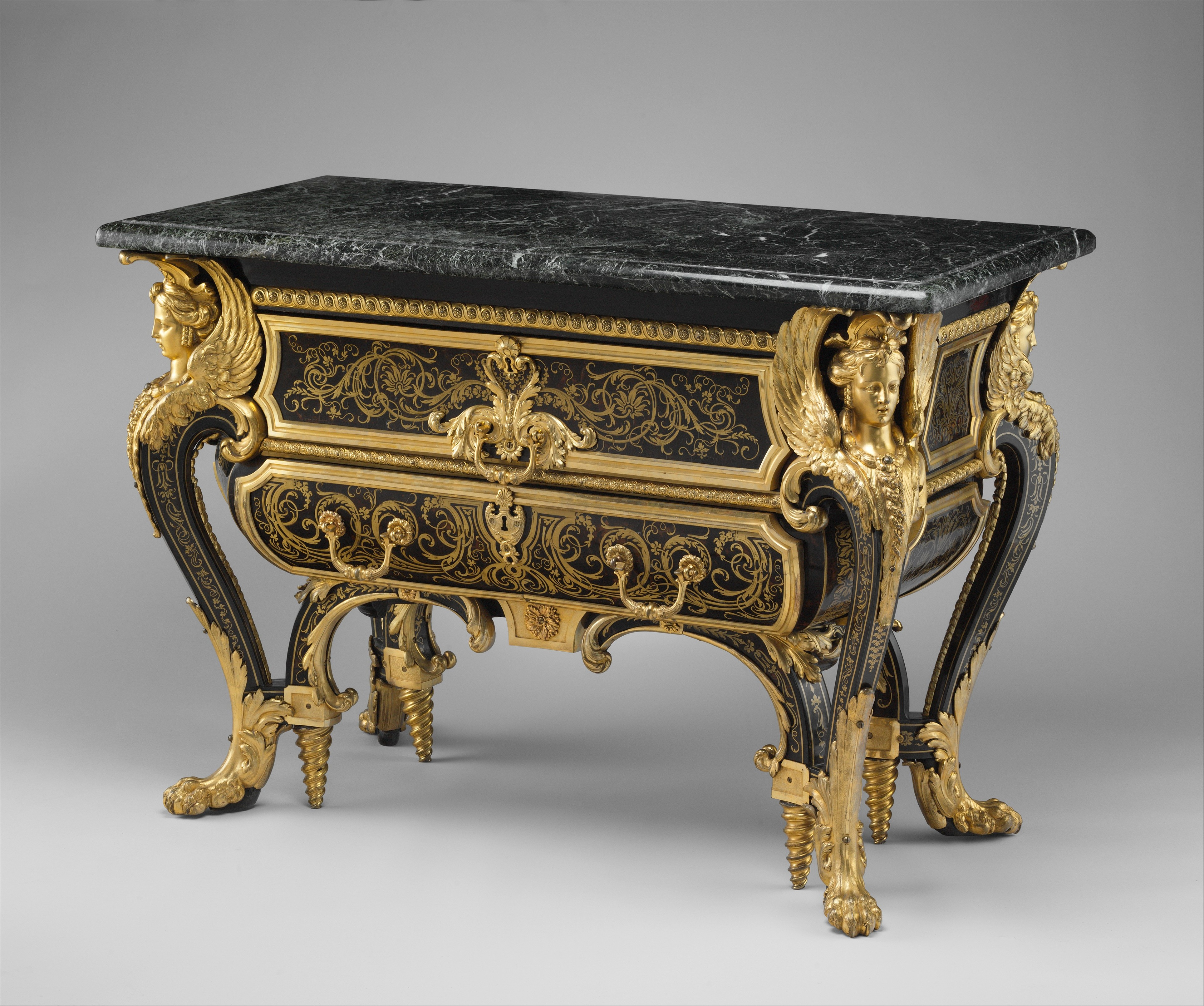
Comodă; de André Charles Boulle; c.1710-1732; nuc furniruit cu abanos și marchetărie de alamă gravată și carapace de broască țestoasă, monturi de bronz aurit, blat de marmură; 87,6 x 128,3 x 62,9 cm; Muzeul Metropolitan de Artă (New York City)
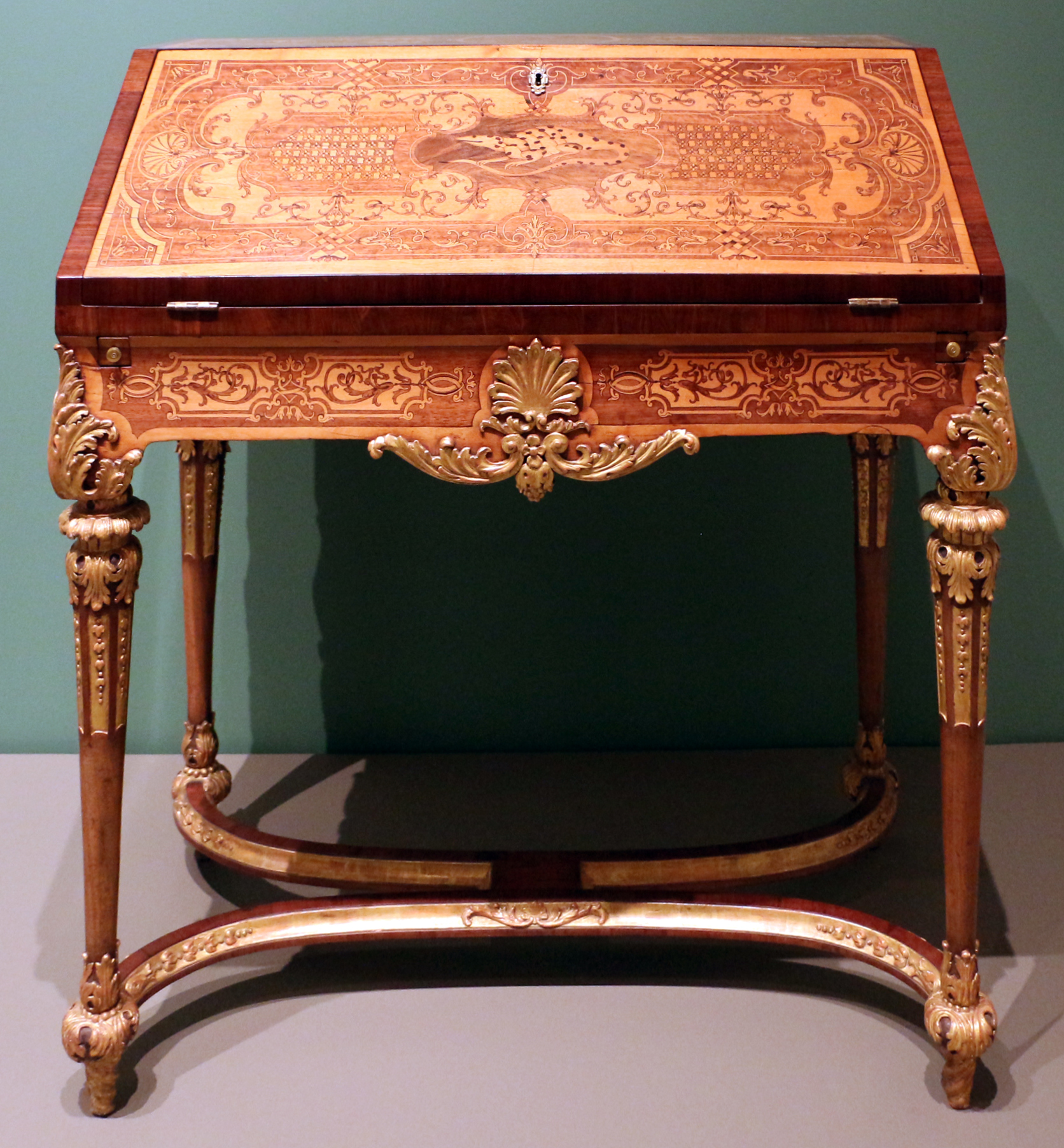
Birou; de Heinrich Ludwig Rohde sau Ferdinand Plitzner; circa 1715–1725; marchetărie de arțar, amarant, mahon și nuc pe molid și stejar; 90 × 84 × 44,5 cm; Institutul de Artă din Chicago

## Muzica și baletul

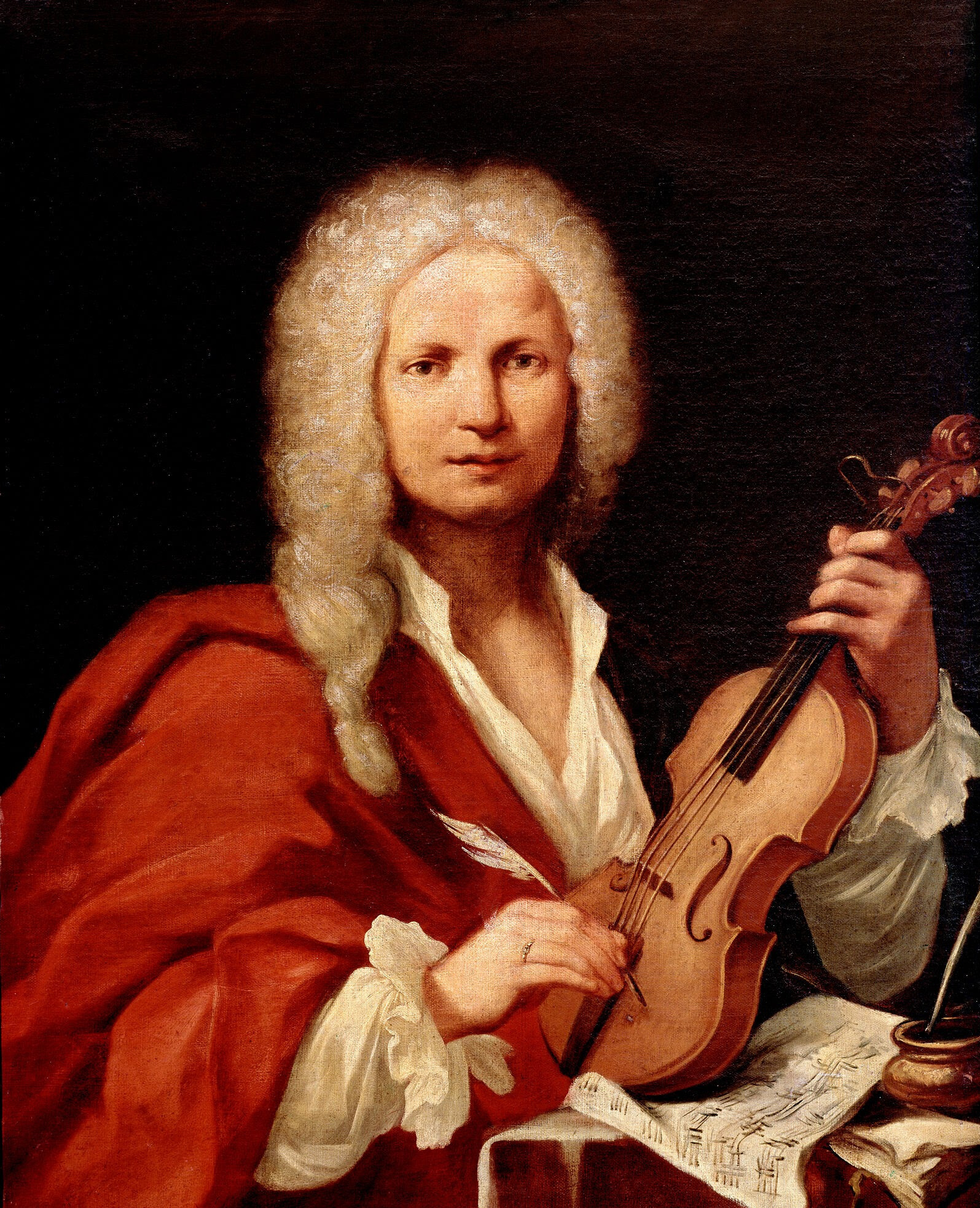
Antonio Vivaldi (1678–1741)

Termenul „baroc” este folosit și pentru stilul muzicii compuse într-o perioadă care se suprapune cu cea a artei baroce.  Primele folosiri ale termenului „baroc” pentru muzică au fost criticile. Într-o recenzie anonimă, satirică, a premierei din octombrie 1733 a Hippolyte et Aricie a lui Rameau, tipărită în Mercure de France în mai 1734, criticul a presupus că noutatea acestei opere este „du barocque”, plângându-se că muzica nu avea melodie coerentă, era plină de disonanțe neîntrerupte și a fost schimbată constant cheia. Jean-Jacques Rousseau, care era un muzician și un compozitor remarcat, precum și filozof, a făcut o observație foarte asemănătoare în 1768 în celebra Encylopedié a lui Denis Diderot: „Muzica barocă este aceea în care armonia este confundată și încărcată de modulări și disonanțe. Cântarea este aspră și nefirească, intonația este dificilă și mișcarea limitată. Se pare că termenul provine de la cuvântul „baroco” folosit de logicieni.”.
Folosirea comună a termenului pentru muzica din perioada asta a început abia în 1919, de Curt Sachs și abia în 1940 a fost folosit pentru prima dată în engleză într-un articol publicat de Manfred Bukofzer.

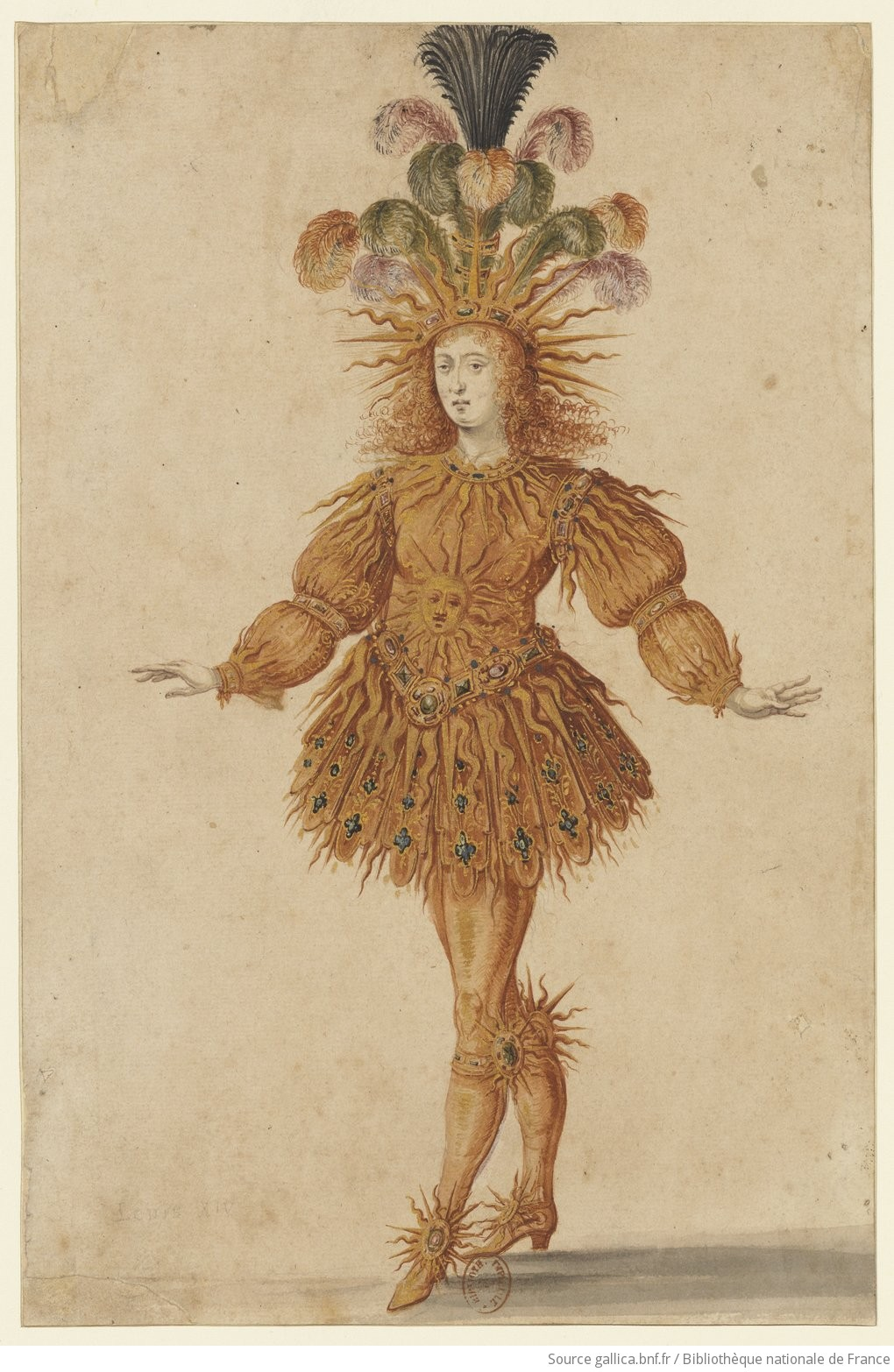
Ludovic al XIV-lea costumat pentru Ballet Royal de la Nuit (1653)

Perioada barocă a fost una de experimentare și inovație muzicală. Au fost inventate forme noi, inclusiv concertul și sinfonia. Opera s-a născut în Italia la sfârșitul secolului al XVI-lea (cu Dafne a lui Jacopo Peri, în cea mai mare parte pierdută, produsă la Florența în 1598) și s-a răspândit la puțin timp prin restul Europei: Ludovic al XIV-lea a creat prima Academie Regală de Muzică, în 1669, poetul Pierre Perrin a deschis o academie de operă la Paris, primul teatru de operă din Franța deschis publicului și a premiat Pomone, prima mare operă în limba franceză, cu muzica de Robert Cambert, cu cinci acte și balet. Heinrich Schütz în Germania, Jean-Baptiste Lully în Franța și Henry Purcell în Anglia, au contribuit cu toții la stabilirea tradițiilor lor naționale în secolul al XVII-lea.
Baletul clasic își are originea și în epoca barocă. Stilul dansului de curte a fost adus în Franța de Maria de Medici, iar la început membrii înșiși au fost dansatorii. Ludovic al XIV-lea a cântat în public în mai multe balete.  În martie 1662, Académie Royale de Danse a fost fondată de rege. A fost prima școală și o companie profesionistă de dans și a stabilit standardele și vocabularul pentru baletul din toată Europa în perioada respectivă.
În perioada asta au fost introduse câteva instrumente noi, inclusiv pianul. Invenția pianului este creditată lui Bartolomeo Cristofori (1655-1731) din Padova (Italia) care a fost angajat de Ferdinando de' Medici, Mare Prinț de Toscana, ca Păstrător al Instrumentelor. Cristofori a numit instrumentul „un cimbalo di cipresso di piano e forte” („o tastatură de chiparos cu moale și tare”), prescurtat de-a lungul timpului ca „pianoforte”, „fortepiano” și mai târziu, pur și simplu, pian.

### Compozitori și exemple
- Giovanni Gabrieli (c. 1554/1557–1612) Sonata pian' e forte (1597), In Ecclesiis (din Symphoniae sacrae cartea a II-a, 1615)
- Giovanni Girolamo Kapsperger (c. 1580–1651) Libro primo di villanelle, 20 (1610)
- Claudio Monteverdi (1567–1643), L'Orfeo, favola in musica (1610)
- Heinrich Schütz (1585–1672), Musikalische Exequien (1629, 1647, 1650)
- Francesco Cavalli (1602–1676),  L'Egisto (1643), Ercole amante (1662), Scipione affricano (1664)
- Jean-Baptiste Lully (1632–1687), Armide (1686)
- Marc-Antoine Charpentier (1643–1704), Te Deum (1688–1698)
- Heinrich Ignaz Franz Biber (1644–1704), Sonate de rozariu (1681)
- John Blow (1649–1708), Venus și Adonis (1680–1687)

- Johann Pachelbel (1653–1706)
- Arcangelo Corelli (1653–1713)
- Marin Marais (1656–1728), Sonnerie de Ste-Geneviève du Mont-de-Paris (1723)
- Henry Purcell (1659–1695), Dido și Aeneas (1688)
- Alessandro Scarlatti (1660–1725), L'honestà negli amori (1680), Il Pompeo (1683), Mitridate Eupatore (1707)
- François Couperin (1668–1733), Les barricades mystérieuses (1717)
- Tomaso Albinoni (1671–1751), Didone abbandonata (1724)
- Antonio Vivaldi (1678–1741), Cele Patru Anotimpuri (1725)
- Jan Dismas Zelenka (1679–1745), Il Serpente di Bronzo (1730), Missa Sanctissimae Trinitatis (1736)
- Georg Philipp Telemann (1681–1767), Der Tag des Gerichts (1762)
- Johann David Heinichen (1683–1729)
- Jean-Philippe Rameau (1683–1764), Dardanus (1739)
- Georg Friedrich Händel (1685–1759), Muzica apelor (1717), Mesia (1741)
- Domenico Scarlatti (1685–1757), sonate pentru clavecin
- Johann Sebastian Bach (1685–1750), Concertele brandenburgice (1721), Patimile după Matei (1727)
- Nicola Porpora (1686–1768), Semiramide riconosciuta (1729)
- Giovanni Battista Pergolesi (1710–1736), Stabat Mater (1736)

## Teatrul

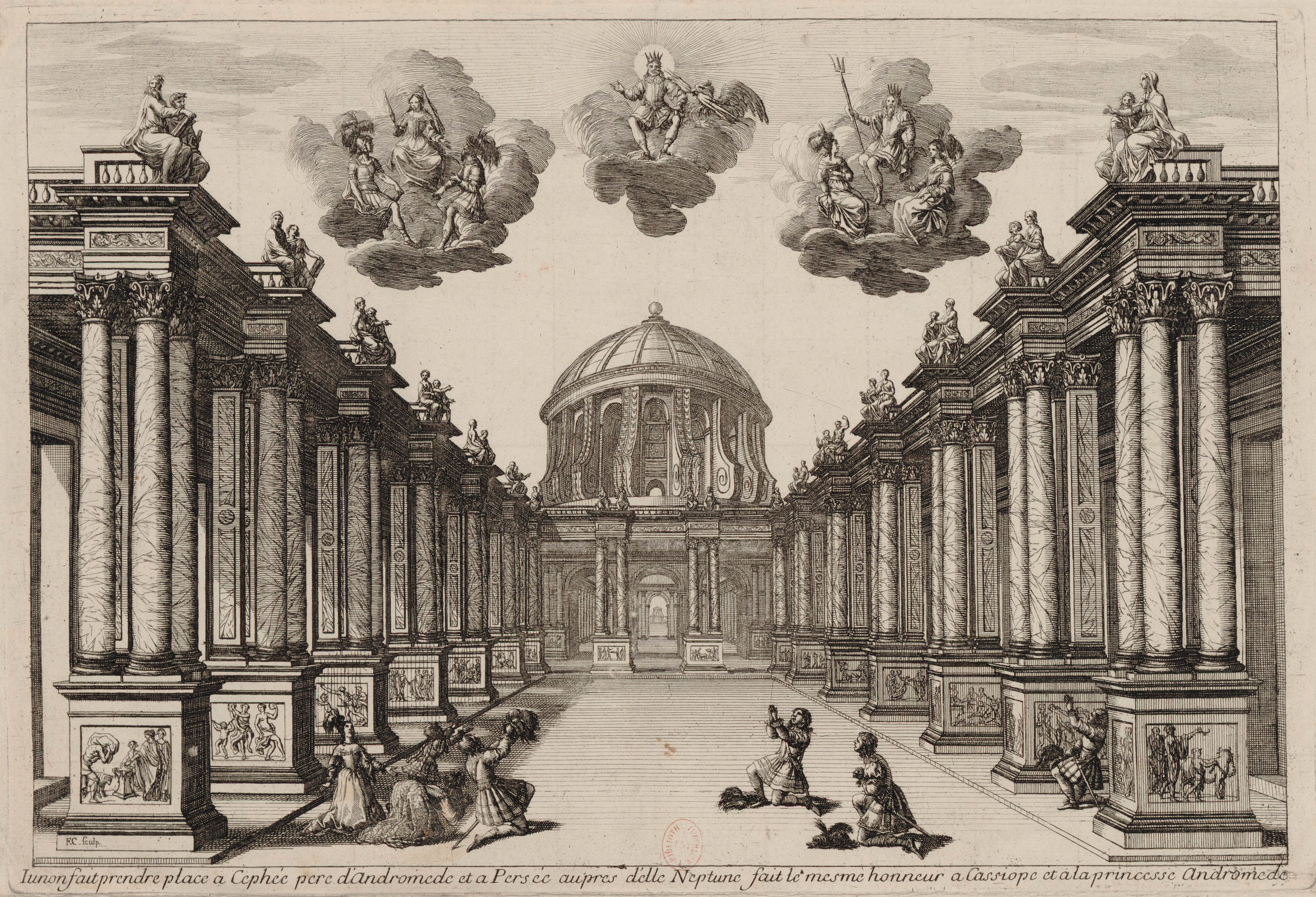
Decor scenic pentru Andromedé de Pierre Corneille (1650)

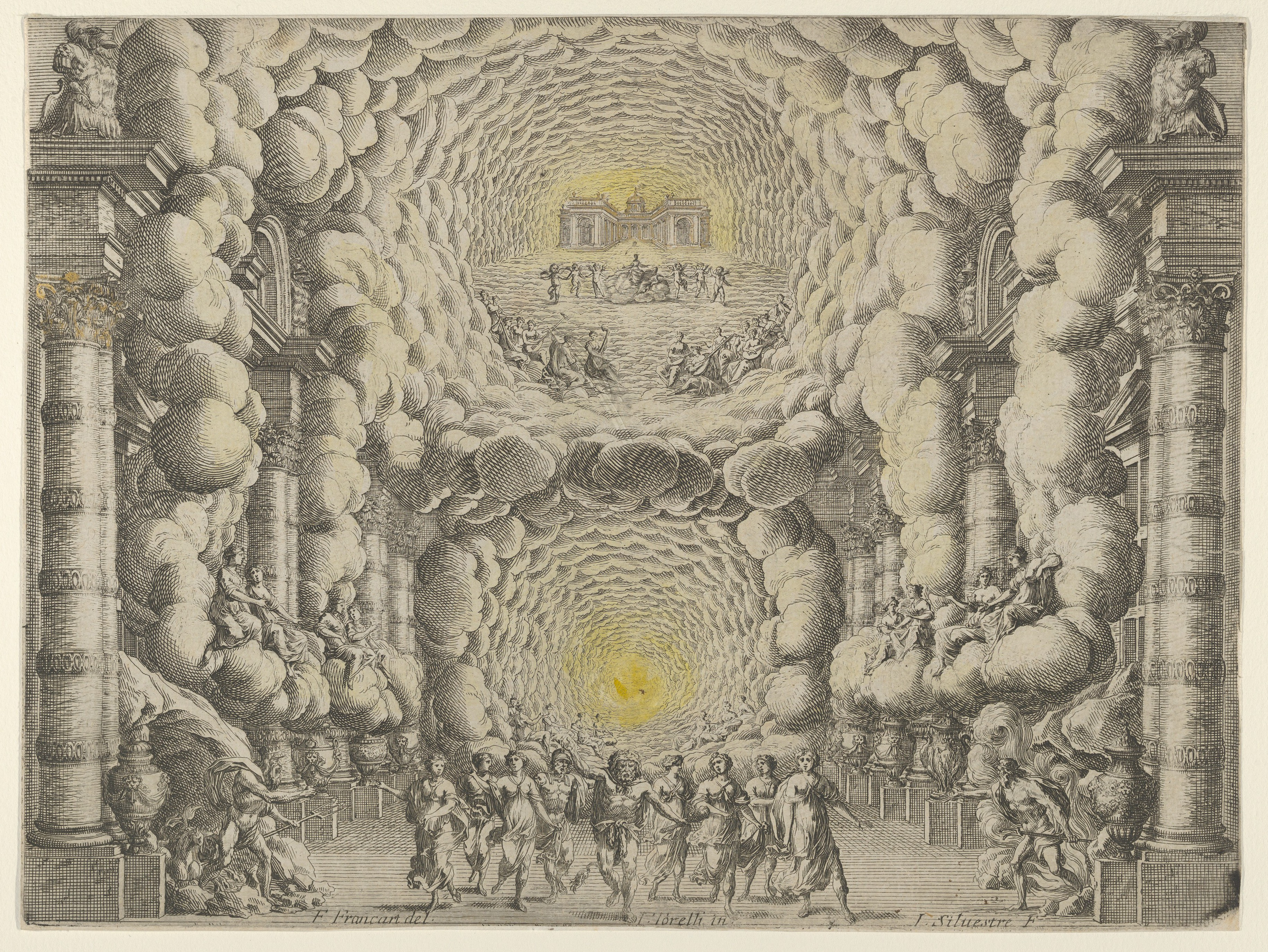
Design pentru un decor scenic creat de Giacomo Torelli pentru baletul Les Noces de Thétis, din Décorations et machines aprestées aux nopces de Tétis, Ballet Royal

Perioada barocă a fost o epocă de aur pentru teatrul din Franța și Spania; dramaturgii vremii includ Pierre Corneille, Jean Racine și Molière în Franța; și Lope de Vega și Pedro Calderón de la Barca în Spania.
În perioada barocă, arta și stilul teatrului au evoluat rapid, alături de dezvoltarea operei și a baletului. Proiectarea de teatre mai noi și mai mari, folosirea mai largă a avanscenei, care a încurajat mai multe efecte scenice și spectacole.
Barocul a avut un caracter catolic și conservator în Spania, după un model literar italian în perioada Renașterii. Teatrul baroc hispanic a vizat un conținut public cu o realitate ideală care a manifestat trei sentimente fundamentale: religia catolică, mândria monarhică și națională, și onoarea originare din lumea cavalerească.
Două perioade sunt cunoscute în teatrul baroc spaniol, divizarea având loc în 1630. Prima perioadă este reprezentată în principal de Lope de Vega, și de Tirso de Molina, Gaspar Aguilar, Guillén de Castro, Antonio Mira de Amescua, Luis Vélez de  Guevara, Juan Ruiz de Alarcón, Diego Jiménez de Enciso, Luis Belmonte Bermúdez, Felipe Godínez, Luis Quiñones de Benavente sau Juan Pérez de Montalbán. A doua perioadă e reprezentată de Pedro Calderón de la Barca și dramaturgii Antonio Hurtado de Mendoza, Álvaro Cubillo de Aragón, Jerónimo de Cáncer, Francisco de Rojas Zorrilla, Juan de Matos Fragoso, Antonio Coello y Ochoa, Agustín Moreto și Francisco Bances Candamo. Clasificările astea sunt vagi deoarece fiecare autor avea propriul său stil. S-ar putea chiar ca „maniera” lui Lope să fie mai liberală și mai structurată decât cea a lui Calderón.
Lope de Vega a introdus prin noua sa carte Arte nuevo de hacer comedias en este tiempo (1609) „noua comedie”. El a stabilit o nouă formulă dramatică care a rupt cele trei unități ale lui Aristotel ale școlii italiene de poezie (acțiune, timp și loc) și o a patra unitate a lui Aristotel, care se referă la stil, amestecând elemente tragice și comice care prezintă diferite tipuri de versete și strofe peste ceea ce e reprezentat. Deși Lope cunoaștea foarte bine artele plastice, nu le-a folosit în cea mai mare parte a carierei sale, nici în teatru sau în scenografie. Comedia lui Lope a acordat un al doilea rol aspectelor vizuale ale reprezentării teatrale.
Tirso de Molina, Lope de Vega, și Calderón sunt cei mai importanți scriitori de piese de teatru din Epoca de Aur a Spaniei.  Lucrări lor, cunoscute pentru inteligența lor subtilă și pentru înțelegerea profundă a umanității unei persoane, ar putea să fie considerate un punct de legătură între comedia primitivă a lui Lope și comedia mai complexă a lui Calderón. Tirso de Molina este cel mai cunoscut pentru două lucrări, Suspiciunile Condamnate și Seducătorul din Sevilla și Oaspetele de Piatră, una dintre primele versiuni ale mitului lui Don Juan.
La sosirea sa la Madrid, Cosimo Lotti a adus la curtea spaniolă cele mai avansate tehnici teatrale din Europa.  Tehnicile și cunoștințele sale de mecanică au fost aplicate în expoziții la palate, numite „Fiestas” și în expoziții fastuoase pe râuri sau fântâni artificiale numite „Naumaquias”. El a fost responsabil pentru amenajarea Grădinilor din Parcul Buen Retiro, de la Palatul Zarzuela, de la Palatul Regal din Aranjuez și de construirea clădirii teatrale a Coliseo del Buen Retiro. Libertatea, vitalitatea și deschiderea lui Lope au dat un pas în reflexia intelectuală și precizia formală a lui Calderón. În comedia sa a reflectat intențiile sale ideologice și doctrinale, mai presus de pasiune și acțiune. Genul Comedia este politic, multi-artistic și într-un sens hibrid. Textul poetic împletit cu Media și resurse provenind din arhitectură, muzică și pictură s-au format din lipsa de peisaj și angajarea dialogului de acțiune.
Cel mai cunoscut dramaturg german a fost Andreas Gryphius, care a folosit modelul iezuit al olandezului Joost van den Vondel și Pierre Corneille. A existat și Compania Velthen care a combinat tradițiile comedianților englezi și commedia del'arte cu teatrul clasic al lui Corneille și Molière. Compania sa de turism a fost poate cea mai semnificativă și mai importantă din secolul al XVII-lea.

## Grădinile
Grădina barocă, cunoscută și sub numele de jardin à la française sau grădină formală franceză, a apărut pentru prima dată la Roma în secolul al XVI-lea, apoi mai ales în Franța, în secolul al XVII-lea, în grădinile Castelului Vaux-le-Vicomte și în cele ale Palatului de la Versailles. Grădinile baroce au fost construite de regi și prinți în Germania, Olanda, Austria, Spania, Polonia, Italia și Rusia până la mijlocul secolului al XVIII-lea, când au început să fie create grădinile în stilul englezesc de peisaj mai natural.
Scopul grădinilor baroce era să ilustreze puterea omului asupra naturii și gloria constructorilor lor, grădinile fiind dispuse în forma unor modele geometrice, așa cum sunt camerele unei case. De obicei, erau văzute cel mai bine din exterior, fie dintr-un castel sau de la o terasă. Elementele unei grădini baroce includ un parterres de paturi de flori, garduri vii joase tăiate în modele baroce ornamentate, sau benzi drepte și alei de pietriș care împărțeau și încrucișau grădina.  Terasele, rampele, scările și cascadele sunt amplasate acolo unde există diferențe de înălțime și oferă puncte de vedere.  În iazurile circulare sau dreptunghiulare, sau în bazinele de apă sunt așezate fântâni și statui. Tufișurile și crengile tăiate cu grijă sau rândurile de copaci identici, dau aspectul de ziduri de verdeață și sunt fundaluri pentru statui. Pe margini, de obicei, grădinile aveau pavilioane, oranjeri și alte structuri în care vizitatorii pot să se adăpostească de soare sau ploaie.

Grădinile baroce au necesitat un număr enorm de grădinari, tuns continuu și apă abundentă. În partea mai târzie a perioadei baroce, elementele formale au început să fie înlocuite cu trăsături mai naturale, inclusiv căi șerpuite, pâlcuri de diverși copaci lăsați să crească nemărginit; arhitectură rustică și structuri pitorești, cum ar fi temple romane sau pagode chinezești, precum și „grădini secrete” de pe marginile grădinii principale, pline de verdeață, unde vizitatorii pot să citească sau să aibă conversații liniștite. La mijlocul secolului al XVIII-lea, majoritatea grădinilor baroce au fost parțial sau integral transformate în variații ale grădinii peisajului englez.
Pe lângă cele ale Palatului de la Versailles și ale Castelului Vaux-le-Vicomte, grădinile baroce celebre care mai păstrează o mare parte a aspectului inițial includ cele pe care le au Palatul Regal din Caserta, lângă Napoli; Castelul Nymphenburg și Castelele Augustusburg și Falkenlust din Germania; Palatul Het Loo din Olanda; Palatul Belvedere din Viena; și Palatul Peterhof din Sankt Petersburg (Rusia).

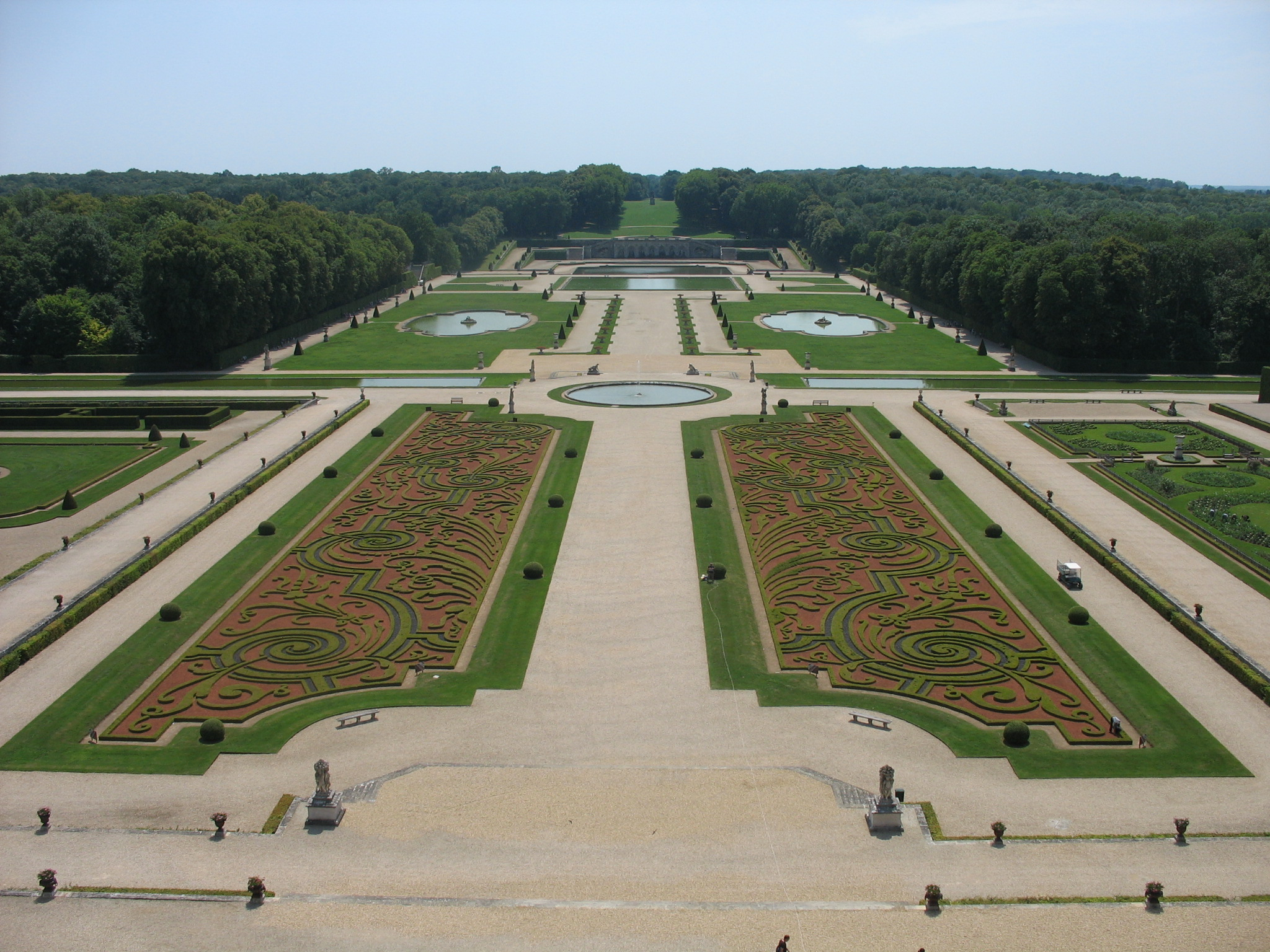
Grădinile de la Vaux-le-Vicomte (Franța), 1657-1661, de André Le Nôtre
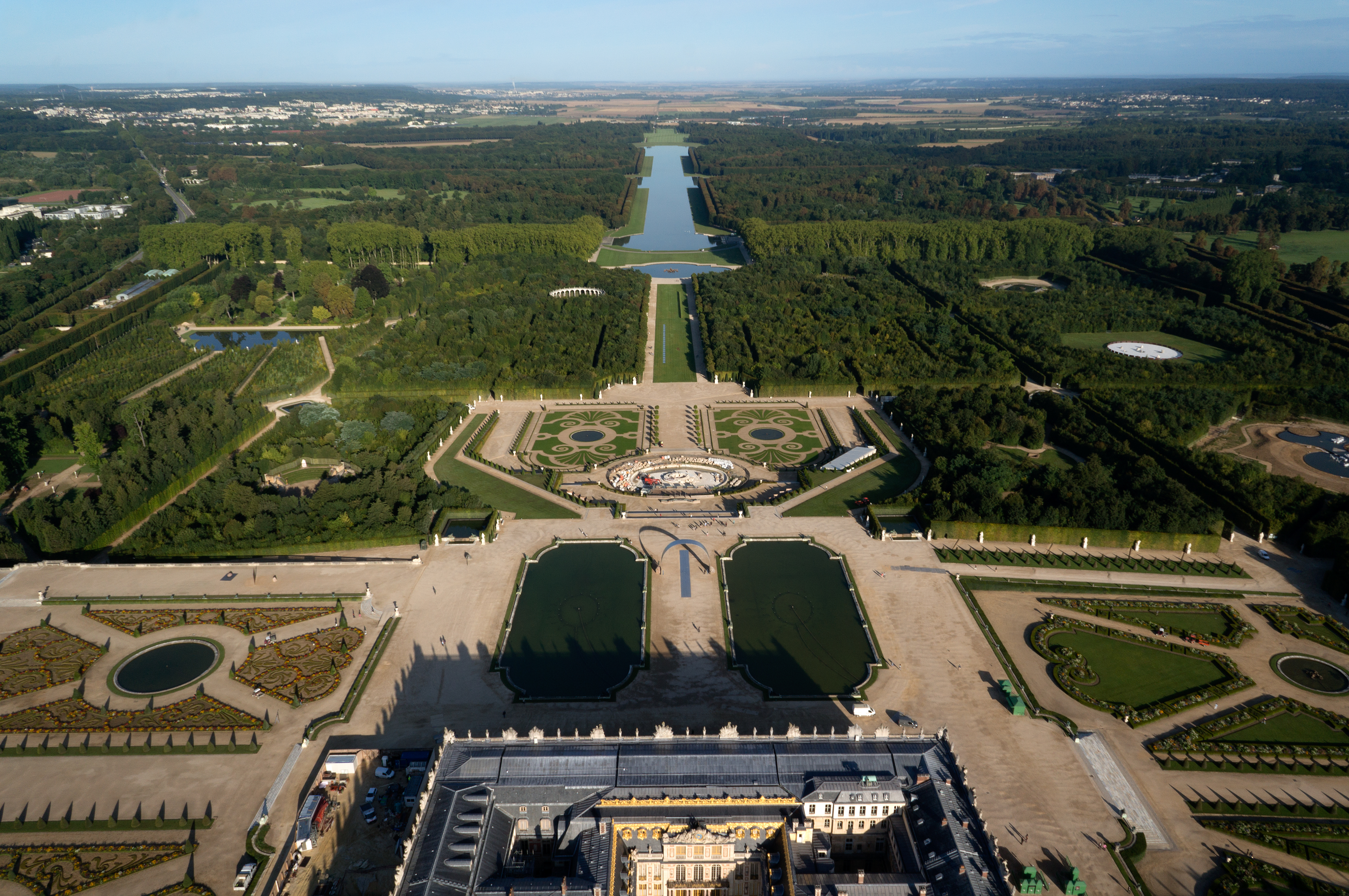
Grădinile de la Versailles, începute în 1661, de André Le Nôtre
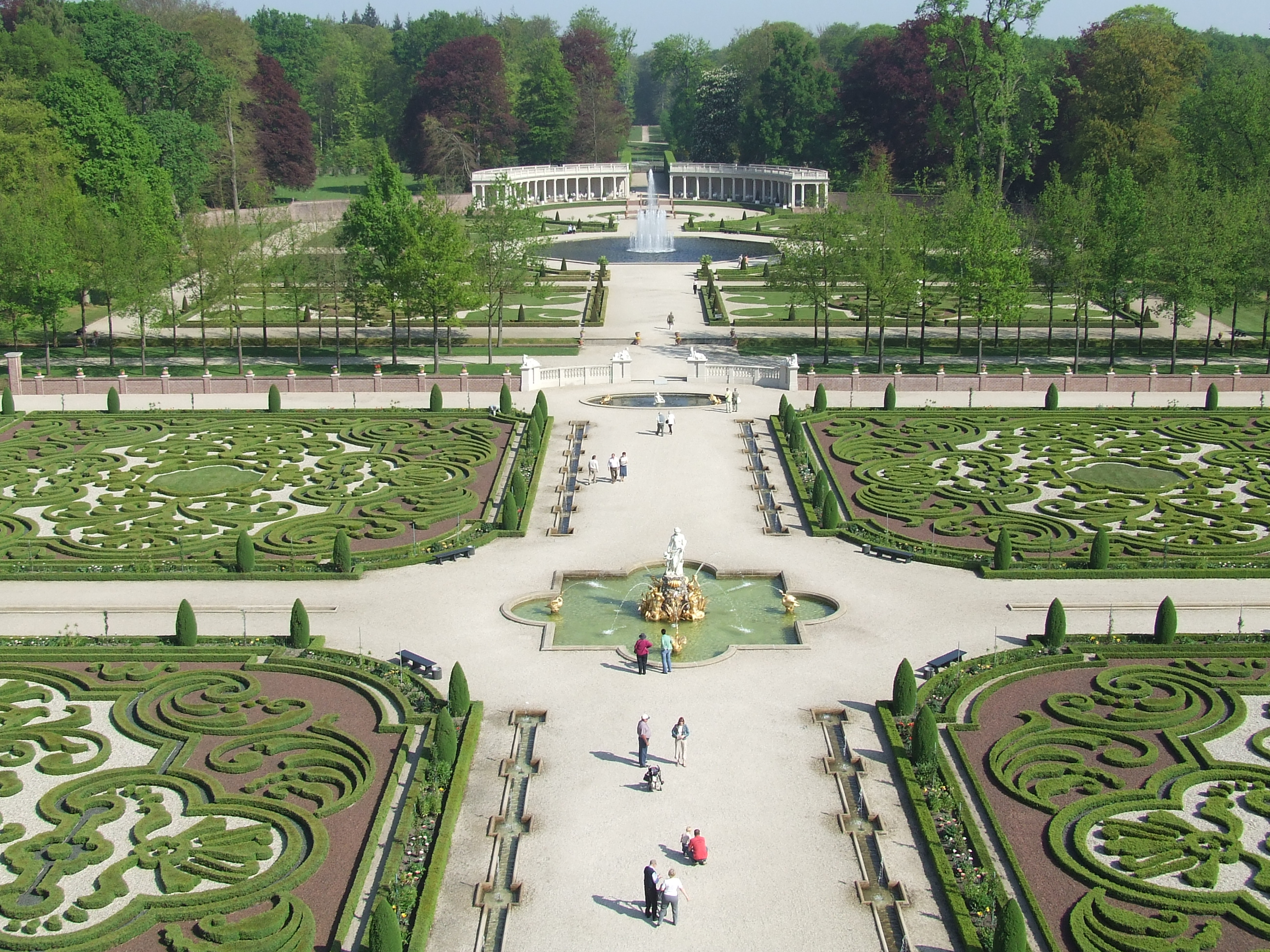
Grădinile Palatului Het Loo (Țările de Jos), 1689
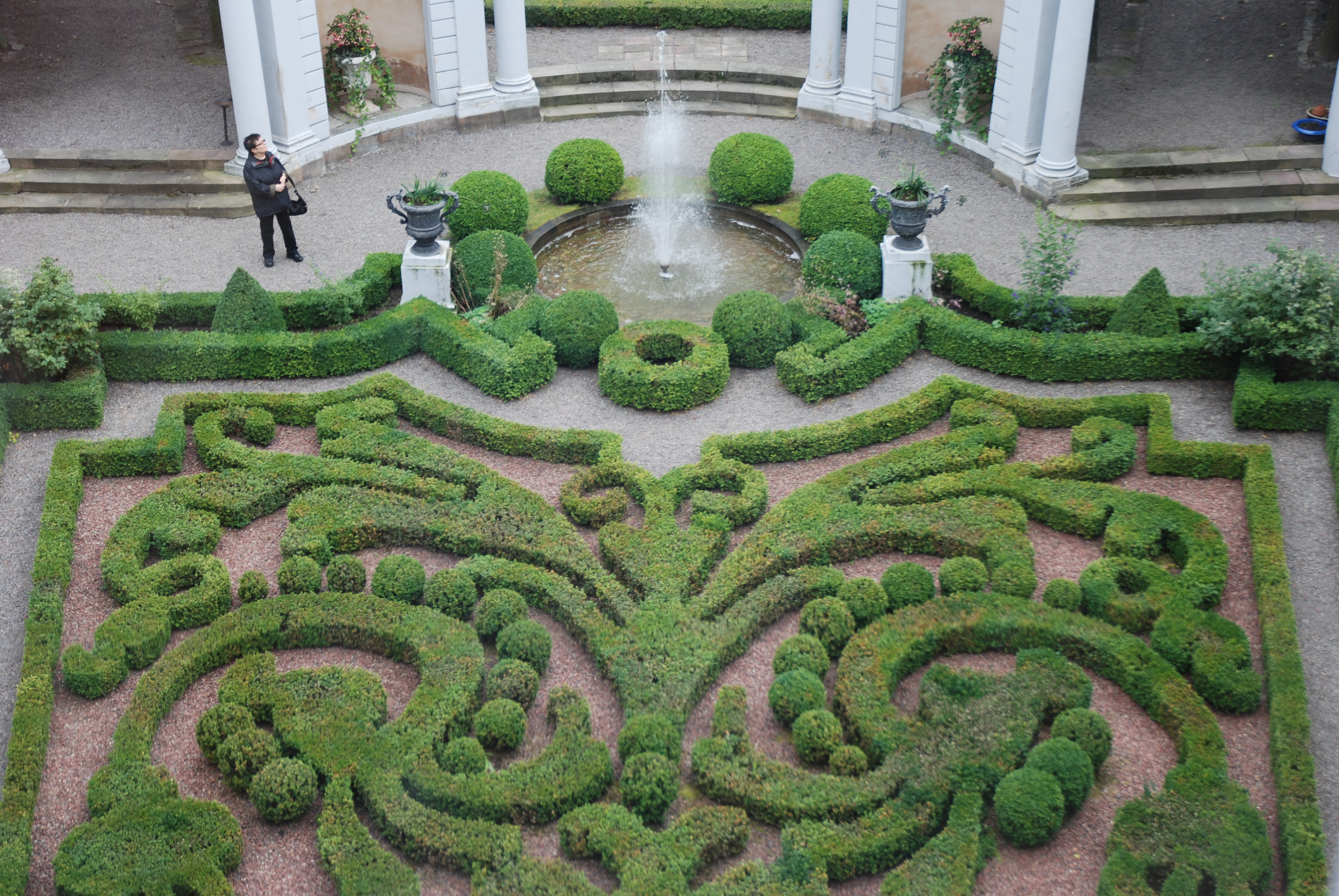
Grădina Palatului Tessin (Stockholm, Suedia), 1692-1700, de Nicodemus Tessin cel Tânăr

## Diferențe între rococo și baroc
Următoarele sunt caracteristici ale rococoului, pe care barocul nu le are:
- abandonarea parțială a simetriei, totul fiind compus din linii grațioase și curbe, asemănătoare cu cele Art Nouveau
- cantitatea imensă de curbe asimetrice și volute în formă de C
- folosirea foarte larg răspândită a florilor în ornamentație, un exemplu fiind festoanele făcute din flori
- motivele japoneze și chinezești
- culori pastelate calde[145] (alb-galben, crem, griuri perlate, bleuri foarte deschise)[146]

## Sfârșitul stilului, condamnarea și redescoperirea academică
Madame de Pompadour, amanta lui Ludovic al XV-lea, a contribuit la declinul stilurilor baroc și rococo. În 1750 și-a trimis nepotul, Abel-François Poisson de Vandières, într-o misiune de doi ani de studiere a evoluțiile artistice și arheologice în Italia. A fost însoțit de mai mulți artiști, printre care gravorul Nicolas Cochin și arhitectul Jacques-Germain Soufflot. S-au întors la Paris cu o pasiune pentru arta clasică. Vandiéres a devenit marchizul de Marigny și a fost numit director regal al clădirilor în 1754. A făcut ca neoclasicismul să fie tendința principală a arhitecturii franceze oficiale. Cochin a devenit un important critic de artă; a cerut un stil grandios, cu un nou accent pe antichitate și nobilime în academiile de arhitectură.
Istoricul de artă și arheologul german pionier Johann Joachim Winckelmann a condamnat, de asemenea, stilul baroc și a lăudat valorile superioare ale artei și arhitecturii clasice. Până în secolul XIX, Barocul era o țintă a ridicolului și a criticii. Criticul neoclasic Francesco Milizia a scris: „Borrominini în arhitectură, Bernini în sculptură, Pietro da Cortona în pictură... sunt o ciumă pe bunul gust, care a infectat un număr mare de artiști”. În secolul al XIX-lea, critica a mers chiar mai departe; criticul britanic John Ruskin a declarat că sculptura barocă nu este numai rea, ci și coruptă din punct de vedere moral.
Istoricul de artă elvețian Heinrich Wölfflin (1864-1945) a început reabilitarea cuvântului Baroc în opera sa Renaissance und Barock (1888); Wölfflin a identificat barocul drept „mișcarea importată în masă”, o artă antitetică artei renascentiste. El nu a făcut distincțiile între manierism și baroc pe care le fac scriitorii moderni și a ignorat faza ulterioară, barocul academic care a durat în secolul al XVIII-lea. Arta și arhitectura barocului au devenit la modă între cele două Războaie Mondiale și au rămas în mare parte în favoarea critică. Termenul de „baroc” poate să fie folosit în continuare, de obicei peiorativ, care descrie lucrări de artă, meșteșuguri sau design care se consideră că au o ornamentare excesivă sau o complexitate a liniei.